# Список членов Французской академии

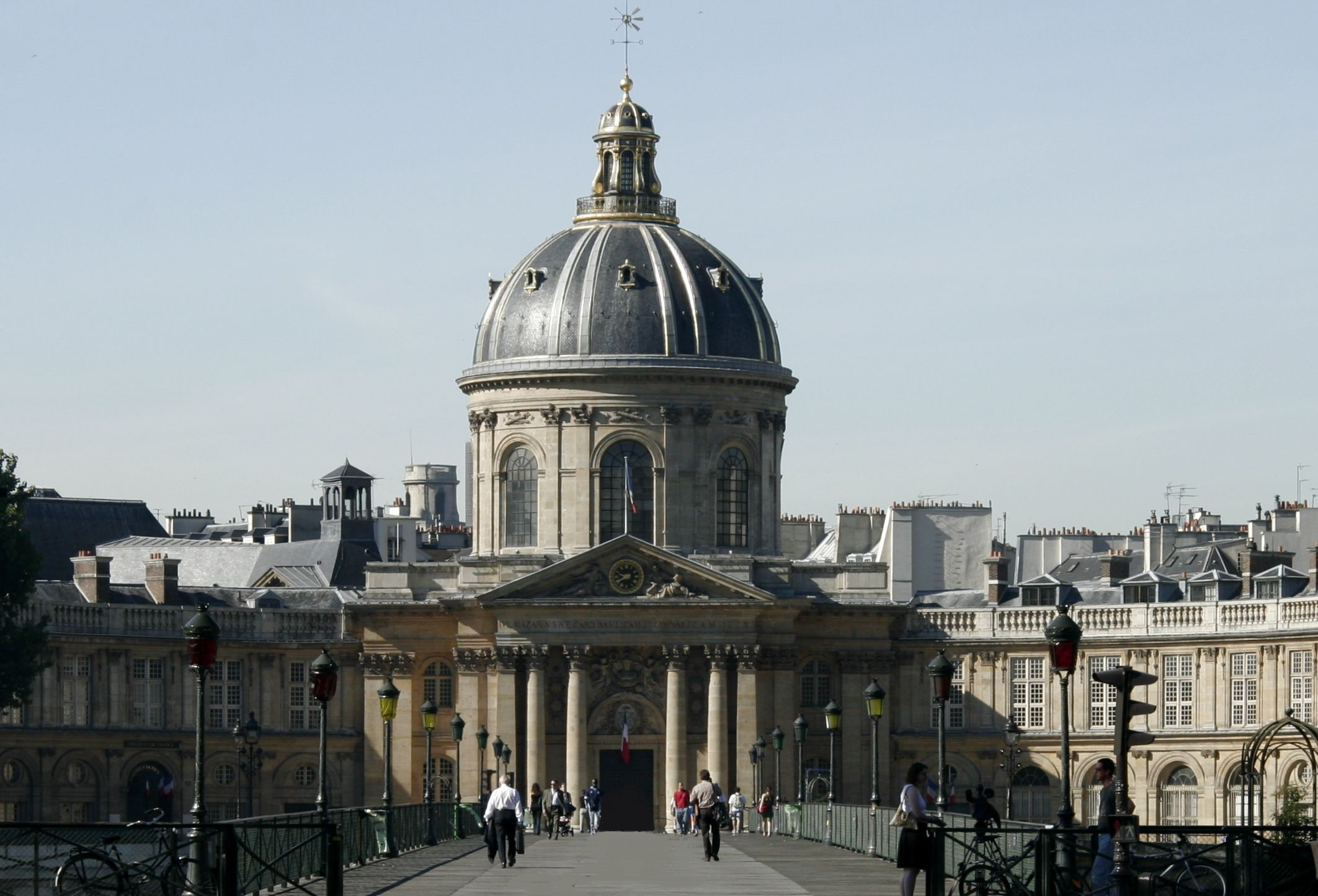
Институт Франции — Французская академия на Мосту Искусств

Полный список членов Французской академии (фр. Académie française) по креслам (фр. fauteuil).
Новый член академии может быть избран только на вакантное место после смерти предшественника, поскольку статус члена Французской академии является пожизненным.
Со времени основания в 1635 году по март 2021 года 737 человек были избраны членами Французской академии (количество избраний достигает 741, поскольку имели место исключения из Академии и переизбрания в неё — например, в случае Антуана Венсана Арно).

## Кресло 1

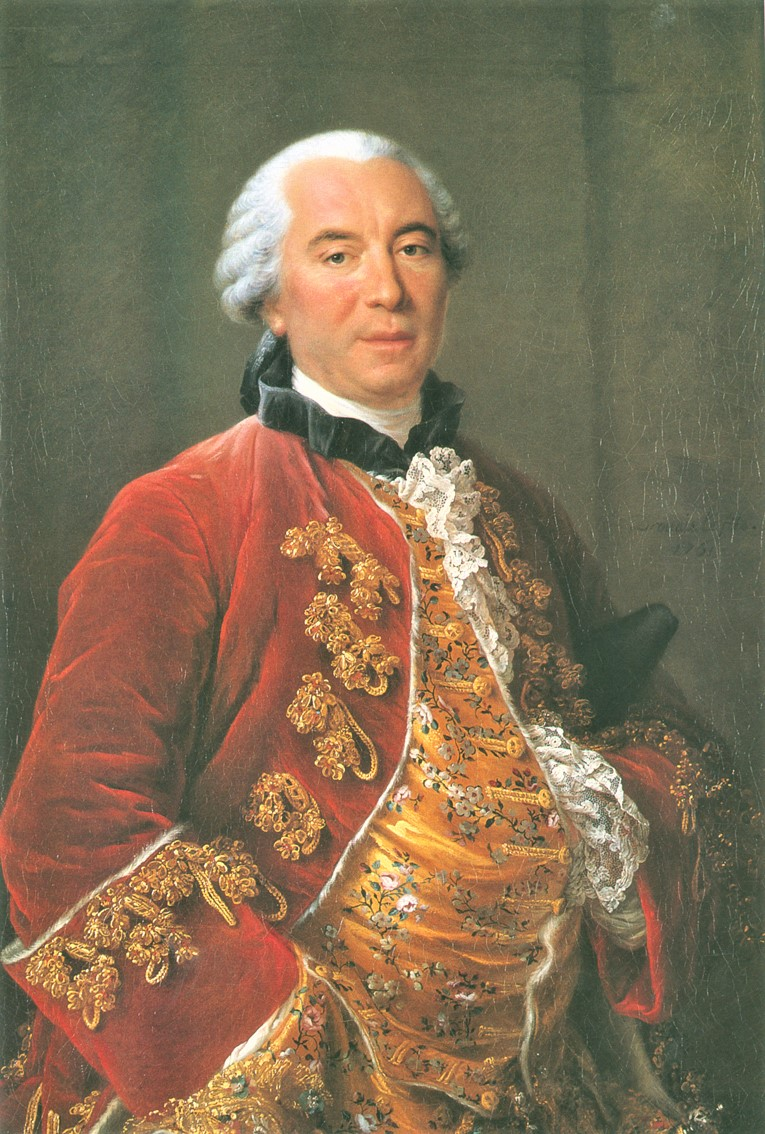
Жорж-Луи Леклерк де Бюффон

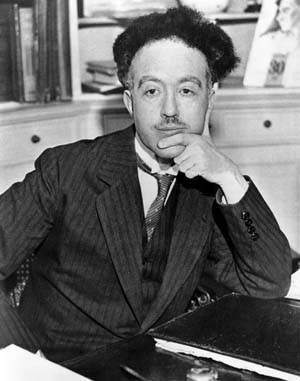
Луи де Бройль

1. Пьер Сегье (Pierre Séguier), 1635—1643, политик и юрист
2. Клод Базен де Безон, 1643—1684, юрист
3. Никола Буало-Депрео (Nicolas Boileau-Despréaux), 1684—1711, поэт
4. Жан д’Эстре, 1711—1718, священник и политик
5. Марк Рене д’Аржансон (Marc-René d’Argenson), 1718—1721, политик
6. Жан-Жозеф Ланге де Жержи, 1721—1753, священник
7. Жорж-Луи Леклерк де Бюффон (George-Louis Leclerc, comte de Buffon), 1753—1788, естествоиспытатель, эссеист
8. Феликс Вик-д’Азир (Félix Vicq d’Azyr), 1788—1794, врач
9. Франсуа Юрбен Домерг, 1803—1810, грамматик
10. Анж-Франсуа Фарио (Ange-François Fariau), 1810, поэт и переводчик
11. Франсуа-Огюст Парсеваль-Гранмезон (François-Auguste Parseval-Grandmaison), 1811—1834, поэт
12. Нарсис Ашиль де Сальванди (Narcisse-Achille de Salvandy), 1835—1856, политик и историк
13. Эмиль Ожье (Émile Augier), 1857—1889, поэт и драматург
14. Шарль де Фрейсине (Charles de Freycinet), 1890—1923, политик и физик
15. Эмиль Пикар (Émile Picard), 1924—1941, математик
16. Луи де Бройль (Louis de Broglie), 1944—1987, физик и математик
17. Мишель Дебре (Michel Debré), 1988—1996, политик
18. Франсуа Фюре (François Furet), 1997, историк
19. Рене Ремон (фр. René Rémond), 1998—2007, историк
20. Клод Дажан, 2008 — священник

## Кресло 2

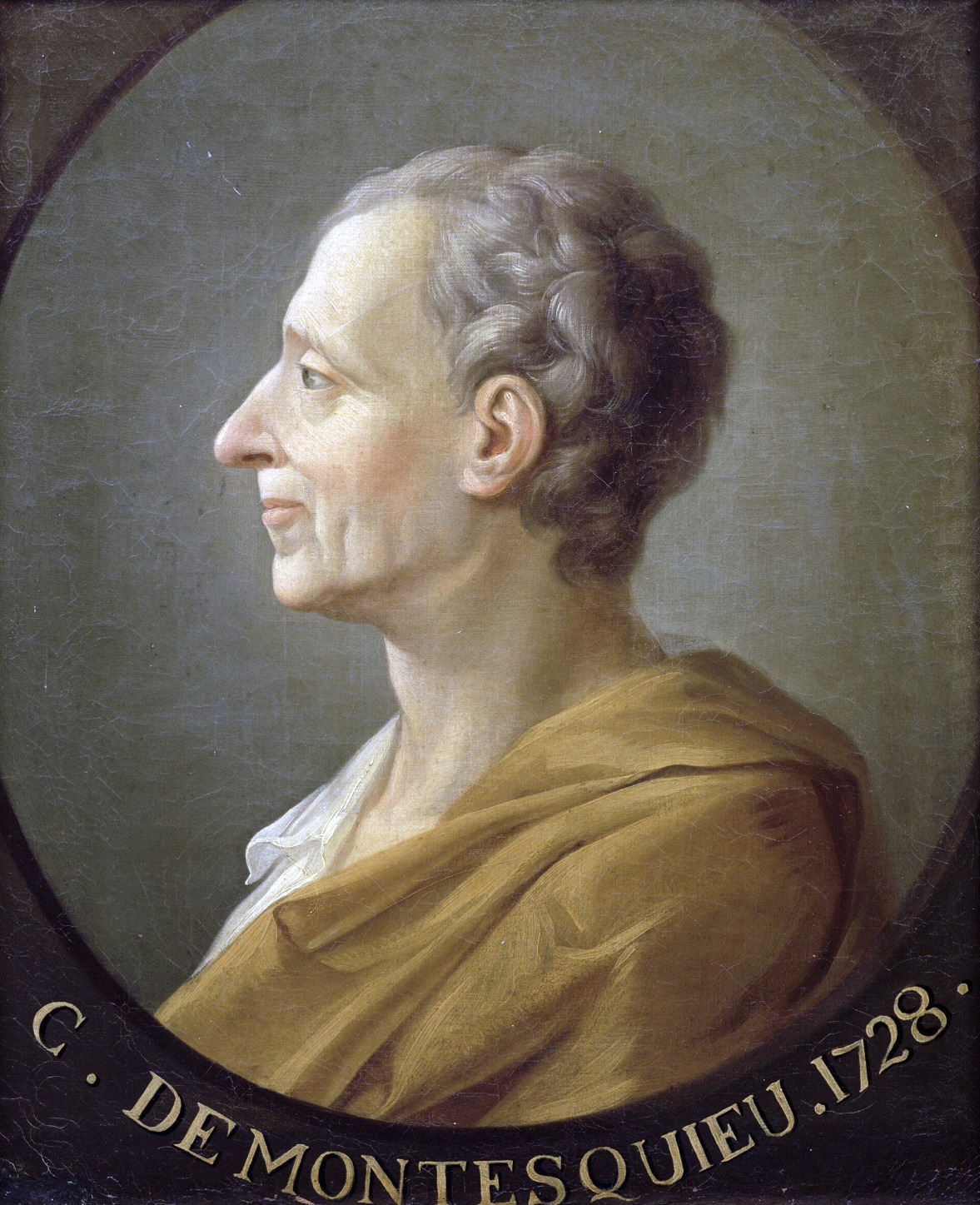
Шарль-Луи де Монтескьё

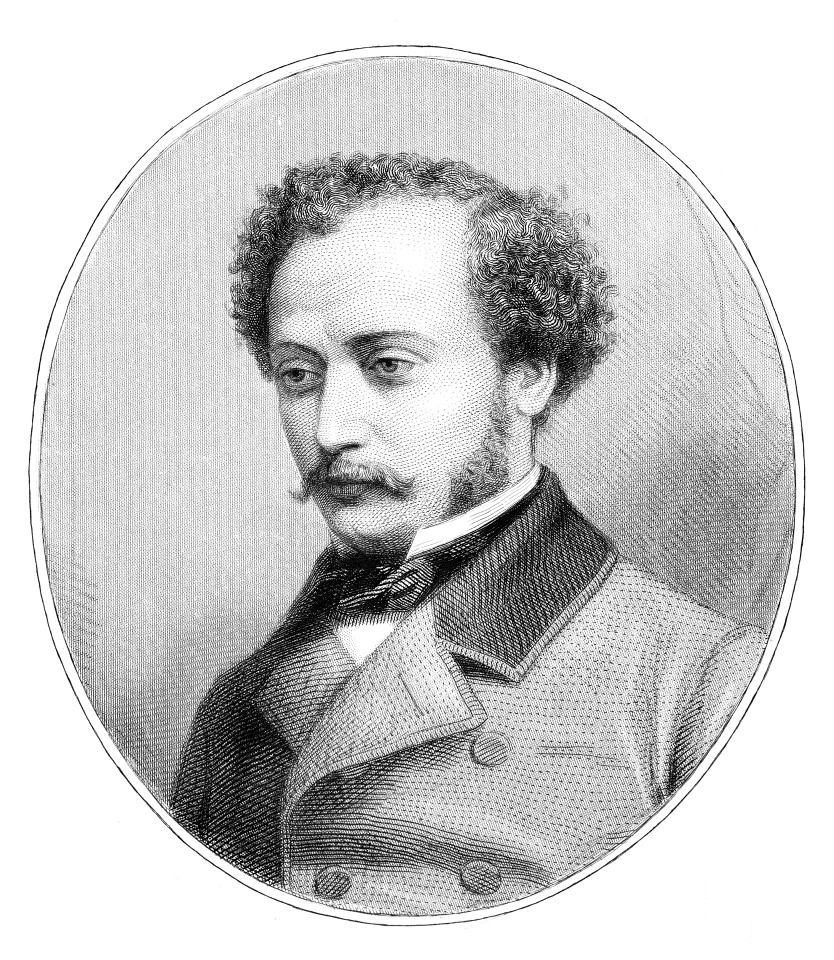
Александр Дюма (сын)

1. Валантен Конрар (Valentin Conrart), 1634—1675, поэт и грамматик
2. Туссен Роз (Toussaint Rose), 1675—1701, оратор
3. Саси, Луи де (Louis de Sacy), 1701—1727, юрист
4. Шарль де Монтескьё (Charles de Secondat, baron de Montesquieu), 1728—1755, юрист и философ
5. Жан Батист Вивьен де Шатобрен (Jean-Baptiste de Vivien de Châteaubrun), 1755—1775, поэт и драматург
6. Франсуа Жан де Шателю (François-Jean de Chastellux), 1775—1788, писатель и философ
7. Эмар Шарль Мари де Николаи, 1788—1794, юрист
8. Николя Франсуа де Нёшато (François de Neufchâteau), 1803—1828, политик и филолог
9. Пьер-Антуан Лебрен (Pierre-Antoine Lebrun), 1828—1873, политик и поэт
10. Александр Дюма-сын (Alexandre Dumas, fils), 1874—1895, драматург и прозаик
11. Андре Терье (André Theuriet), 1896—1907, прозаик и поэт
12. Жан Ришпен (Jean Richepin), 1908—1926, поэт и прозаик
13. Эмиль Маль, 1927—1954, историк искусства
14. Франсуа Альбер Бюиссон, 1955—1961, юрист и политик
15. Марк Бёнье (Marc Boegner), 1962—1970, священник и теолог
16. Рене де Катри (René de Castries), 1972—1986, историк
17. Андре Фроссар (André Frossard), 1987—1995, эссеист и журналист
18. Эктор Бьянчотти (Hector Bianciotti), 1996—2012, прозаик
19. Дани Лаферьер (Dany Laferrière), с 2013, прозаик

## Кресло 3
1. Жак де Серизе, 1634—1653, поэт

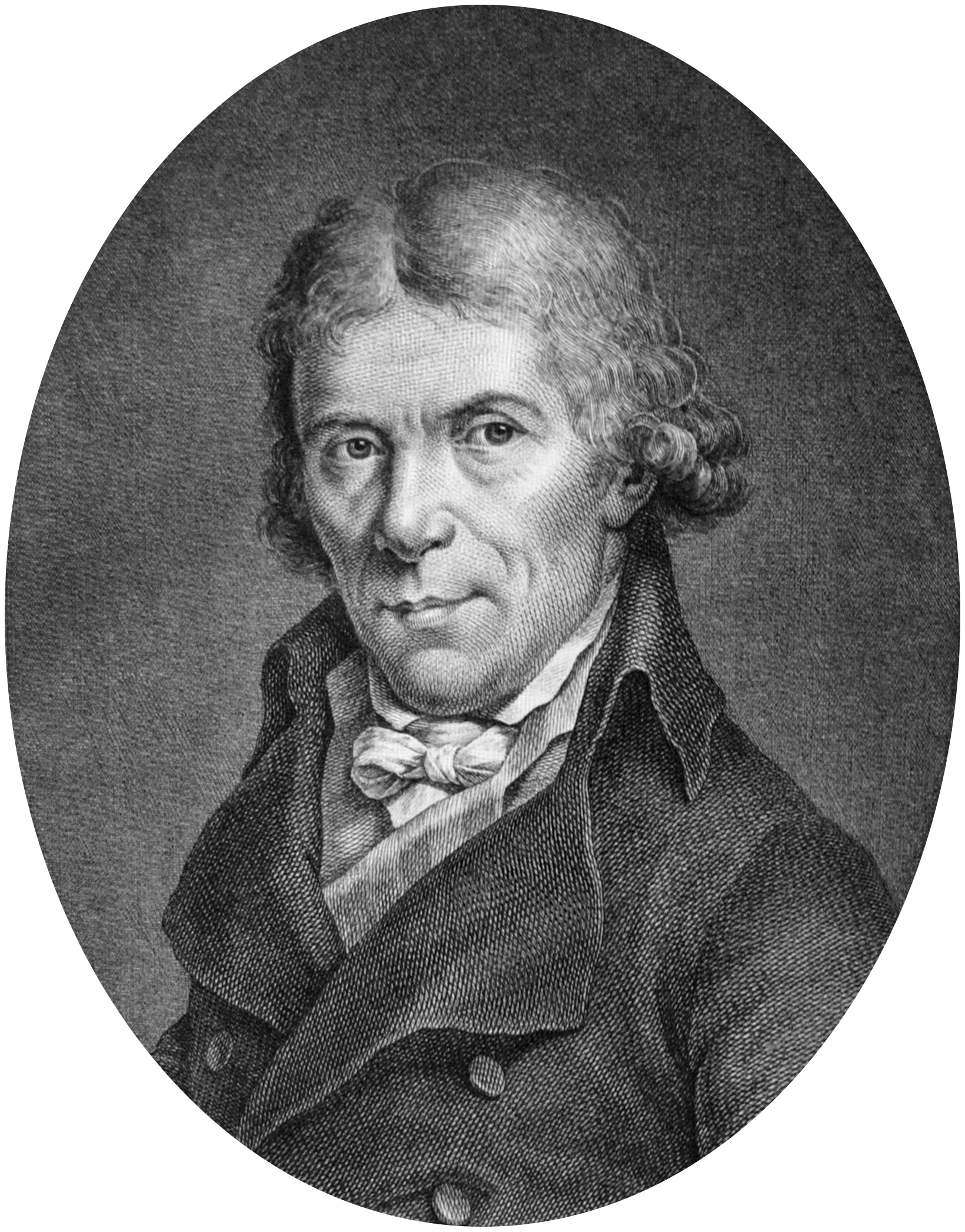
Рош Амбруаз Кюкюрон Сикар

2. Поль-Филипп де Шомон (Paul-Philippe de Chaumont), 1654—1697, священник
3. Луи Кузен (Louis Cousin), 1697—1707, историк и журналист
4. Жак-Луи де Валон (Jacques-Louis de Valon), маркиз де Мимёр 1707—1719, поэт и переводчик
5. Никола Гедуэн (Nicolas Gédoyn) 1719—1744, священник, переводчик
6. Франсуа Иоаким Пьер де Берни (François-Joachim de Pierre de Bernis), 1744—1794, священник
7. Рош-Амбруаз Кюкюррон Сикар (Roch-Ambroise Cucurron Sicard), 1803—1822, священник и грамматик
8. Дени Люк Фрейсину (Denis-Luc Frayssinous), 1822—1841, священник
9. Этьен-Дени Паскье (Étienne-Denis Pasquier), 1842—1862, политик
10. Жюль-Арман Дюфор (Jules-Armand Dufaure), 1863—1881, политик и юрист
11. Виктор Шербюлье (Victor Cherbuliez), 1881—1899, прозаик
12. Эмиль Фаге (Émile Faguet), 1900—1916, литературный критик и историк
13. Жорж Клемансо (Georges Clemenceau), 1918—1929, политик и врач
14. Андре Шомекс (фр. André Chaumeix), 1930—1955, журналист и критик
15. Жером Каркопино, 1955—1970, историк и археолог
16. Роже Кайуа (Roger Caillois), 1971—1978, эссеист и социолог
17. Маргерит Юрсенар (Marguerite Yourcenar), 1980—1987, прозаик и эссеист, первая женщина-академик.
18. Жан-Дени Бреден (Jean-Denis Bredin), 1989—2021, юрист и эссеист

## Кресло 4

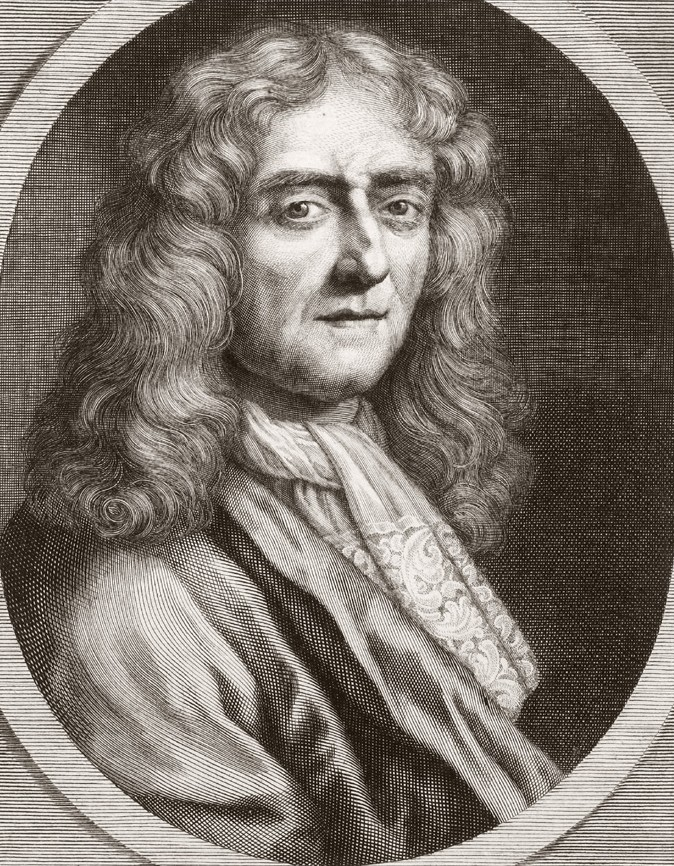
Жан Демаре

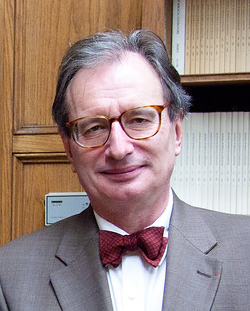
Жан-Люк Марион

1. Жан Демаре (Jean Desmarets), 1634—1676, поэт и прозаик
2. Жан-Жак де Мем (Jean-Jacques de Mesmes), 1676—1688, юрист
3. Жан Тестю де Моруа (Jean Testu de Mauroy), 1688—1706, священник
4. Камиль Летелье де Лувуа (Camille le Tellier de Louvois), 1706—1718, священник
5. Масийон, Жан-Батист (Jean-Baptiste Massillon), 1718—1742, священник
6. Луи Жюль Манчини (Louis-Jules Mancini-Mazarini, Duc de Nivernais), 1742—1798, политик и поэт
7. Легуве, Габриэль Мари (Gabriel-Marie Legouvé), 1803—1812, поэт
8. Александр Дюваль (Alexandre-Vincent Pineux Duval), 1812—1842, поэт и драматург
9. Баланш, Пьер-Симон (Pierre-Simon Ballanche), 1842—1847, философ
10. Вату, Жан (Jean Vatout), 1848, поэт
11. Алексис Гиньяр, граф де Сен-При (Alexis Guignard, comte de Saint Priest), 1849—1851, политик и историк
12. Антуан Пьер Берье (Antoine Pierre Berryer), 1852—1868, юрист
13. Шампаньи, Франсуа-Жозеф де (François-Joseph de Champagny), 1869—1882, историк
14. Шарль де Мазад (Charles de Mazade), 1882—1893, поэт и критик
15. Жозе Мария Эредиа (José María de Heredia), 1894—1905, поэт
16. Морис Баррес (Maurice Barrès), 1906—1923, прозаик и политик
17. Луи Бертран, 1925—1941, прозаик и историк
18. Жан Таро, 1946—1952, прозаик
19. Альфонс Жюэн, 1952—1967, военный деятель
20. Пьер Эмманюэль, 1968—1984, поэт
21. Жан Амбурже (фр. Jean Hamburger), 1985—1992, врач и эссеист
22. Кардинал Альбер Декуртре (Albert Cardinal Decourtray), 1993—1994, священник
23. Жан-Мари Люстиже (Jean-Marie Lustiger), 1995—2007, священник
24. Жан-Люк Марион (Jean-Luc Marion), избран в 2008 году, философ

## Кресло 5

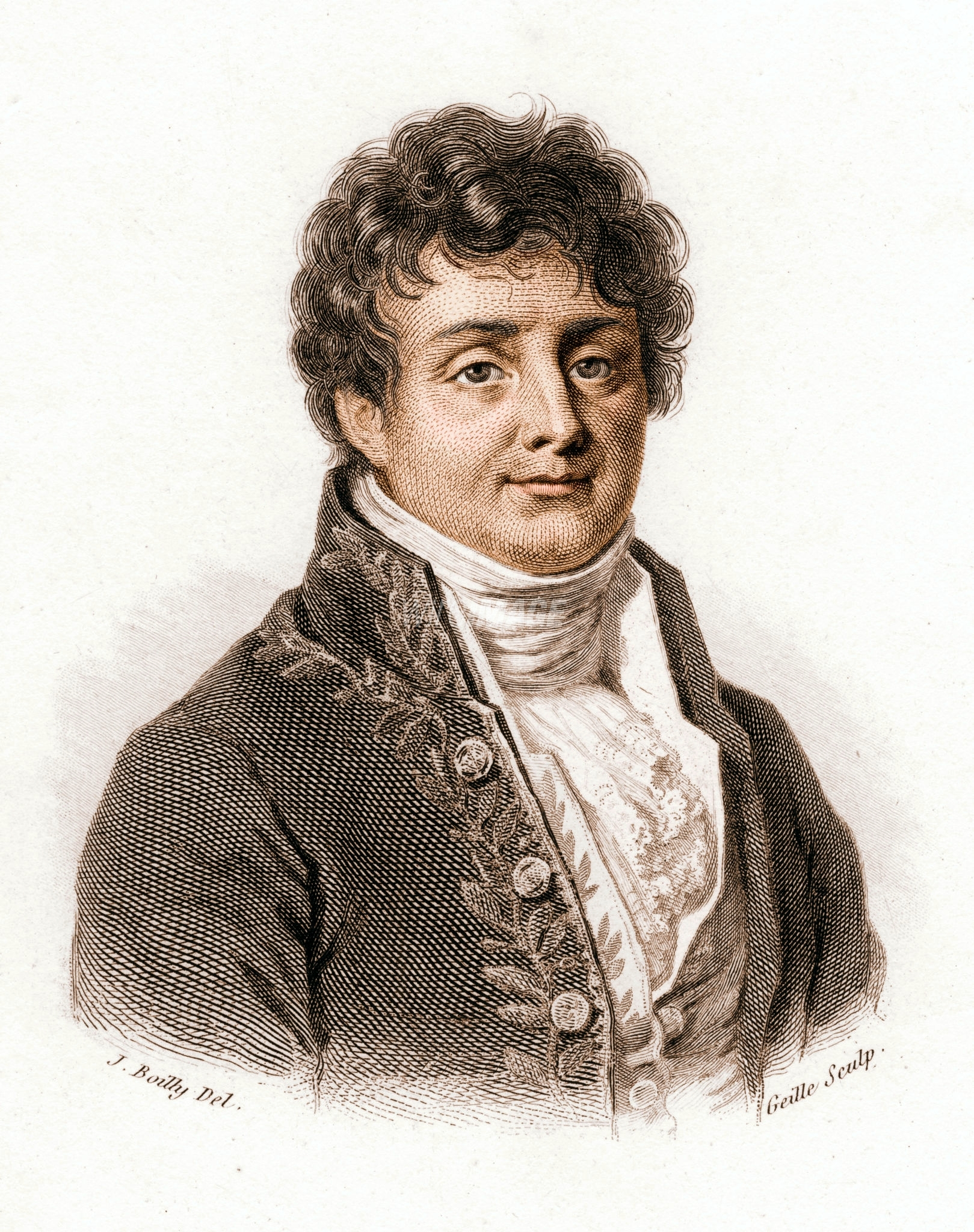
Жозеф Фурье

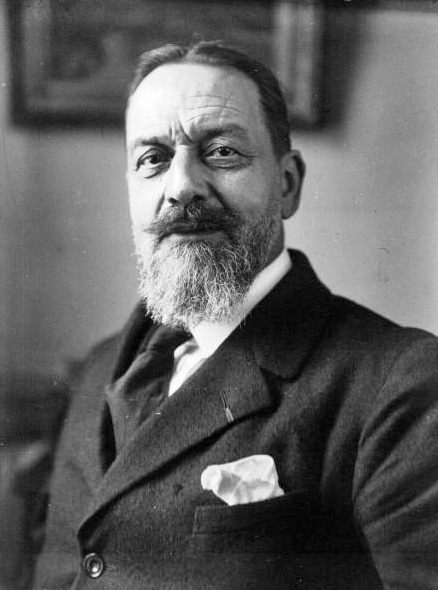
Луи Мадлен

1. Жан Ожье де Гомбо (Jean Ogier de Gombauld), 1634—1666, поэт и драматург
2. Поль Таллеман Младший (Paul Tallement le Jeune), 1666—1712, священник и писатель
3. Данше, Антуан (Antoine Danchet), 1712—1748, драматург и поэт
4. Жан-Батист-Луи Грессе (Jean-Baptiste-Louis Gresset), 1748—1777, драматург
5. Мийо, Клод Франсуа Ксавье, 1777—1785, священник
6. Андре Мореле (André Morellet), 1785—1819, священник
7. Пьер Эдуар Лемонте (Pierre-Édouard Lémontey), 1819—1826, политик и юрист
8. Жозеф Фурье (Joseph Fourier), (1826—1830), математик и физик
9. Виктор Кузен (Victor Cousin), 1830—1867, политик и философ
10. Жюль Фавр (Jules Favre), 1867—1880, политик и юрист
11. Русс, Эдмон, 1880—1906, юрист
12. Сегюр, Пьер де (Pierre de Ségur), 1907—1916, историк
13. Робер де Флер (Robert de Flers), 1920—1927, драматург и журналист
14. Луи Мадлен (Louis Madelin), 1927—1956, историк
15. Кемп, Робер, 1956—1959, литературный и театральный критик
16. Юиг, Рене (René Huyghe), 1960—1997, историк искусства и эссеист
17. Жорж Ведель (Georges Vedel), 1998—2002, юрист
18. Ассия Джебар (Assia Djebar), 2005—2015, прозаик и переводчик
19. Андрей Макин (Andreï Makine), избран в 2016 году, писатель

## Кресло 6

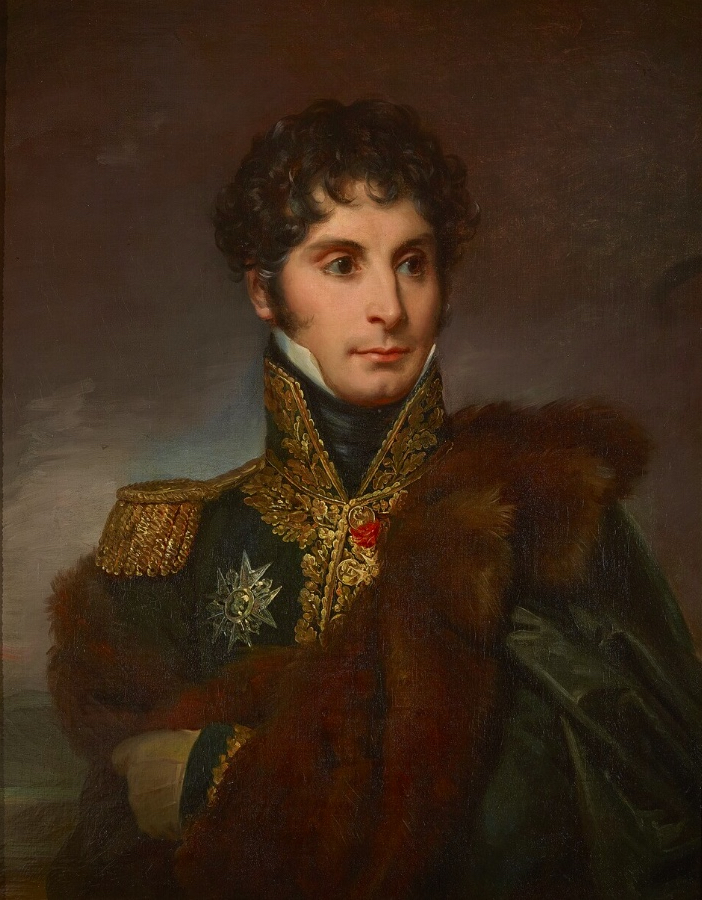
Филипп-Поль де Сегюр

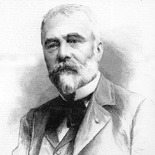
Эрнест Лависс

1. Франсуа де Буаробер (François le Métel de Boisrobert), 1634—1662, священник и поэт
2. Жан Реньо де Сегре (Jean Renaud de Segrais), 1662—1701, поэт и прозаик
3. Жан-Гальбер Кампистрон (Jean Galbert de Campistron), 1701—1723, драматург
4. Филипп Детуш (Philippe Néricault Destouches), 1723—1754, драматург и дипломат
5. Луи де Буасси , 1754—1758, поэт
6. Жан-Батист де Ла Кюрн де Сент-Пале (Jean-Baptiste de Lacurne de Sainte-Palaye), 1758—1781, археолог
7. Никола Себастьен Рок Шамфор (Sébastien-Roch-Nicolas), 1781—1794, драматург и издатель
8. Пьер-Луи Рёдерер (Pierre-Louis Roederer), 1803—1835, политик и юрист (исключен ордонансом от 21 марта 1816)
9. Пьер Марк Гастон де Леви (Pierre-Marc-Gaston de Lévis), 1816—1830, политик
10. Филипп Поль де Сегюр (Philippe-Paul de Ségur), 1830—1873, дипломат и историк
11. Вьель-Кастель, Шарль Луи Гаспар Габриель де (фр. Louis de Viel-Castel), 1873—1887, дипломат
12. Жюрьен де ла Гравьер (Edmond Jurien de la Gravière), 1888—1892, адмирал
13. Эрнест Лависс (Ernest Lavisse), 1892—1922, историк
14. Жорж де Порто-Риш (Georges de Porto-Riche), 1923—1930, драматург и поэт
15. Пьер Бенуа (Pierre Benoit), 1931—1962, прозаик
16. Жан Полан (Jean Paulhan), 1963—1968, литературный критик и критик искусства
17. Эжен Ионеско (Eugène Ionesco), 1970—1994, драматург
18. Марк Фюмароли (Marc Fumaroli), 1995—2020, историк и эссеист
19. Кристиан Жамбе (Christian Jambet), с 2024, философ

## Кресло 7

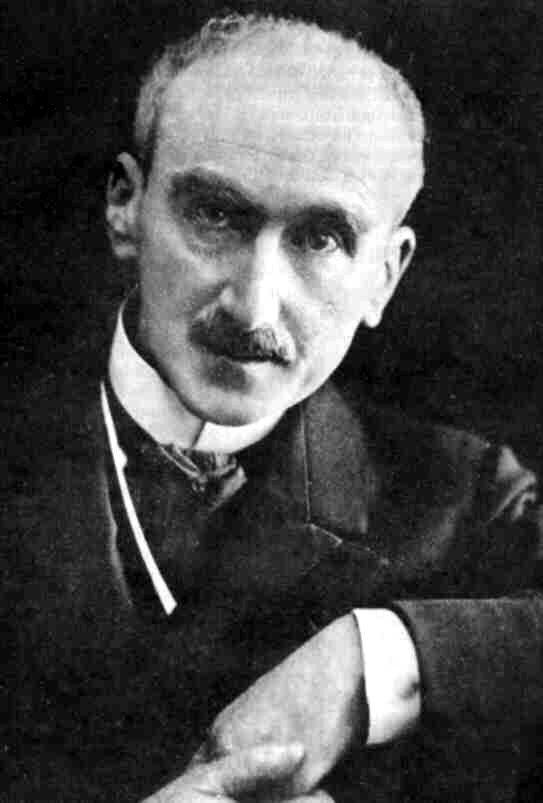
Анри Бергсон

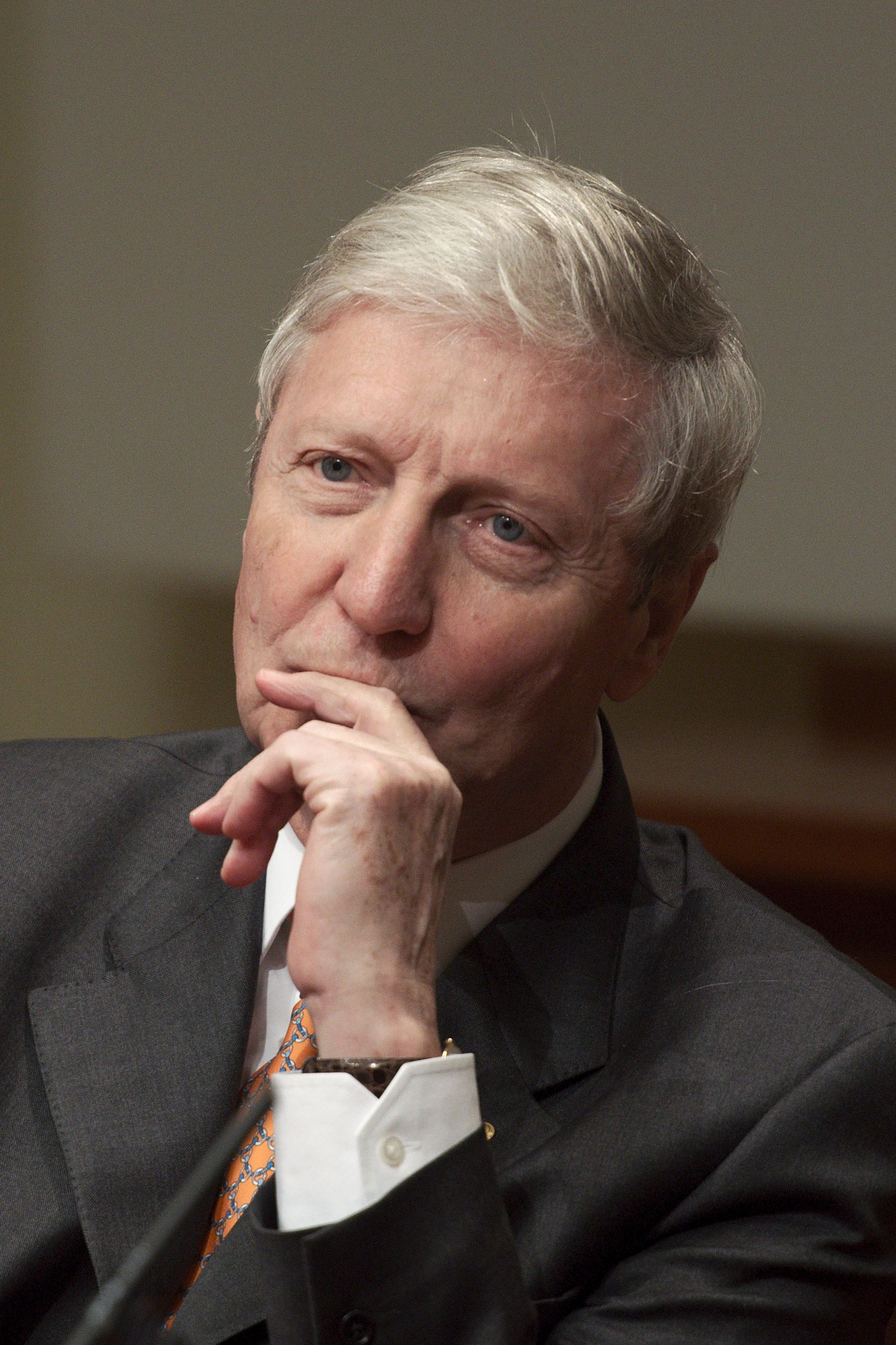
Жюль Офман

1. Жан Шаплен (Jean Chapelain), 1634—1674, королевский советник, поэт и литературный критик
2. Исаак де Бенсерад (Isaac de Benserade), 1674—1691, поэт и драматург
3. Павийон, Этьен (фр. Étienne Pavillon), 1691—1705, юрист и поэт
4. Брюлар де Силлери, Фабио (фр. Fabio Brûlart de Sillery), 1705—1714, священник и поэт
5. Анри-Жак де Комон, герцог де Ла Форс, 1715—1726, мемуарист и экономист
6. Мирабо, Жан Батист де (фр. Jean-Baptiste de Mirabaud), 1726—1760, переводчик
7. Ватле, Клод-Анри, 1760—1786, художник
8. Мишель-Жан Седен (Michel-Jean Sedaine), 1786—1797, поэт и драматург
9. Жан-Франсуа Коллен д’Арлевиль (Jean-François Collin d’Harleville), 1803—1806, драматург и поэт
10. Пьер Дарю (Pierre Daru), 1806—1829, политик и историк
11. Альфонс де Ламартин (Alphonse de Lamartine), 1829—1869, политик и поэт
12. Эмиль Оливье (Émile Ollivier), 1870—1913, политик и юрист
13. Анри Бергсон (Henri Bergson), 1914—1941, философ
14. Леруа, Эдуард, 1945—1954, философ и математик
15. Петио, Анри (Henri Petiot), 1955—1965, поэт и прозаик
16. Симон, Пьер-Анри, 1966—1972, историк литературы и прозаик
17. Руссен, Андре (фр. André Roussin), 1973—1987, драматург
18. Жаклин Ворм де Ромийи (Jacqueline Worms de Romilly), 1988—2010, филолог и эссеист
19. Жюль Офман (Jules Hoffmann), избран в 2012 году, иммунолог и цитолог

## Кресло 8
1. Мальвиль, Клод (фр. Claude Malleville), 1634—1647, поэт
2. Бальдан, Жан (фр. Jean Ballesdens), 1648—1675, юрист

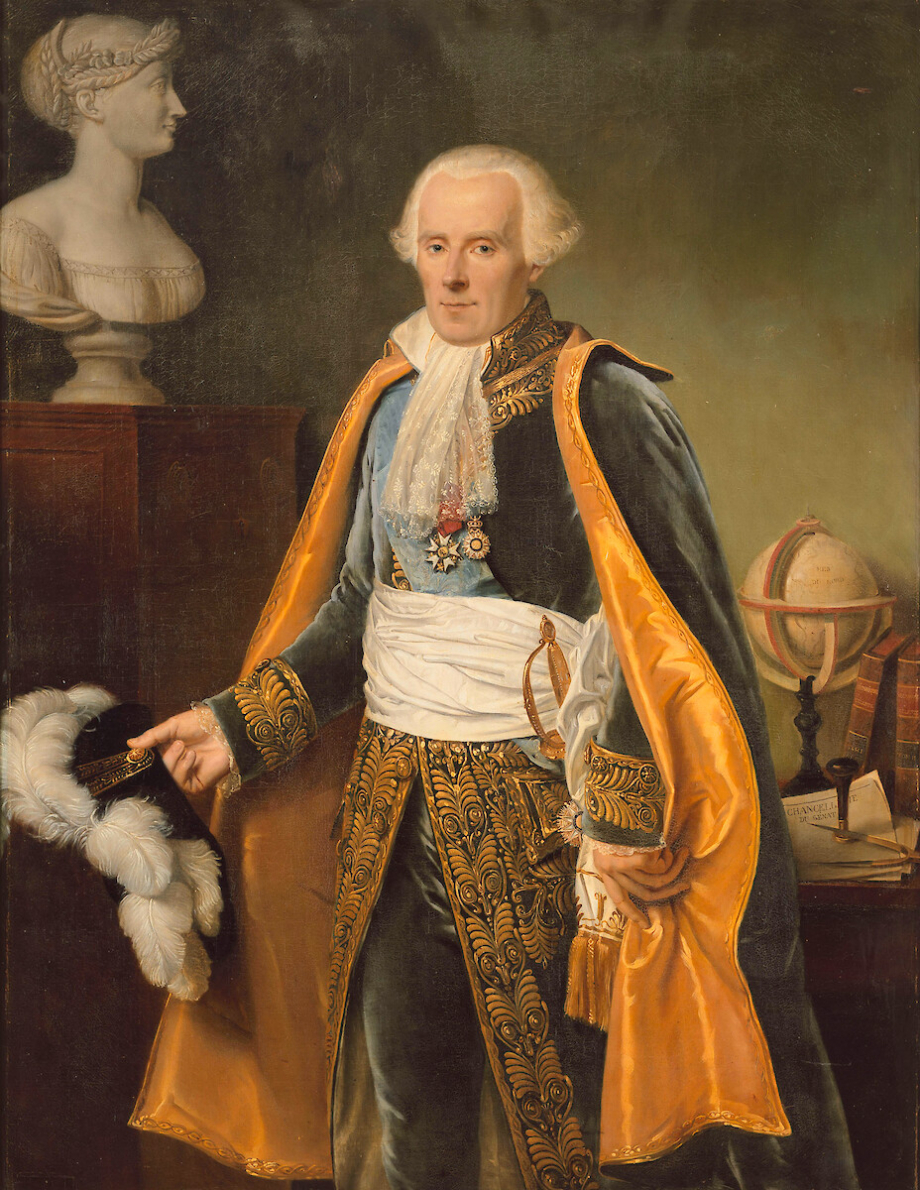
Пьер-Симон Лаплас

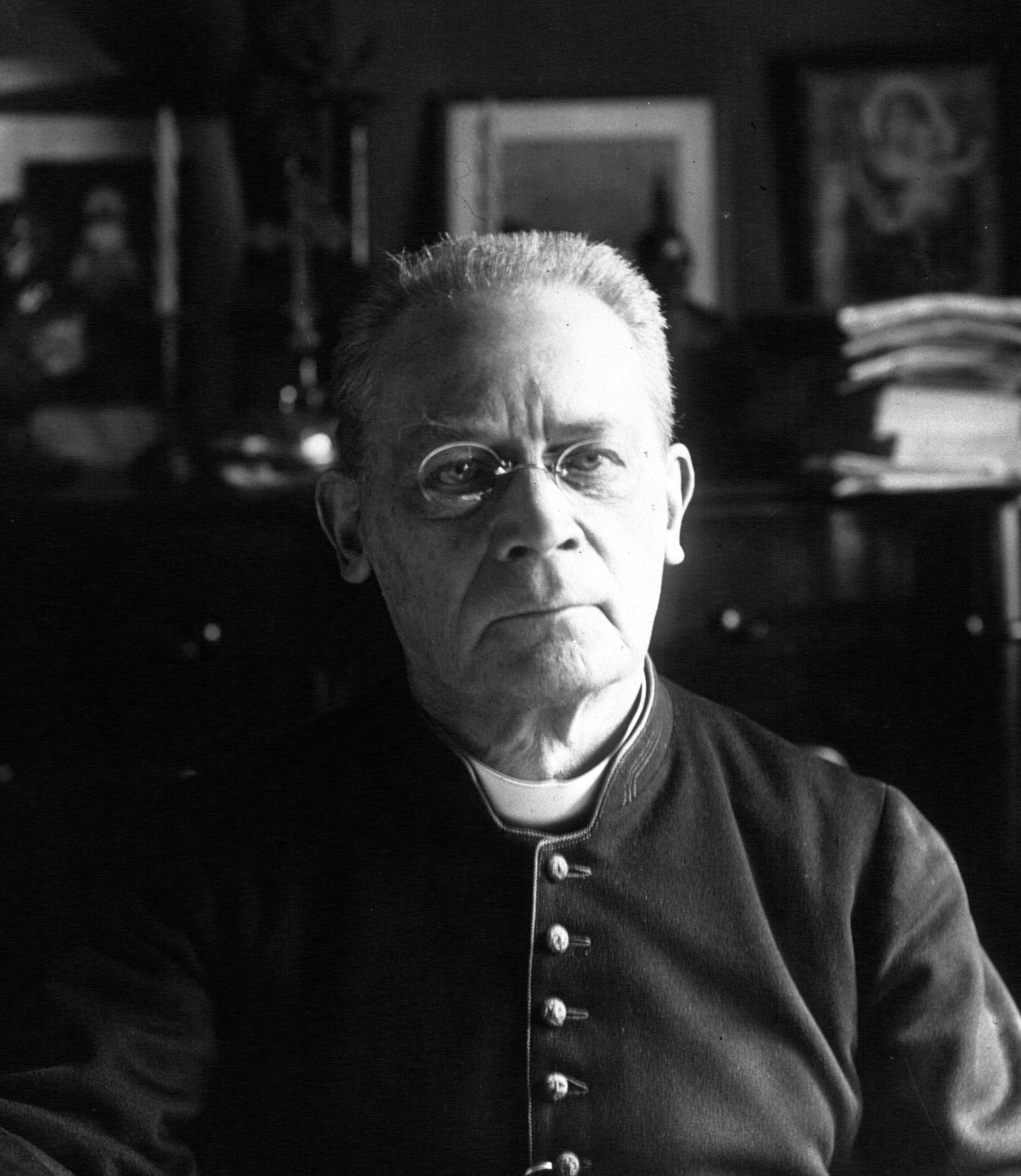
Альфред Бодрийар

3. Жеро де Кордемуа (Géraud de Cordemoy), 1675—1684, философ и историк
4. Бержере, Жан-Луи (фр. Jean-Louis Bergeret), 1684—1694, юрист
5. Шарль Сен-Пьер (Charles-Irénée Castel de Saint-Pierre), 1694—1743, священник
6. Пьер Луи де Мопертюи (Pierre-Louis Moreau de Maupertuis), 1743—1759, астроном
7. Лефран, Жан-Жак, маркиз де Помпиньян (Jean-Jacques Lefranc, marquis de Pompignan), 1759—1784, юрист и экономист
8. Жан Сифрен Мори (Jean-Sifrein Maury), 1784 — исключён вследствие реорганизации 1803 года, см. кресло 15, священник и политик
9. Мишель Луи Этьен Реньо де Сен-Жан д’Анжели (Michel-Louis-Étienne Regnaud de Saint-Jean d’Angély), 1803—1819, политик и юрист
10. Пьер-Симон Лаплас (Pierre-Simon Laplace), 1816—1827, политик и математик
11. Пьер Поль Ройе-Коллар (Pierre-Paul Royer-Collard), 1827—1845, политик
12. Ремюза, Франсуа Мари Шарль (Charles de Rémusat), 1846—1875, политик и философ
13. Жюль Симон (Jules Simon), 1875—1896, политик и философ
14. Мен, Альбер де (Albert de Mun), 1897—1914, политик и военный деятель
15. Альфред Бодрийяр, 1918—1942, священник и историк
16. Обри, Октав (фр. Octave Aubry), 1946—1946, историк и чиновник
17. Эдуар Эррио (Édouard Herriot), 1946—1957, политик и историк литературы
18. Жан Ростан (Jean Rostand), 1959—1977, биолог и философ
19. Деон, Мишель, 1978—2016, прозаик
20. Даниэль Рондо, избран в 2019 году, прозаик

## Кресло 9

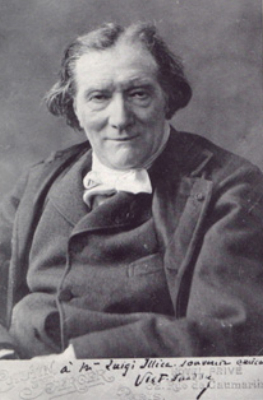
Викторьен Сарду

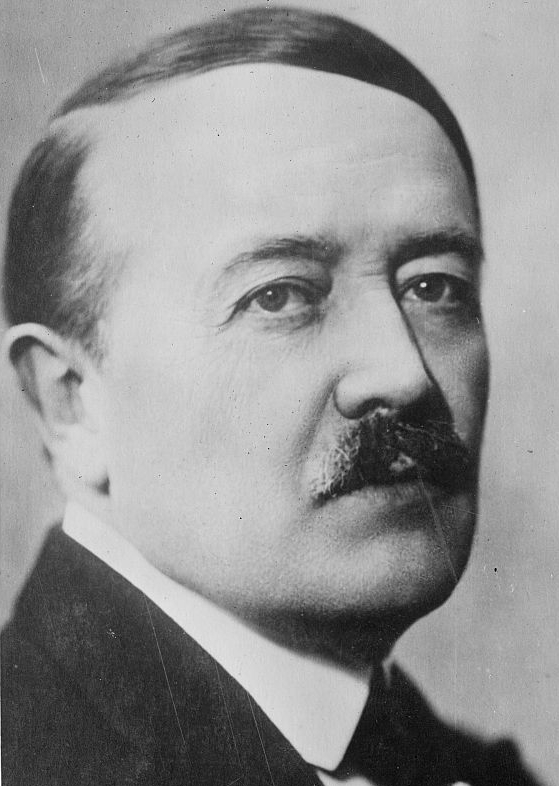
Марсель Прево

1. Фаре, Никола (Nicolas Faret), 1634—1646, поэт
2. Дю Рье, Пьер, 1646—1658, драматург
3. Д’Эстре, Сезар (César d’Estrées), 1658—1714, священник и политик
4. Д’Эстре, Виктор Мари (Victor Marie d’Estrées), 1715—1737, маршал Франции
5. Латремуй, Шарль-Арман-Рене де (Charles Armand René de La Trémoille), 1738—1741, аристократ
6. Роган-Субиз-Вантадур, Франсуа-Арман-Огюст де, 1741—1756, священник
7. Антуан де Мальвен де Монтазе (фр. Antoine de Malvin de Montazet), 1756—1788, священник
8. Буфлер, Станислас де (Stanislas de Boufflers), 1788—1815, поэт
9. Баур-Лормиан, Пьер Франсуа Мари (Louis-Pierre-Marie-François Baour-Lormian), 1815—1854, поэт и драматург
10. Понсар, Франсуа (François Ponsard), 1855—1867, драматург
11. Отран, Жозеф (Joseph Autran), 1868—1877, поэт
12. Викторьен Сарду (Victorien Sardou), 1877—1908, драматург
13. Марсель Прево, 1909—1941, прозаик
14. Анрио, Эмиль (фр. Émile Henriot (écrivain)), 1945—1961, прозаик и литературный критик
15. Геенно, Жан (Jean Guéhenno), 1962—1978, эссеист
16. Деко, Ален, 1979—2016, историк
17. Патрик Гренвиль, избран в 2018 году, прозаик

## Кресло 10

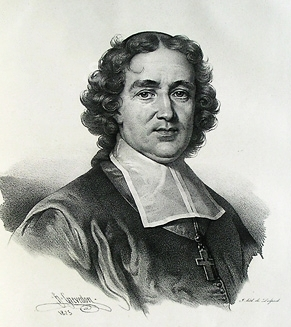
Эспри Флешье

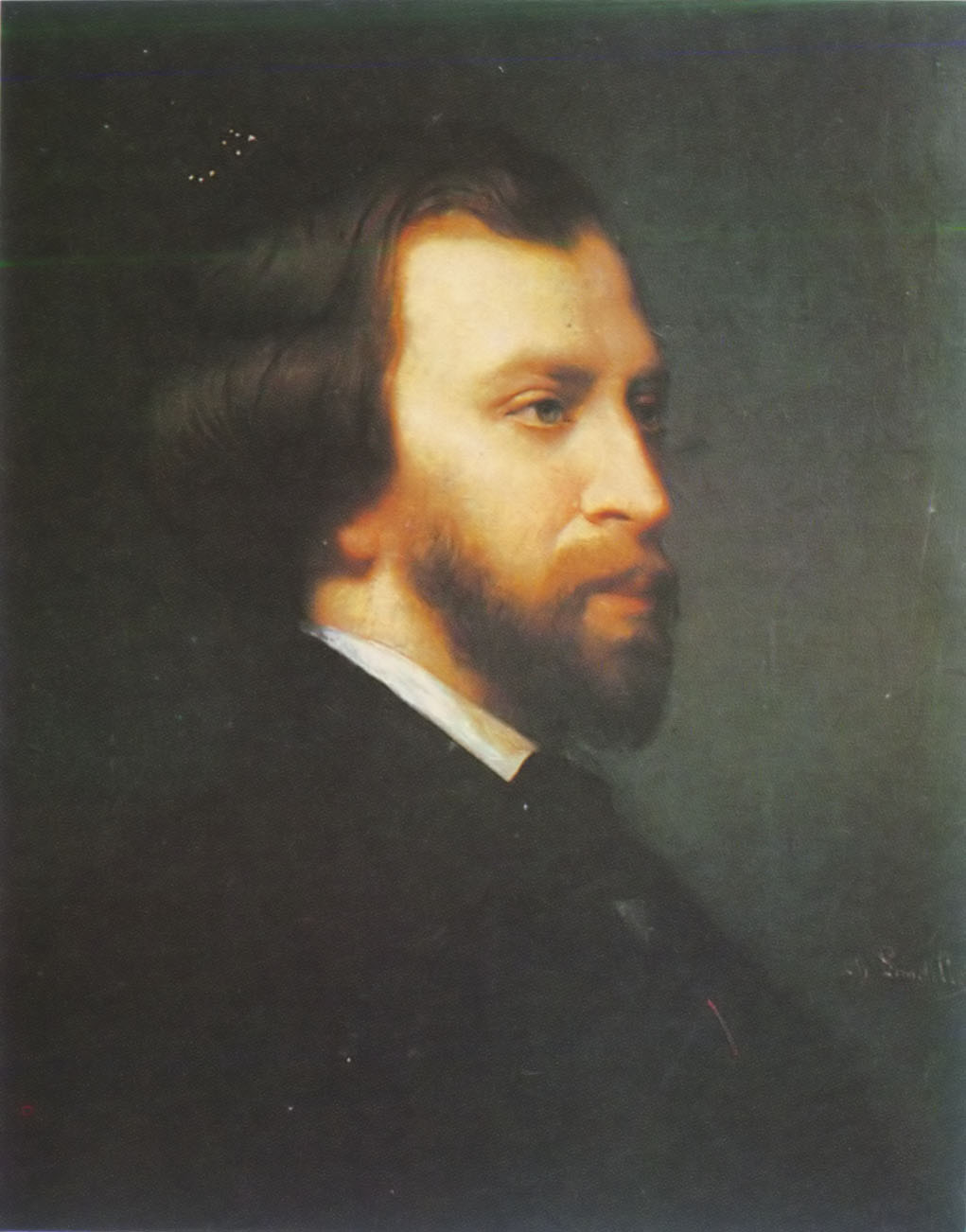
Альфред де Мюссе

1. Антуан Годо (Antoine Godeau), 1634—1672, священник и поэт
2. Флешье, Эспри (Esprit Fléchier), 1672—1710, священник
3. Несмон, Анри де (Henri de Nesmond), 1710—1727, священник
4. Амело де Шайю, Жан-Жак, 1727—1749, политик
5. Шарль Луи Огюст Фуке де Бель-Иль (Charles-Louis-Auguste Fouquet de Belle-Isle), 1749—1761, политик и военный деятель
6. Никола Шарль Жозеф Трюбле (фр. Nicolas-Charles-Joseph Trublet), 1761—1770, священник
7. Жан-Франсуа де Сен Ламбер (Jean-François de Saint-Lambert), 1770—1803, поэт и философ
8. Юг Бернар Маре (Hugues-Bernard Maret), 1803—1839, политик и дипломат
9. Лене, Жозеф (Joseph Lainé), 1816—1835, политик и юрист
10. Дюпати, Эммануэль Мерсье (Emmanuel Mercier Dupaty), 1836—1851, поэт и драматург
11. Альфред де Мюссе (Alfred de Musset), 1852—1857, драматург и поэт
12. Виктор де Лапрад (Victor de Laprade), 1858—1883, поэт
13. Франсуа Коппе (François Coppée), 1884—1908, поэт и прозаик
14. Экар, Жан (Jean Aicard), 1909—1921, поэт и прозаик
15. Жюльян, Камиль (Camille Jullian), 1924—1933, историк и филолог
16. Леон Берар (Léon Bérard), 1934—1960, политик и юрист
17. Жан Гитон (Jean Guitton), 1961—1999, теолог и философ
18. Деле, Флоранс, избрана в 2000 году, прозаик и драматург

## Кресло 11

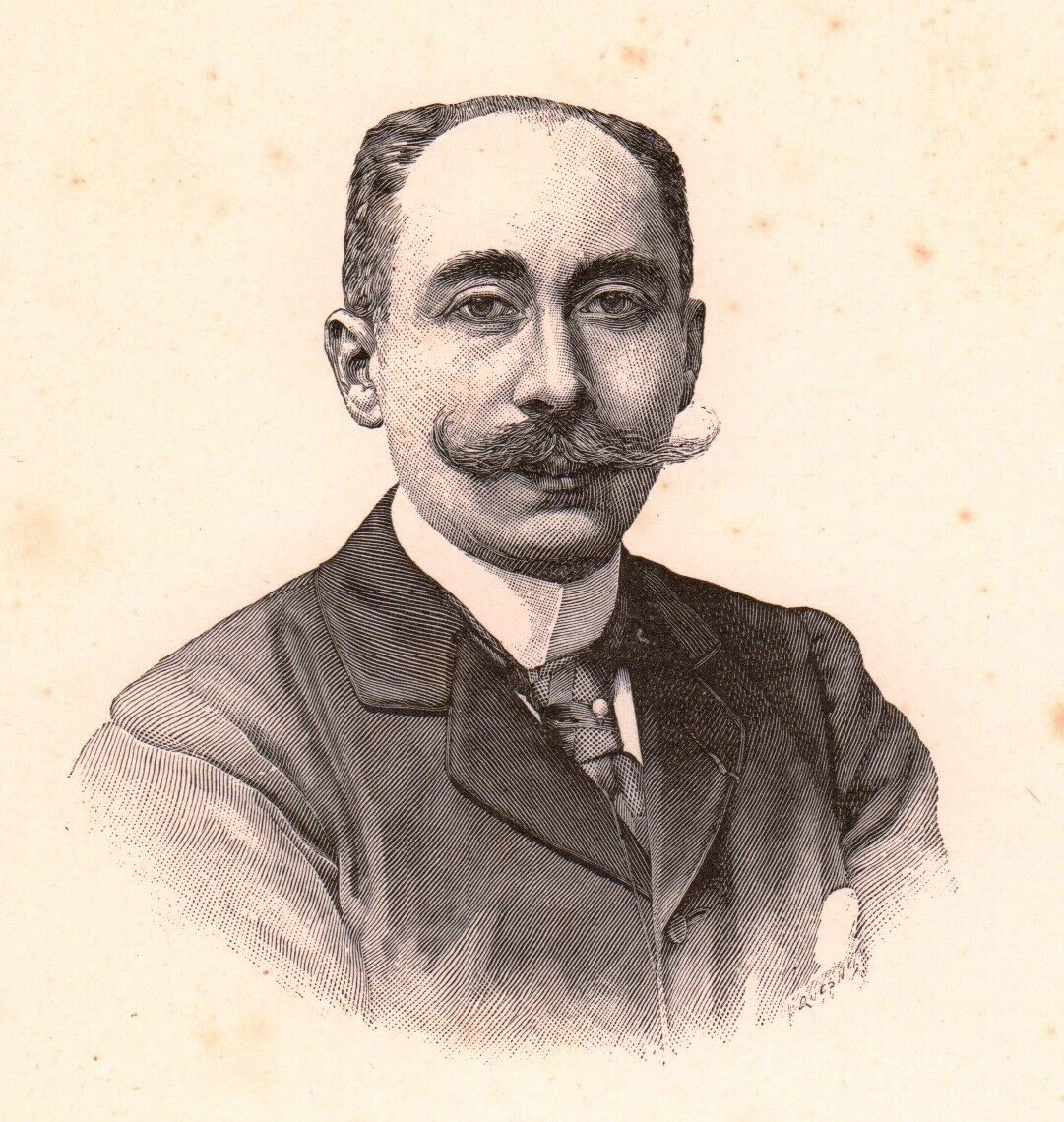
Альбер Вандаль

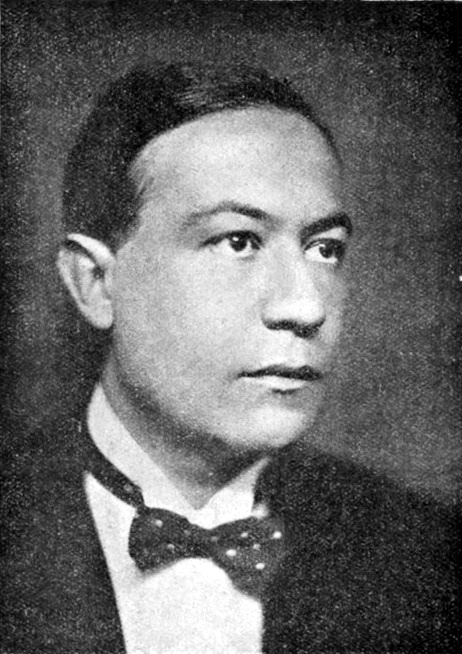
Поль Моран

1. Абер, Филипп (фр. Philippe Habert (1605-1637)), 1634—1638, поэт
2. Эспри, Жак (фр. Jacques Esprit), 1639—1678, политик
3. Кольбер, Жак Никола (фр. Jacques-Nicolas Colbert), 1678—1707, священник
4. Фрагье, Клод-Франсуа (фр. Claude François Fraguier), 1707—1728, священник
5. Шарль д’Орлеан де Ротлен (Charles d’Orléans de Rothelin), 1728—1744, священник
6. Жирар, Габриель (фр. Gabriel Girard), 1744—1748, священник
7. Марк Рене де Войе де Польми д’Аржансон (Antoine-René de Voyer de Paulmy d’Argenson), 1748—1787, политик
8. Агессо, Анри Карден Жан Батист д’ (фр. Henri-Cardin-Jean-Baptiste d'Aguesseau) 1787—1826, политик
9. Брифо, Шарль (фр. Charles Brifaut), 1826—1857, поэт и драматург
10. Сандо, Жюль (Jules Sandeau), 1858—1883, прозаик и драматург
11. Эдмон Абу (Edmond About), 1884—1885), прозаик и драматург
12. Леон Сэй (Léon Say), 1886—1896, политик и экономист
13. Альбер Вандаль (Albert Vandal), 1896—1910, историк
14. Кошен, Дени (фр. Denys Cochin), 1911—1922, политик
15. Гуайо, Жорж (фр. Georges Goyau), 1922—1939, историк
16. Азар, Поль, 1940—1944, историк и философ
17. Гарсон, Морис (фр. Maurice Garçon), 1946—1967, юрист, прозаик и историк
18. Моран, Поль, 1968—1976, дипломат, прозаик, драматург и поэт
19. Пейрефит, Ален, 1977—1999, политик и дипломат
20. Габриэль де Брольи, 2001—2025, историк

## Кресло 12
1. 1634: Абер, Жермен (фр. Germain Habert)

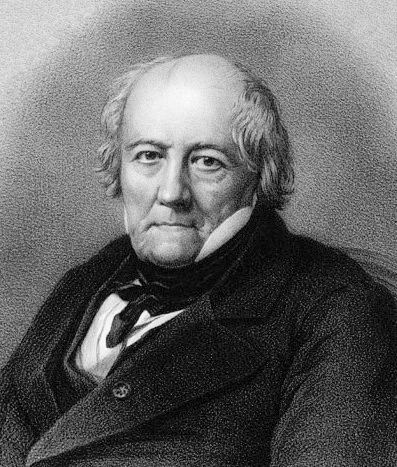
Жан-Батист Био

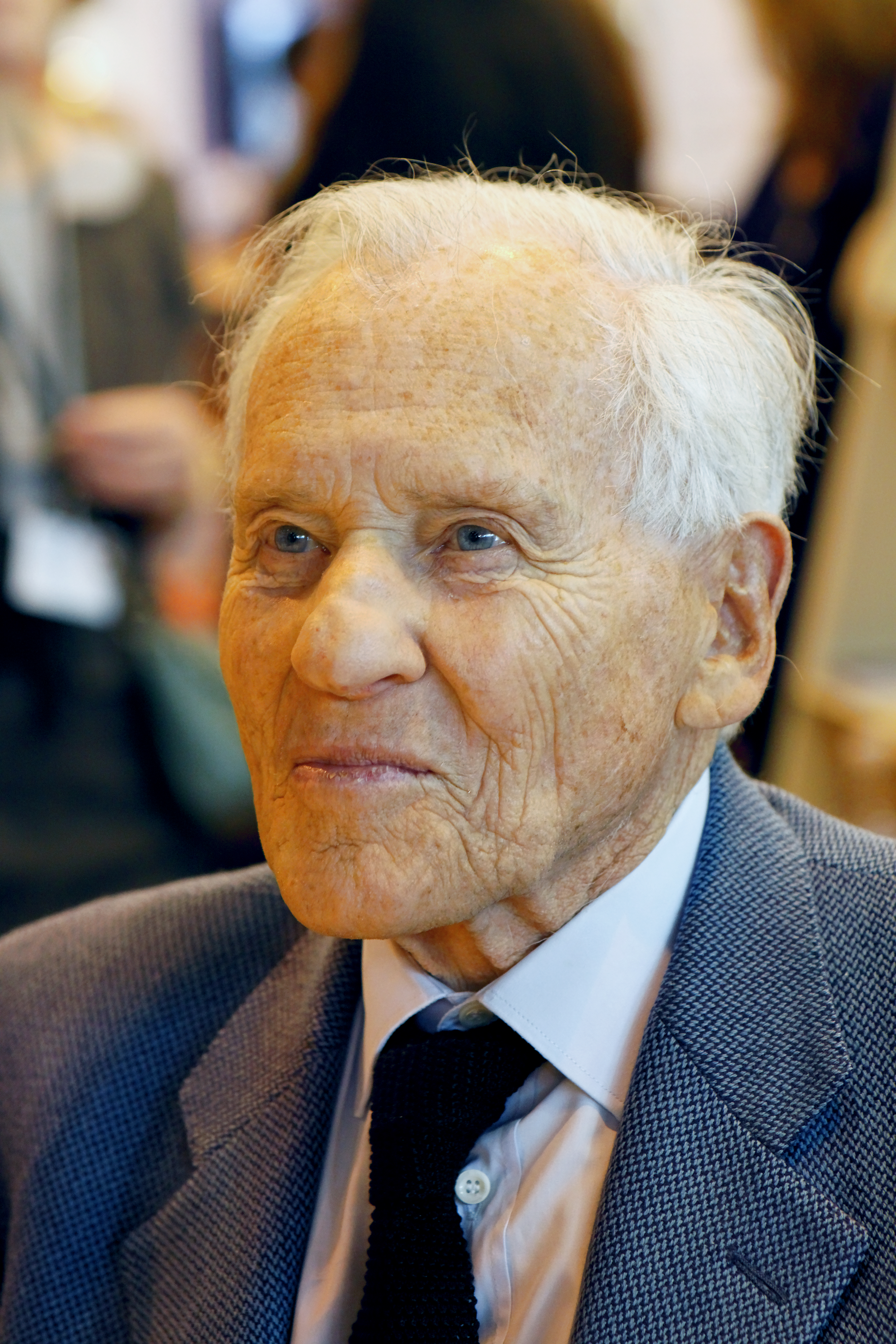
Жан д’Ормессон

2. 1655: Котен, Шарль (Charles Cotin)
3. 1682: Луи де Курсийон де Данжо
4. 1723: Морвиль, Шарль-Жан-Батист Флёрьо (Charles-Jean-Baptiste Fleuriau de Morville)
5. 1732: Террасон, Жан (Jean Terrasson)
6. 1750: Бисси, Клод де Тиар де (фр. Claude de Thiard de Bissy)
7. 1810: Эсменар, Жозеф Альфонс (Joseph-Alphonse Esménard)
8. 1811: Лакретель, Жан Шарль Доминик де (Charles de Lacretelle)
9. 1856: Био, Жан-Батист (Jean-Baptiste Biot)
10. 1863: Карне, Луи Марсьен (Louis de Carné)
11. 1876: Блан, Шарль (Charles Blanc)
12. 1882: Пайерон, Эдуард (Édouard Pailleron)
13. 1900: Эрвьё, Поль (Paul Hervieu)
14. 1918: Кюрель, Франсуа де
15. 1930: Ле Гоффик, Шарль
16. 1932: Боннар, Абель (Abel Bonnard), исключён в 1944 году
17. 1946: Жюль Ромен (Jules Romains)
18. 1973: Д’Ормессон, Жан (Jean d’Ormesson)
19. 2021: Тома, Шанталь (Chantal Thomas)

## Кресло 13

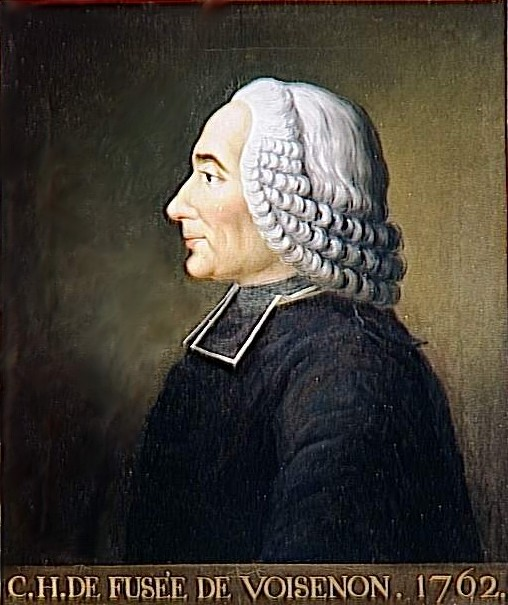
Клод Анри де Фюзе де Вуазенон

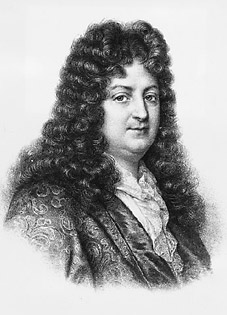
Жан Батист Расин

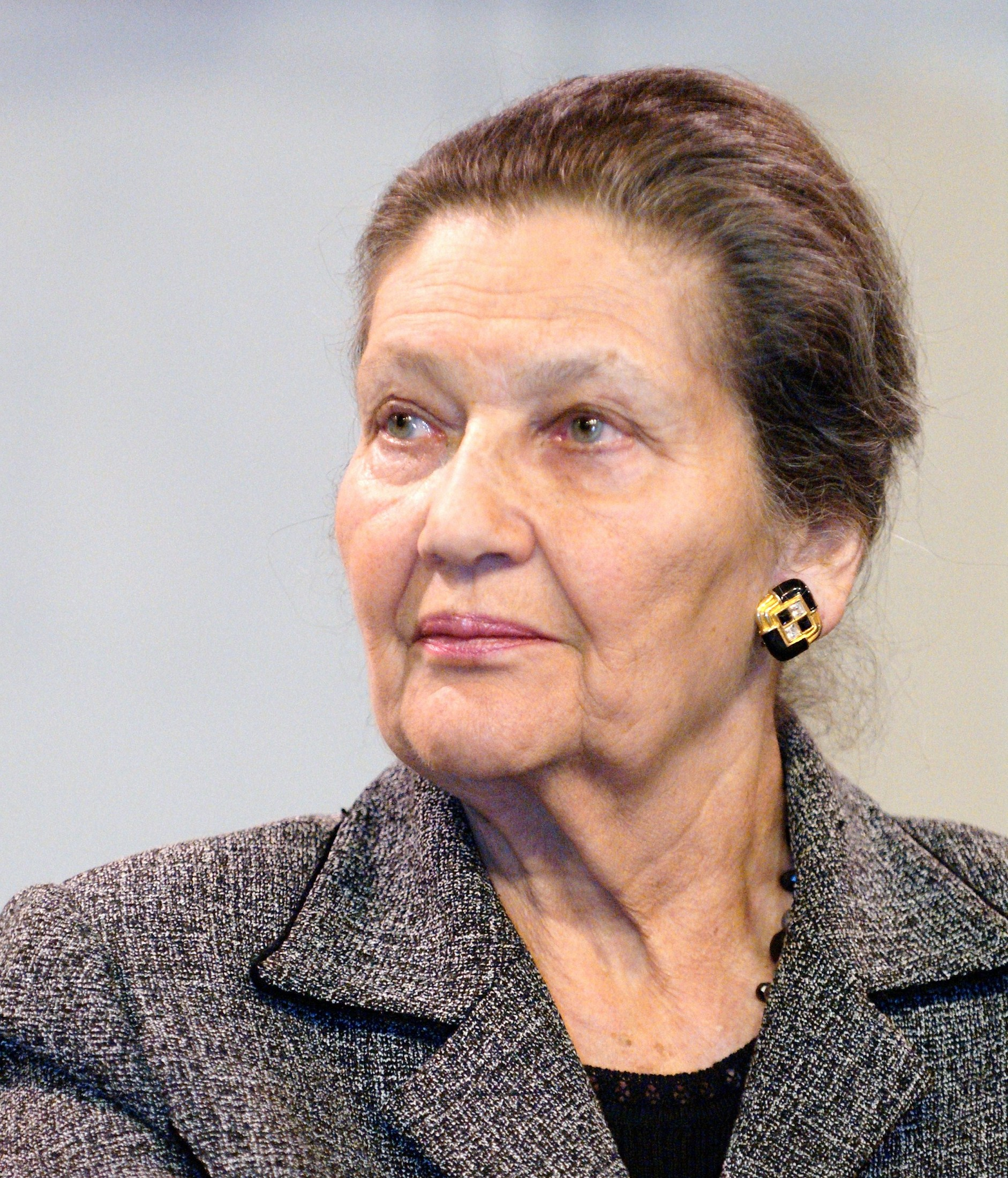
Симона Вейль

1. 1634: Клод Гаспар Баше де Мезириак (Claude Gaspard Bachet de Méziriac)
2. 1639: Ла Мот Ле Вайе, Франсуа де (François de La Mothe Le Vayer)
3. 1672: Расин, Жан (Jean Racine)
4. 1699: Валенкур, Жан-Батист Анри де
5. 1730: Лериже де Ла-Фей, Жан-Франсуа (фр. Jean-François Leriget de La Faye)
6. 1731: Кребийон, Проспер (Prosper Jolyot de Crébillon)
7. 1762: Вуазенон, Клод Анри де Фюзе де
8. 1776: Жан-де-Дьё-Раймон де Буажелен де Кюсе
9. 1804: Дюро де Ла Маль, Жан Батист
10. 1807: Пикар, Луи-Бенуа (Louis-Benoît Picard)
11. 1829: Арно, Антуан Венсан (Antoine-Vincent Arnault) избран ещё в 1803 (кресло 16), но исключён в 1816.
12. 1834: Скриб, Эжен (Eugène Scribe)
13. 1862: Фёйе, Октав (Octave Feuillet)
14. 1891: Лоти, Пьер (Pierre Loti)
15. 1924: Бенар, Поль Альбер (Albert Besnard)
16. 1935: Луи Жилле (фр. Louis Gillet)
17. 1946: Клодель, Поль (Paul Claudel)
18. 1956: д’Ормессон, Владимир (Wladimir d’Ormesson)
19. 1974: Шуман, Морис (Maurice Schumann)
20. 1999: Мессмер, Пьер (Pierre Messmer)
21. 2010: Вейль, Симона (Simone Veil)
22. 2020: Маурицио Серра (Maurizio Serra)

## Кресло 14
1. 1634: Мейнар, Франсуа (фр. François Maynard)

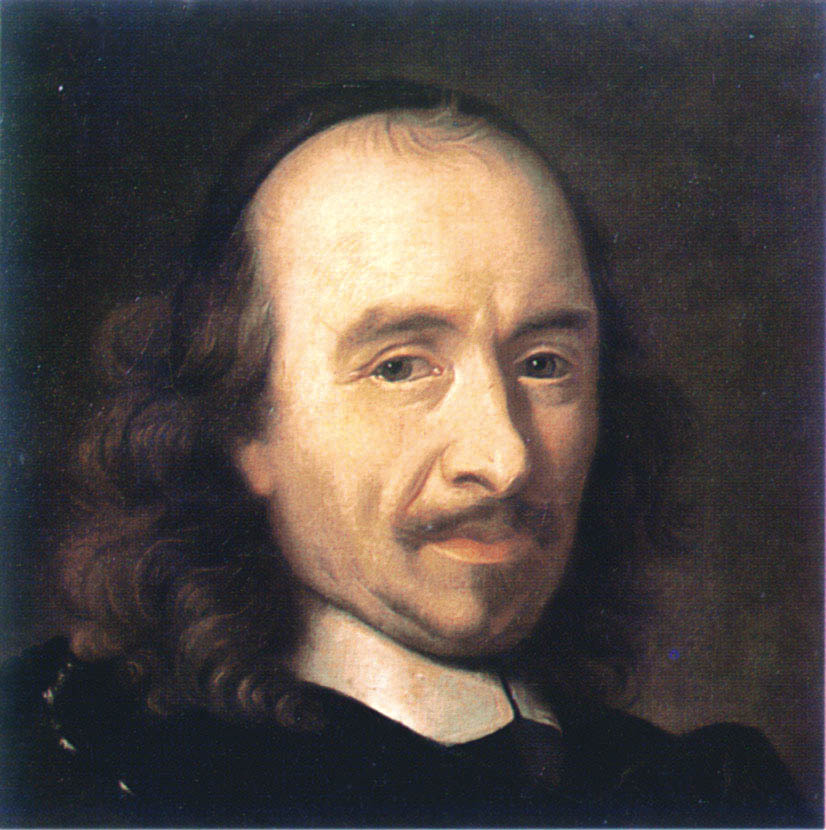
Пьер Корнель

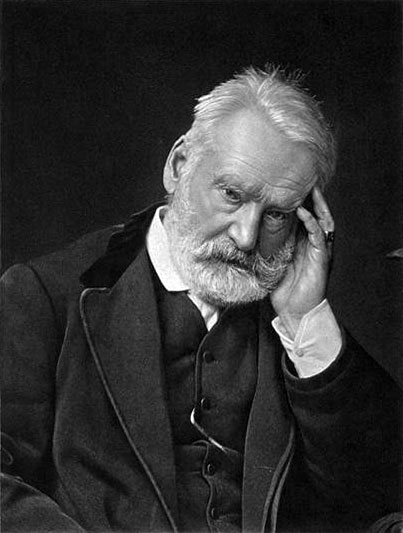
Виктор Гюго

2. 1647: Корнель, Пьер (Pierre Corneille)
3. 1684: Корнель, Тома (Thomas Corneille)
4. 1710: Ламотт, Антуан Удар де (Antoine Houdar de La Motte)
5. 1732: Бюсси-Рабютен, Мишель-Сельс-Роже де (фр. Michel-Celse-Roger de Bussy-Rabutin)
6. 1736: Фонсмань, Этьен Лорео де (фр. Étienne Lauréault de Foncemagne)
7. 1779: Шабанон, Мишель Поль Ги де (Michel Paul Guy de Chabanon)
8. 1803: Нежон, Жак Андре (Jacques-André Naigeon)
9. 1810: Лемерсье, Луи Жан Непомюсен (Népomucène Lemercier)
10. 1841: Гюго, Виктор (Victor Hugo)
11. 1886: Леконт де Лиль, Шарль Мари Рене (Leconte de Lisle)
12. 1894: Уссе, Анри (Henry Houssaye)
13. 1912: Лиоте, Юбер (Hubert Lyautey)
14. 1934: Д’Эспере, Луи (Louis Franchet d’Espèrey)
15. 1946: Робер д’Аркур (фр. Robert d'Harcourt)
16. 1966: Мистлер, Жан (Jean Mistler)
17. 1990: Каррер д'Анкосс, Элен (Hélène Carrère d’Encausse)

## Кресло 15
1. 1634: Ботрю, Гийом (фр. Guillaume Bautru)
2. 1665: Бельваль, Жак Тестю де (фр. Jacques Testu de Belval)

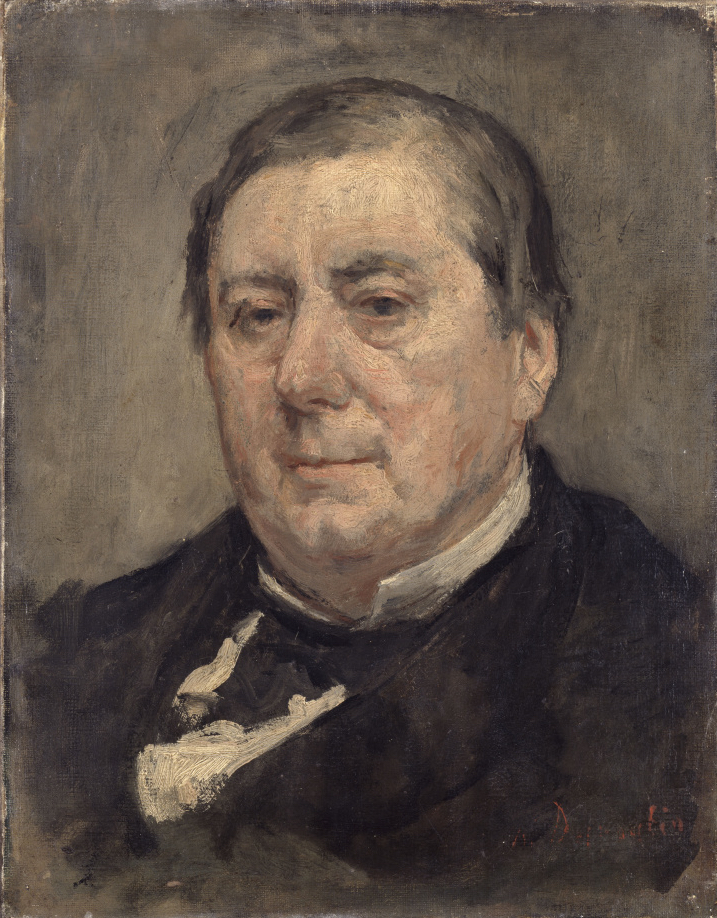
Эжен Лабиш

3. 1706: Сент-Олер, Франсуа-Жозеф (François-Joseph de Beaupoil de Sainte-Aulaire)
4. 1743: Жан-Жак Дорту де Меран
5. 1771: Арно, Франсуа, религиозный деятель
6. 1785: Тарже, Ги-Жан-Батист (Guy-Jean-Baptiste Target)
7. 1806: Мори, Жан Сифрен (Jean-Sifrein Maury) (см. кресло 8), исключён ордонансом от 21 марта 1816.
8. 1816: Монтескью-Фезенсак, Франсуа-Ксавье-Марк-Антуан де (François-Xavier-Marc-Antoine de Montesquiou-Fézensac)
9. 1832: Же, Антуан (Antoine Jay)
10. 1854: Самюэль Юстазад Сильвестр де Саси (Ustazade Silvestre de Sacy)
11. 1880: Лабиш, Эжен (Eugène Labiche)
12. 1888: Мельяк, Анри (Henri Meilhac)
13. 1898: Лаведан, Анри (Henri Lavedan)
14. 1946: Сейер, Эрнест (фр. Ernest Seillière)
15. 1956: Шамсон, Андре
16. 1984: Бродель, Фернан (Fernand Braudel)
17. 1986: Лоран, Жак (Jacques Laurent), писатель, писавший также под псевдонимом Сесиль Сен-Лоран
18. 2001: Фредерик Виту (Frédéric Vitoux)

## Кресло 16
1. 1634: Сирмон, Жан (Jean Sirmond)
2. 1649: Монтрёль, Жан де (фр. Jean de Montereul)

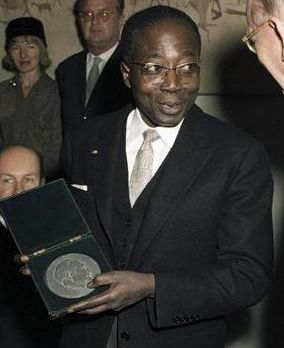
Леопольд Седар Сенгор

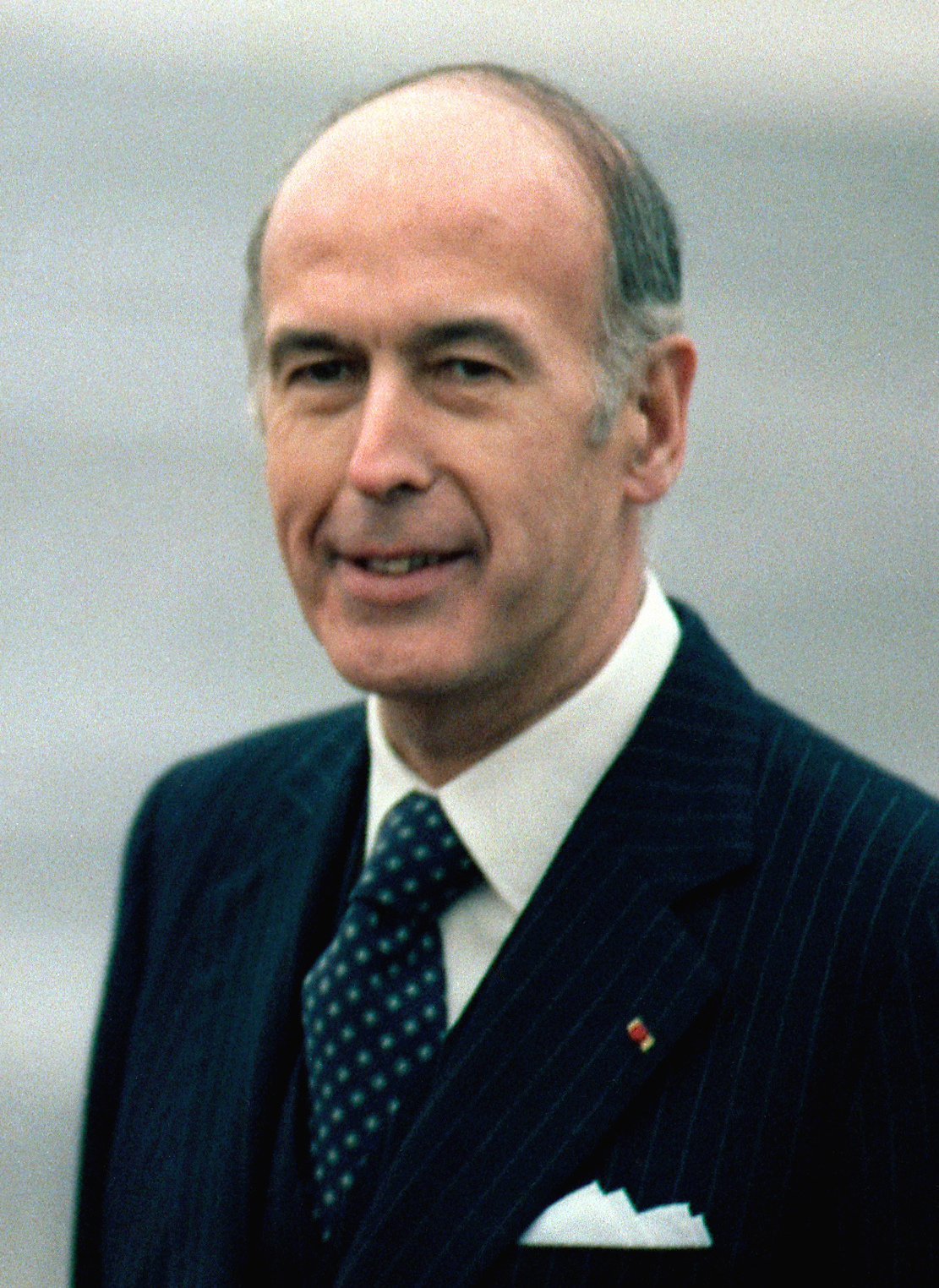
Валери Жискар д’Эстен

3. 1651: Тальман, Франсуа (старший) (François Tallemant l’Aîné)
4. 1693: Ла-Лубер, Симон де (фр. Simon de La Loubère)
5. 1729: Салье, Клод (фр. Claude Sallier)
6. 1761: Коэтлоке, Жан Жиль дю (фр. Jean-Gilles du Coëtlosquet)
7. 1784: Монтескью-Фезансак, Анн-Пьер (Anne-Pierre de Montesquiou-Fézensac)
8. 1803: Арно, Антуан Венсан (Antoine-Vincent Arnault), исключён ордонансом от 21 марта 1816, переизбран в 1829 в кресло 13.
9. 1816: Ришельё, Арман Эммануэль дю Плесси (Armand Emmanuel du Plessis de Richelieu)
10. 1822: Дасье, Бон-Жозеф (Bon-Joseph Dacier)
11. 1833: Тиссо, Пьер-Франсуа (Pierre-François Tissot)
12. 1854: Дюпанлу, Феликс-Антон (Félix Dupanloup)
13. 1878: Одиффре-Паскье, Гастон (Gaston d’Audiffret-Pasquier)
14. 1906: Рибо, Александр (Alexandre Ribot)
15. 1923: Анри-Робер (фр. Henri-Robert)
16. 1938: Моррас, Шарль (Charles Maurras), лишён звания в 1945, не восстановлен при жизни
17. 1953: Леви-Мирпуа, Антуан де (Antoine de Lévis-Mirepoix)
18. 1983: Сенгор, Леопольд Седар (Léopold Sédar Senghor)
19. 2003: Жискар д’Эстен, Валери (Valéry Giscard d’Estaing)
20. 2024: Рафаэль Гайяр (Raphaël Gaillard)

## Кресло 17

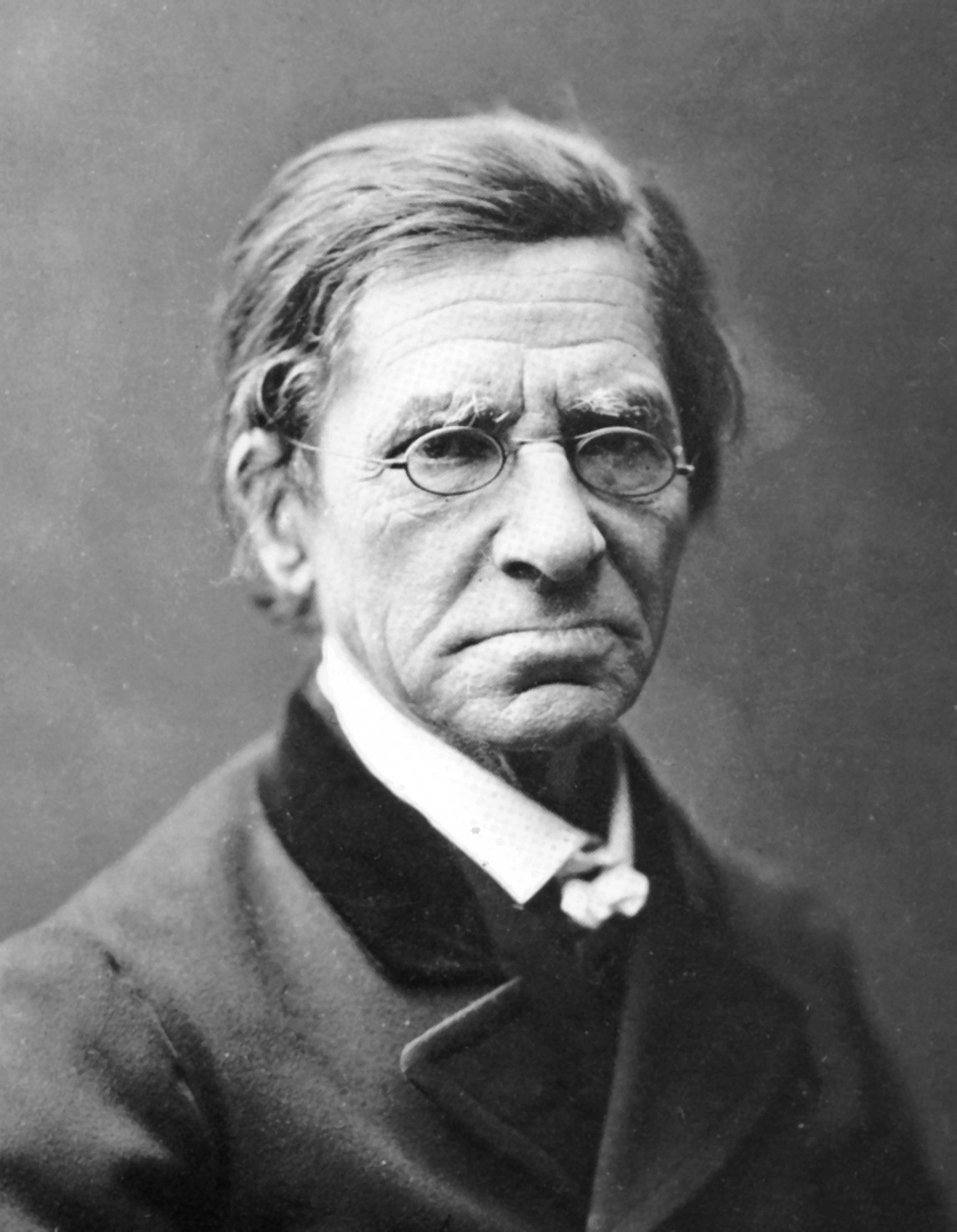
Эмиль Литтре

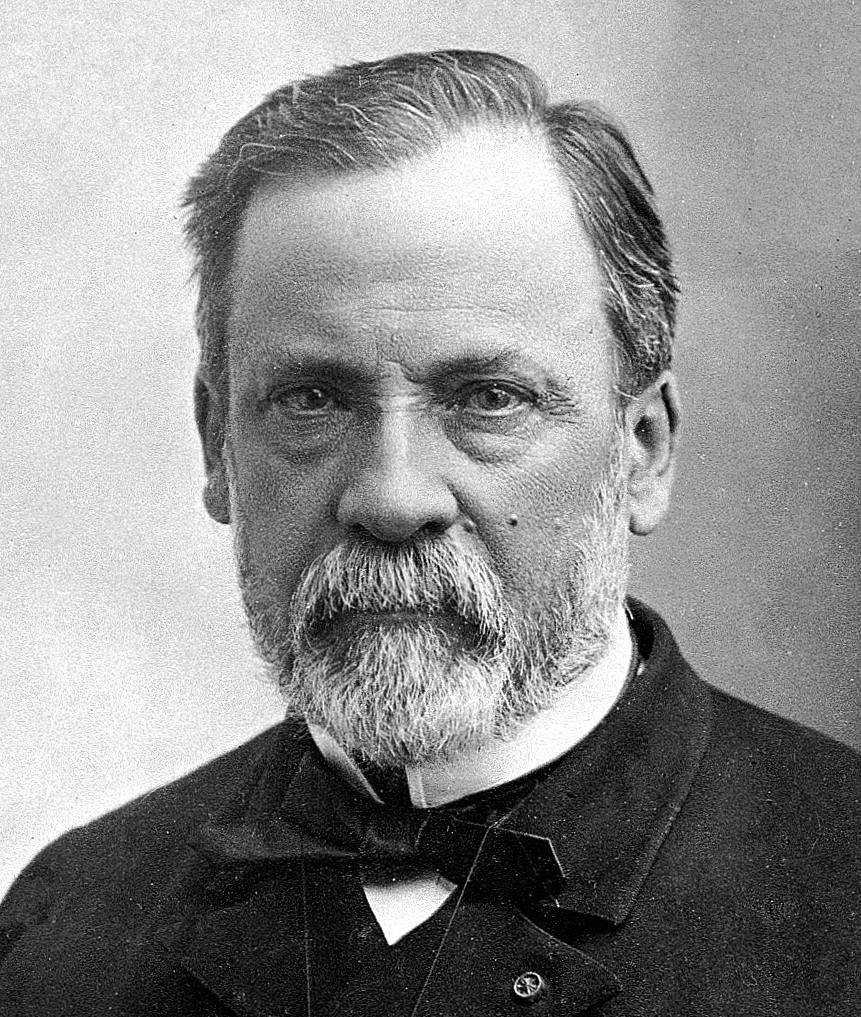
Луи Пастер

1. 1634: Ковиньи де Коломби, Франсуа де (фр. François de Cauvigny de Colomby)
2. 1649: Лермит, Тристан (Tristan L’Hermite)
3. 1655: Пиле де Ла-Менардьер, Ипполит-Жюль (фр. Hippolyte-Jules Pilet de La Mesnardière)
4. 1663: Сент-Эньян, Франсуа де Бовилье де (François Honorat de Beauvilliers)
5. 1687: Шуази, Франсуа-Тимолеон де (François-Timoléon de Choisy)
6. 1724: Портай, Антуан (фр. Antoine Portail)
7. 1736: Лашоссе, Пьер Клод Невиль де (Pierre-Claude Nivelle de La Chaussée)
8. 1754: Бугенвиль, Жан Пьер де (фр. Jean-Pierre de Bougainville)
9. 1763: Мармонтель, Жан Франсуа (Jean-François Marmontel)
10. 1803: Фонтан, Луи де (Jean-Pierre Louis de Fontanes)
11. 1821: Вильмен, Абель-Франсуа (Abel-François Villemain)
12. 1871: Литтре, Поль-Максимильен-Эмиль (Émile Littré)
13. 1881: Пастер, Луи (Louis Pasteur)
14. 1896: Парис, Гастон (Gaston Paris)
15. 1903: Массон, Фредерик
16. 1924: Леконт, Жорж
17. 1959: Деле, Жан
18. 1988: Кусто, Жак-Ив (Jacques-Yves Cousteau)
19. 1998: Орсенна, Эрик (Erik Orsenna)

## Кресло 18

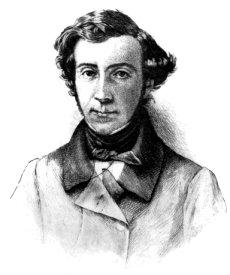
Алексис де Токвиль

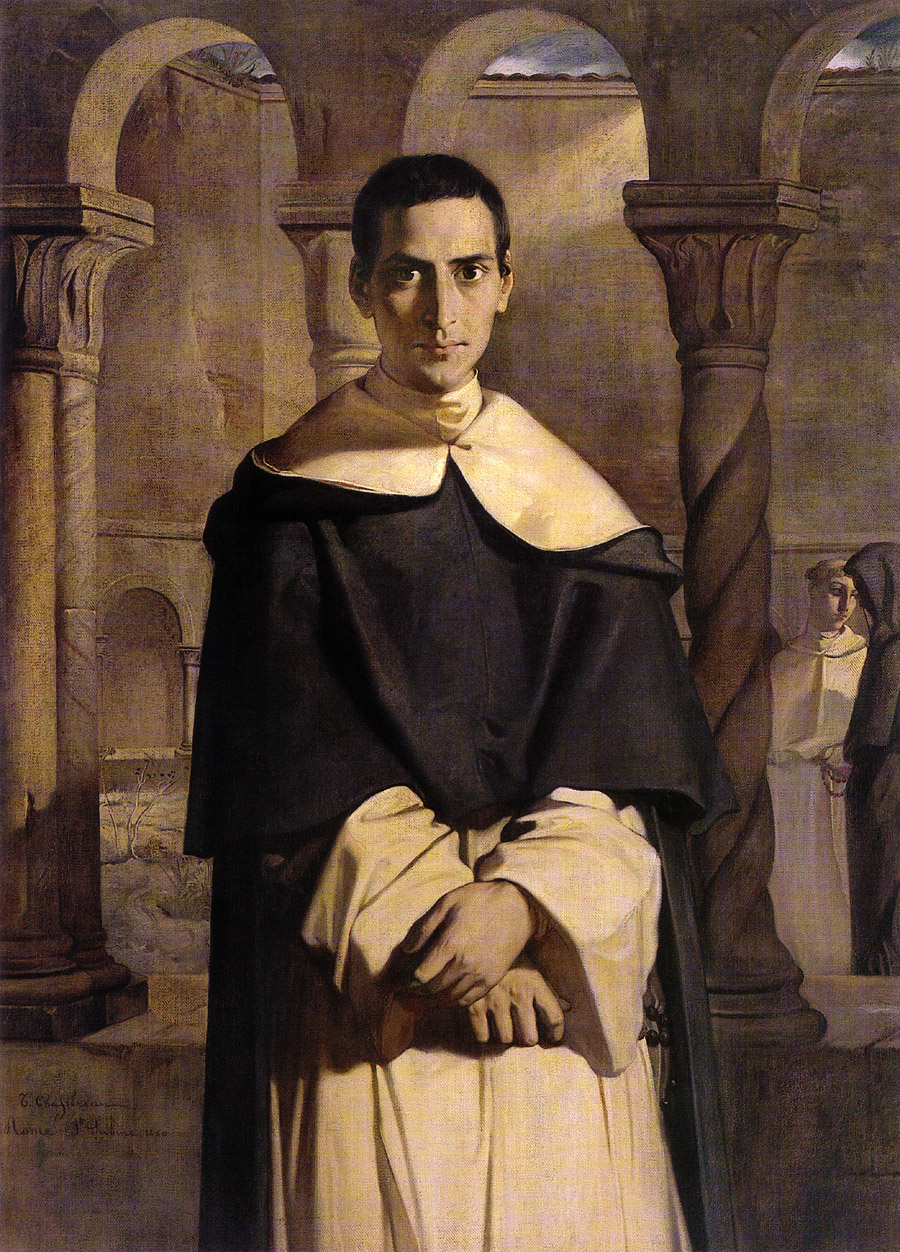
Жан-Батист Анри Лакордер

1. 1634: Бодуэн, Жан (фр. Jean Baudoin (académicien))
2. 1650: Шарпантье, Франсуа (François Charpentier)
3. 1702: Шамийяр, Жан Франсуа де (фр. Jean-François de Chamillart)
4. 1714: Виллар, Клод Луи Эктор де (Claude Louis Hector de Villars)
5. 1734: Виллар, Оноре-Арман де (Honoré-Armand de Villars)
6. 1770: Ломени де Бриенн, Этьен-Шарль де (Étienne-Charles de Loménie de Brienne)
7. 1803: Лакюэ, Жан Жерар (Jean-Girard Lacuée)
8. Токвиль, Алексис (Alexis de Tocqueville) 1841—1859, политик
9. 1860: Лакордер, Жан-Батист Анри (Henri Lacordaire)
10. 1862: Брольи, Альбер (Albert de Broglie)
11. 1901: Вогюэ, Шарль-Жан-Мельхиор де (Melchior de Vogüé), археолог
12. 1918: Фош, Фердинанд (Ferdinand Foch)
13. 1929: Петен, Филипп (Philippe Pétain), исключён в 1945, при жизни не восстановлен
14. 1952: Франсуа-Понсе, Андре (фр. André François-Poncet)
15. 1978: Фор, Эдгар (Edgar Faure)
16. 1990: Серр, Мишель (Michel Serres)
17. 2021: Варгас Льоса, Марио (Mario Vargas Llosa)

## Кресло 19

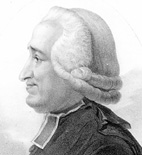
Жан-Жак Бартелеми

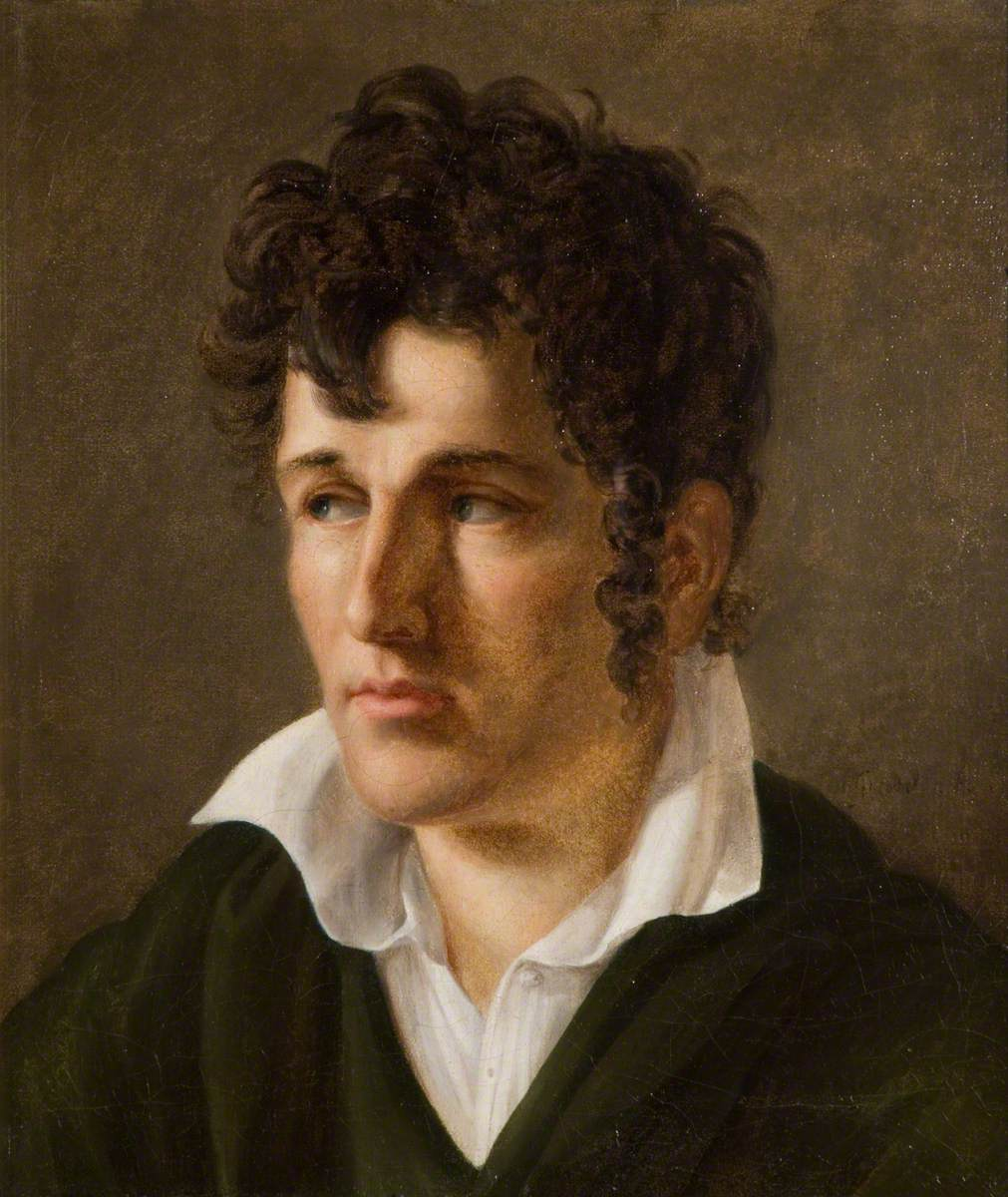
Франсуа Рене де Шатобриан

1. 1634: Арбо де Поршер, Франсуа д' (фр. François d'Arbaud de Porchères)
2. 1640: Патрю, Оливье (фр. Olivier Patru)
3. 1681: Потье де Новьон, Никола (Nicolas Potier de Novion)
4. 1693: Гуабо-Дюбуа, Филипп (Philippe Goibaud-Dubois)
5. 1694: Буало, Шарль (Charles Boileau)
6. 1704: Абей, Гаспар (Gaspard Abeille)
7. 1718: Монго, Никола-Юбер (Nicolas-Hubert Mongault)
8. 1746: Дюкло, Шарль Пино (Charles Pinot Duclos)
9. 1772: Бозе, Никола (фр. Nicolas Beauzée)
10. 1789: Бартелеми, Жан-Жак (Jean-Jacques Barthélemy)
11. 1803: Шенье, Мари-Жозеф (Marie-Joseph Chénier)
12. 1811: Шатобриан, Франсуа Рене де (François-René de Chateaubriand)
13. 1849: Ноай, Поль де (Paul de Noailles)
14. 1886: Эрве, Эдуар (Édouard Hervé)
15. 1899: Дешанель, Поль (Paul Deschanel)
16. 1923: Жоннар, Шарль
17. 1928: Морис Палеолог (Maurice Paléologue)
18. 1946: Шамбрен, Шарль де (дипломат)
19. 1953: Грег, Фернан
20. 1960: Рене Клер (René Clair)
21. 1982: Муано, Пьер (фр. Pierre Moinot)
22. 2008: Дабади, Жан-Лу (фр. Jean-Loup Dabadie)
23. 2023: Сильвиана Агасински (Sylviane Agacinski)

## Кресло 20
1. 1634: Э дю Шатле, Поль (фр. Paul Hay du Chastelet)
2. 1637: Перро д'Абланкур, Никола

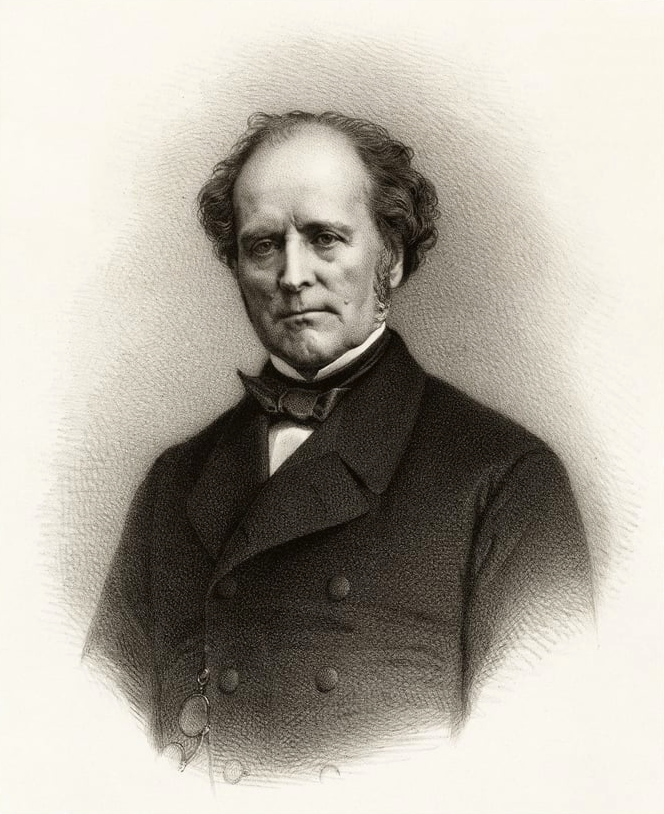
Франсуа Минье

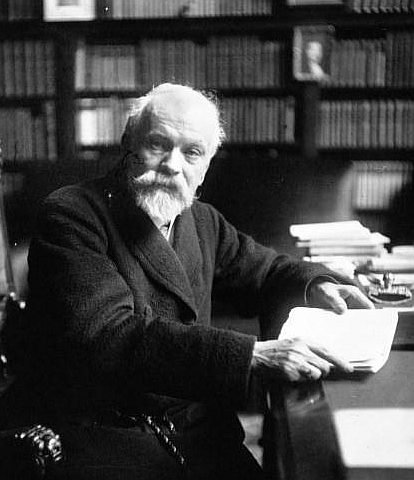
Франсуа Леметр

3. 1665: Бюсси-Рабютен, Роже (Roger de Bussy-Rabutin)
4. 1693: Биньон, Жан Поль (фр. Jean-Paul Bignon)
5. 1743: Биньон, Арман Жером (фр. Armand-Jérôme Bignon)
6. 1772: Брекиньи, Луи Жорж де (фр. Louis-Georges de Bréquigny)
7. 1803: Экушар-Лебрен, Понс Дени (Ponce-Denis Écouchard-Lebrun)
8. 1807: Ренуар, Франсуа Жюст Мари (François-Juste-Marie Raynouard)
9. 1836: Минье, Франсуа (François-Auguste Mignet)
10. 1884: Дюрюи, Жан Виктор (Victor Duruy)
11. 1895: Леметр, Франсуа Эли Жюль (Jules Lemaître)
12. 1919: Бордо, Анри (фр. Henry Bordeaux)
13. 1964: Мольнье, Тьери (фр. Thierry Maulnier)
14. 1990: Кабанис, Жозе (José Cabanis)
15. 2001: Анджело Ринальди (Angelo Rinaldi)

## Кресло 21

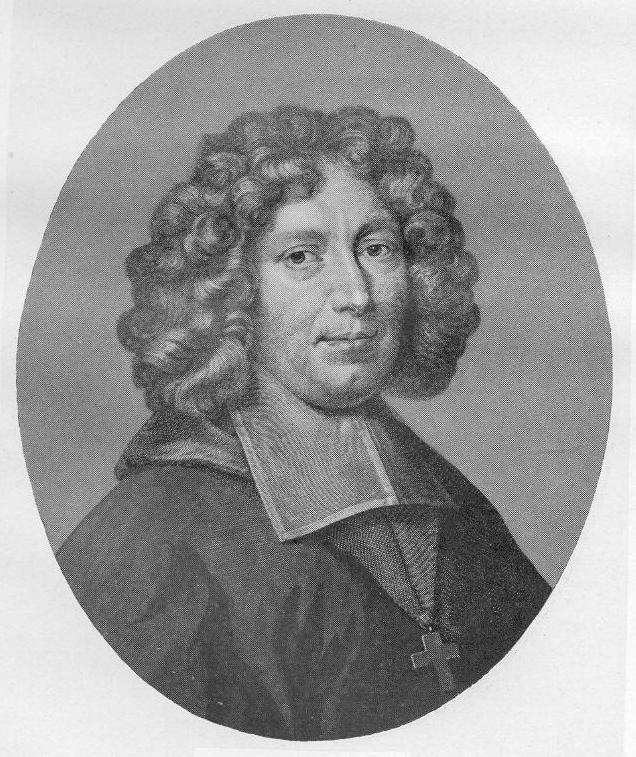
Пьер Даниэль Юэ

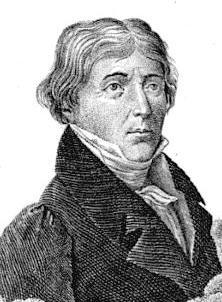
Пьер Луи Лакретель

1. 1634: Гомбервиль, Марен Леруа де (Marin Le Roy de Gomberville)
2. 1674: Юэ, Пьер Даниэль (Pierre-Daniel Huet)
3. 1721: Буавен, Жан (фр. Jean Boivin)
4. 1726: Сент-Эньян, Поль-Ипполит де Бовилье (Paul-Hippolyte de Beauvilliers, duc de Saint-Aignan)
5. 1776: Колардо, Шарль-Пьер (фр. Charles-Pierre Colardeau)
6. 1776: Лагарп, Жан-Франсуа де (Jean-François de La Harpe)
7. 1803: Лакретель, Пьер Луи (Pierre Louis de Lacretelle)
8. 1824: Дроз, Франсуа Ксавье Жозеф (Joseph Droz)
9. 1851: Монталамбер, Шарль де (Charles de Montalembert)
10. 1871: Генрих Орлеанский, герцог Омальский (Henri d’Orléans, duc d’Aumale)
11. 1898: Гийом, Эжен (Eugène Guillaume)
12. 1905: Лами, Этьен (фр. Étienne Lamy)
13. 1920: Шеврийон, Андре (фр. André Chevrillon)
14. 1959: Ашар, Марсель (Marcel Achard)
15. 1975: Марсо, Фелисьен (Félicien Marceau)
16. 2014: Финкелькраут, Ален (Alain Finkielkraut)

## Кресло 22

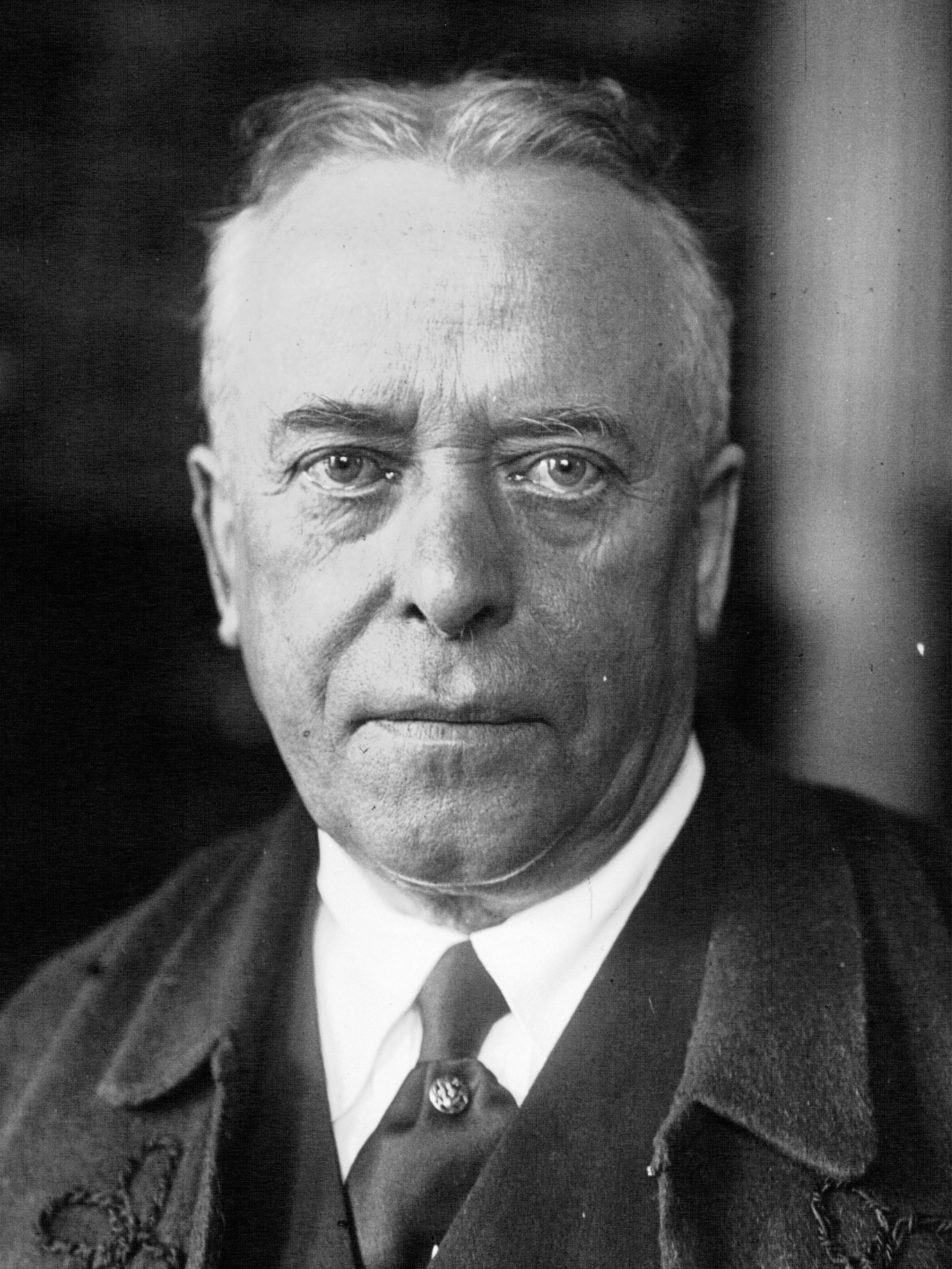
Эжен Бриё

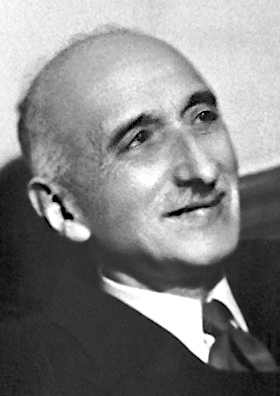
Франсуа Мориак

1. 1634: Сент-Аман, Марк-Антуан Жирар де (Marc-Antoine Girard de Saint-Amant)
2. 1662: Кассань, Жак (фр. Jacques Cassagne)
3. 1679: Вержюс, Луи де (фр. Louis de Verjus)
4. 1710: Жан Антуан де Мем, граф д’Аво (Jean-Antoine de Mesmes, comte d’Avaux)
5. 1723: Алари, Пьер Жозеф (фр. Pierre-Joseph Alary)
6. 1771: Гайяр, Габриель Анри (Gabriel-Henri Gaillard)
7. 1803: Сегюр, Луи-Филипп (Louis-Philippe de Ségur)
8. 1830: Вьенне, Жан-Понс-Гийом (Jean-Pons-Guillaume Viennet)
9. 1869: Оссонвиль, Жозеф д' (Joseph d’Haussonville)
10. 1884: Галеви, Людовик (Ludovic Halévy)
11. 1909: Бриё, Эжен
12. 1933: Мориак, Франсуа (François Mauriac)
13. 1971: Грин, Жюльен (Julien Green)
14. 1999: Обальдиа, Рене де
15. 2025: Аспе, Ален

## Кресло 23
1. 1634: Кольте, Гийом

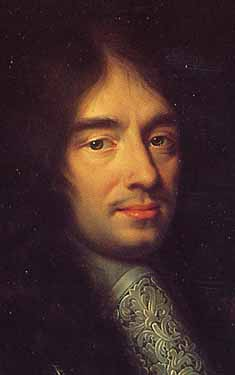
Шарль Перро

2. 1659: Буало, Жиль (Gilles Boileau)
3. 1670: Монтиньи, Жан де (Jean de Montigny)
4. 1671: Перро, Шарль (Charles Perrault)
5. 1703: Арман Гастон Максимильен де Роган (Armand Gaston Maximilien de Rohan)
6. 1749: Вореаль, Луи Ги де Герапен де (фр. Louis-Guy de Guérapin de Vauréal)
7. 1760: Кондамин, Шарль Мари де ла (Charles Marie de La Condamine)
8. 1774: Делиль, Жак (Jacques Delille)
9. 1813: Кампенон, Венсан (Vincent Campenon)
10. 1844: Жирарден, Сен-Марк(Saint-Marc Girardin)
11. 1874: Мезьер, Альфред Жан Франсуа (Alfred Mézières)
12. 1918: Буалев, Рене
13. 1927: Эрман, Абель (фр. Abel Hermant), исключён в 1944
14. 1946: Жильсон, Этьен Анри (Étienne Gilson)
15. 1979: Гуйе, Анри (фр. Henri Gouhier)
16. 1995: Пьер Розенберг (Pierre Rosenberg)

## Кресло 24

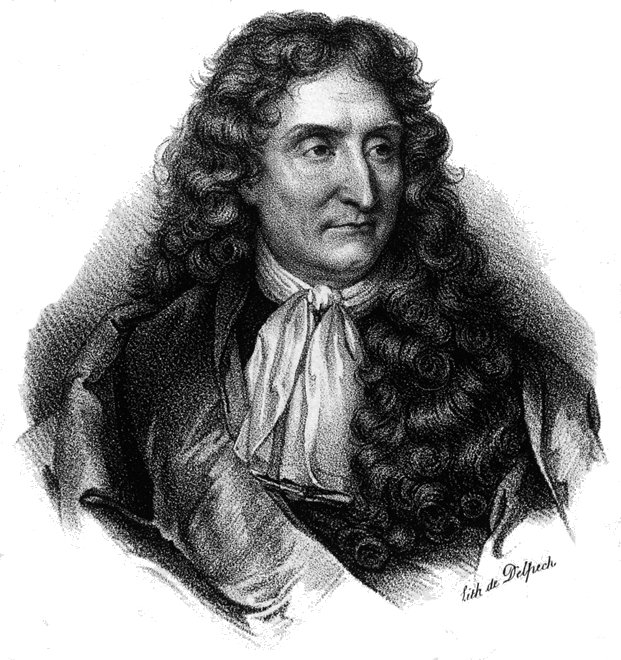
Жан де Лафонтен

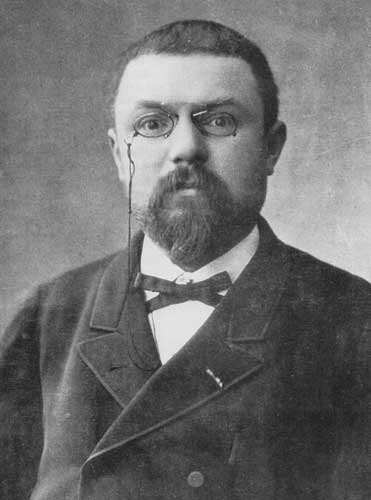
Анри Пуанкаре

1. 1634: Сильон, Жан де (Jean de Silhon)
2. 1667: Кольбер, Жан-Батист (Jean-Baptiste Colbert)
3. 1684: Жан де Лафонтен (Jean de La Fontaine)
4. 1695: Клерамбо, Жюль де (Jules de Clérambault)
5. 1714: Масьё, Гийом (фр. Guillaume Massieu)
6. 1722: Утвиль, Клод Франсуа Александр (фр. Claude François Alexandre Houtteville)
7. 1742: Мариво, Пьер Карле де Шамблен де (Pierre Carlet de Chamblain de Marivaux)
8. 1763: Радонвилье, Клод Франсуа Лизард де (фр. Claude-François Lizarde de Radonvilliers)
9. 1803: Вольней, Константин Франсуа (Volney)
10. 1820: Пасторе, Клод Эммануэль Жозеф Пьер (Emmanuel de Pastoret)
11. 1841: Сент-Олер, Луи де (Louis de Sainte-Aulaire)
12. 1855: Брольи, Виктор де (Victor de Broglie)
13. 1870: Оранн, Проспер Дювержье де (Prosper Duvergier de Hauranne)
14. 1881: Сюлли-Прюдом (Sully Prudhomme)
15. 1908: Пуанкаре, Анри (Henri Poincaré)
16. 1914: Капю, Альфред (Альфред Капю)
17. 1923: Эстонье, Эдуар (фр. Édouard Estaunié)
18. 1944: Луи Пастер Валлери-Радо (Louis Pasteur Vallery-Radot)
19. 1971: Вольф, Этьен (Étienne Wolff)
20. 1997: Ревель, Жан-Франсуа (Jean-François Revel)
21. 2007: Галло, Макс (Max Gallo)
22. 2020: Сюро, Франсуа (François Sureau)

## Кресло 25

Жан Лерон Д’Аламбер

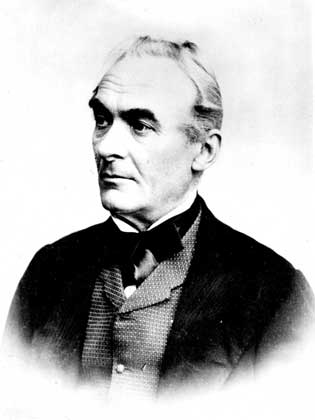
Проспер Мериме

1. 1634: Л'Этуаль, Клод де (Claude de L’Estoile)
2. 1652: Арман дю Камбу де Куален
3. 1702: Пьер дю Камбу
4. 1710: Анри Шарль дю Камбу де Куален
5. 1733: Сюриан, Жан-Батист
6. 1754: Д’Аламбер, Жан Лерон (Jean le Rond D’Alembert)
7. 1783: Огюст де Шуазёль-Гуффье (Marie-Gabriel-Florent-Auguste de Choiseul-Gouffier)
8. 1803: Порталис, Жан Этьен Мари (Jean-Étienne-Marie Portalis)
9. 1807: Ложон, Пьер (фр. Pierre Laujon)
10. 1811: Этьенн, Шарль Гийом (Charles-Guillaume Étienne), исключён ордонансом от 21 марта 1816, вновь избран в 1829 на кресло 32.
11. 1816: Огюст де Шуазёль-Гуффье (Marie-Gabriel-Florent-Auguste de Choiseul-Gouffier)
12. 1817: Лайя, Жан-Луи
13. 1833: Нодье, Шарль (Charles Nodier)
14. 1844: Мериме, Проспер (Prosper Mérimée)
15. 1871: Ломени, Луи Луи-Леонард де (Louis de Loménie)
16. 1878: Тэн, Ипполит (Hippolyte Taine)
17. 1894: Сорель, Альбер (Albert Sorel)
18. 1907: Донне, Морис (Maurice Donnay)
19. 1946: Паньоль, Марсель (Marcel Pagnol)
20. 1975: Бернар, Жан (фр. Jean Bernard)
21. 2007: Фернандес, Доминик (Dominique Fernandez)

## Кресло 26
1. 1634: Бурзе, Амабль де
2. 1672: Галлуа, Жан (фр. Jean Gallois)
3. 1707: Монжен, Эдм (фр. Edme Mongin)

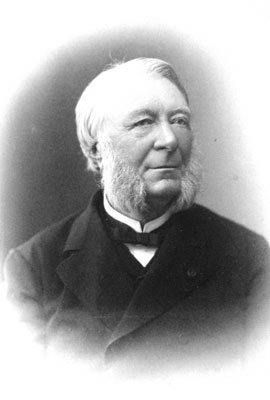
Гастон Буассье

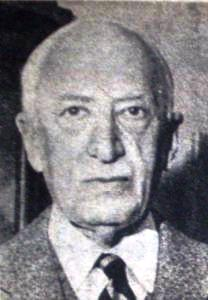
Андре Моруа

4. 1746: Лавиль, Жан-Иньяс де (Jean-Ignace de La Ville)
5. 1774: Сюар, Жан-Батист Антуан (Jean Baptiste Antoine Suard)
6. 1817: Роже, Франсуа (François Roger)
7. 1842: Патен, Анри (Henri Patin)
8. 1876: Буассье, Гастон (Gaston Boissier)
9. 1909: Думик, Рене (René Doumic)
10. 1938: Моруа, Андре (André Maurois)
11. 1968: Арлан, Марсель
12. 1987: Дюби, Жорж (Georges Duby)
13. 1997: Жан-Мари Руар (Jean-Marie Rouart)

## Кресло 27
1. 1634: Сервьен, Абель

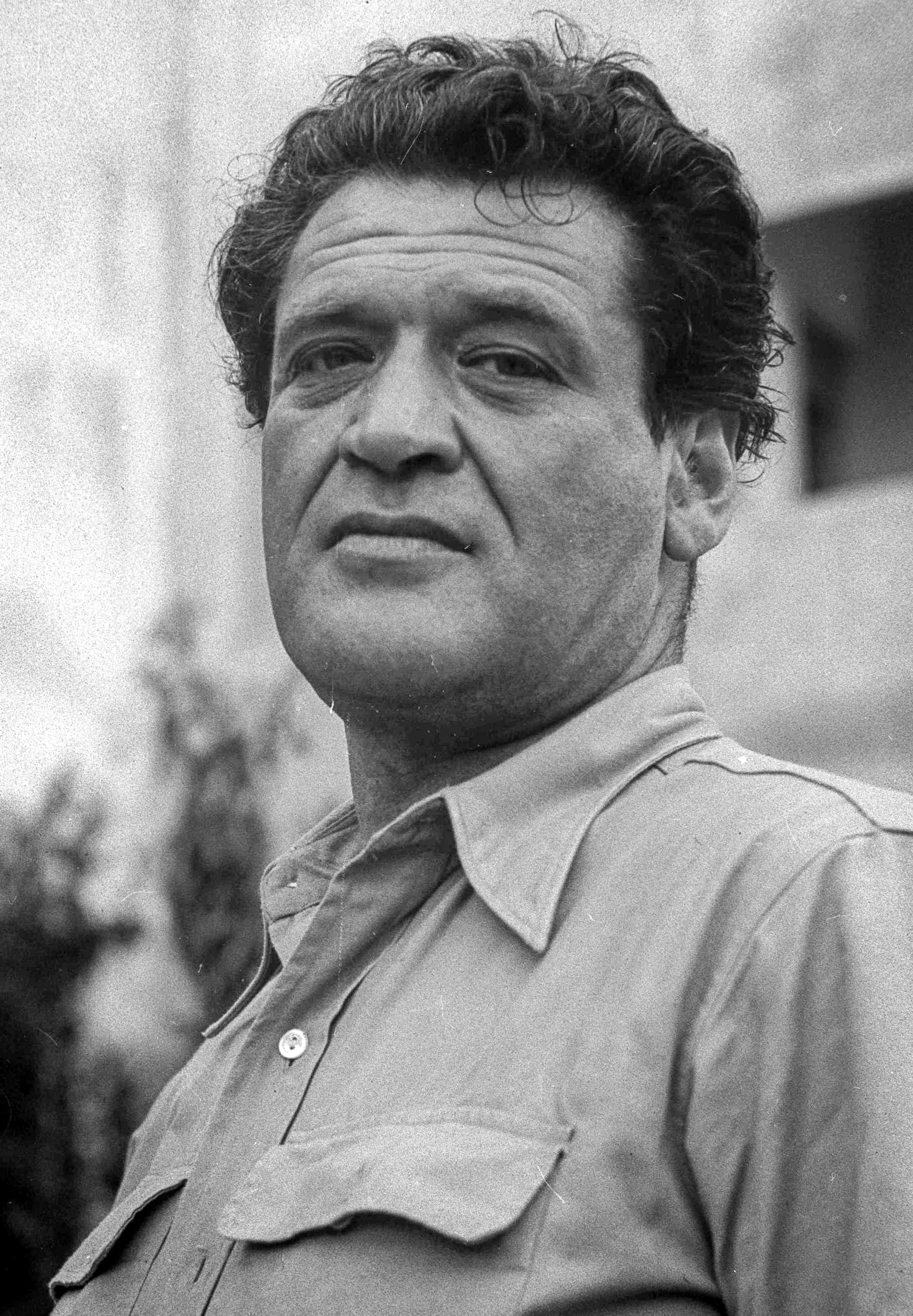
Жозеф Кессель

2. 1659: Ренуар де Вилайе, Жан-Жак (Jean-Jacques Renouard de Villayer)
3. 1691: Фонтенель, Бернар Ле Бовье де (Bernard Le Bouyer de Fontenelle)
4. 1757: Сегье, Антуан-Луи (фр. Antoine-Louis Séguier)
5. 1803: Бернарден де Сен-Пьер, Жак-Анри (Jacques-Henri Bernardin de Saint-Pierre)
6. 1814: Эньян, Этьен (Étienne Aignan)
7. 1824: Суме, Александр (Alexandre Soumet)
8. 1845: Вите, Людовик (Ludovic Vitet)
9. 1874: Каро, Эльм Мари (Elme-Marie Caro)
10. 1888: Оссонвиль, Поль Габриель д' (Paul-Gabriel d’Haussonville)
11. 1925: Ла-Форс, Огюст де (Auguste de La Force)
12. 1962: Кессель, Жозеф (Joseph Kessel)
13. 1980: Друа, Мишель (фр. Michel Droit)
14. 2001: Нора, Пьер (Pierre Nora), историк

## Кресло 28

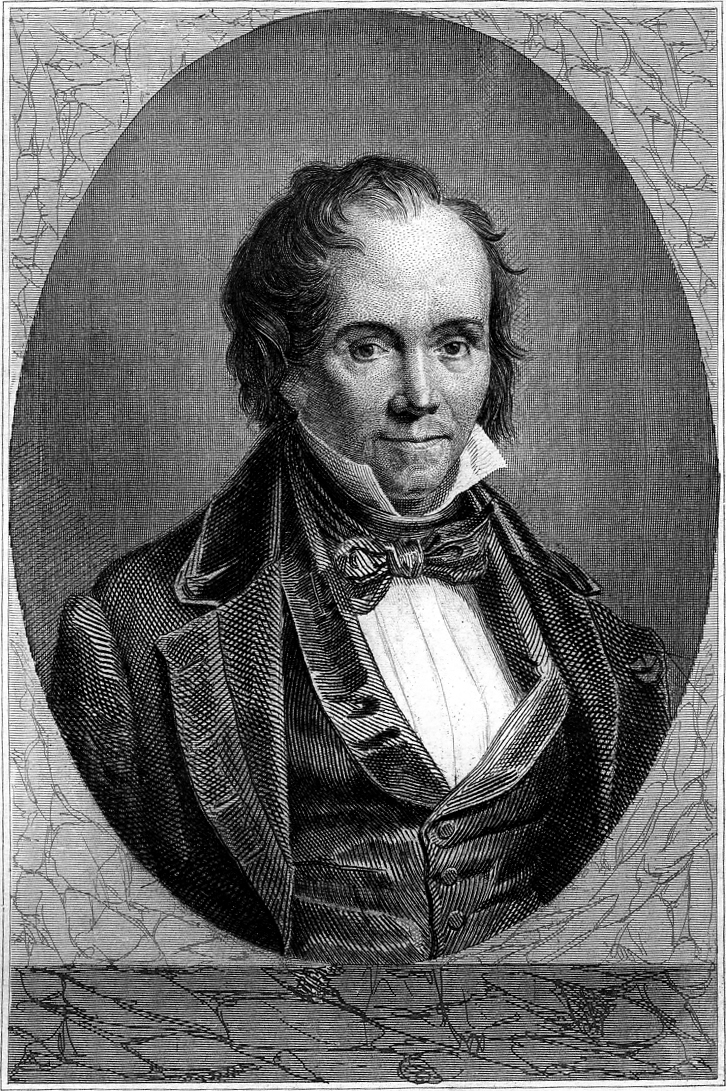
Казимир Делавинь

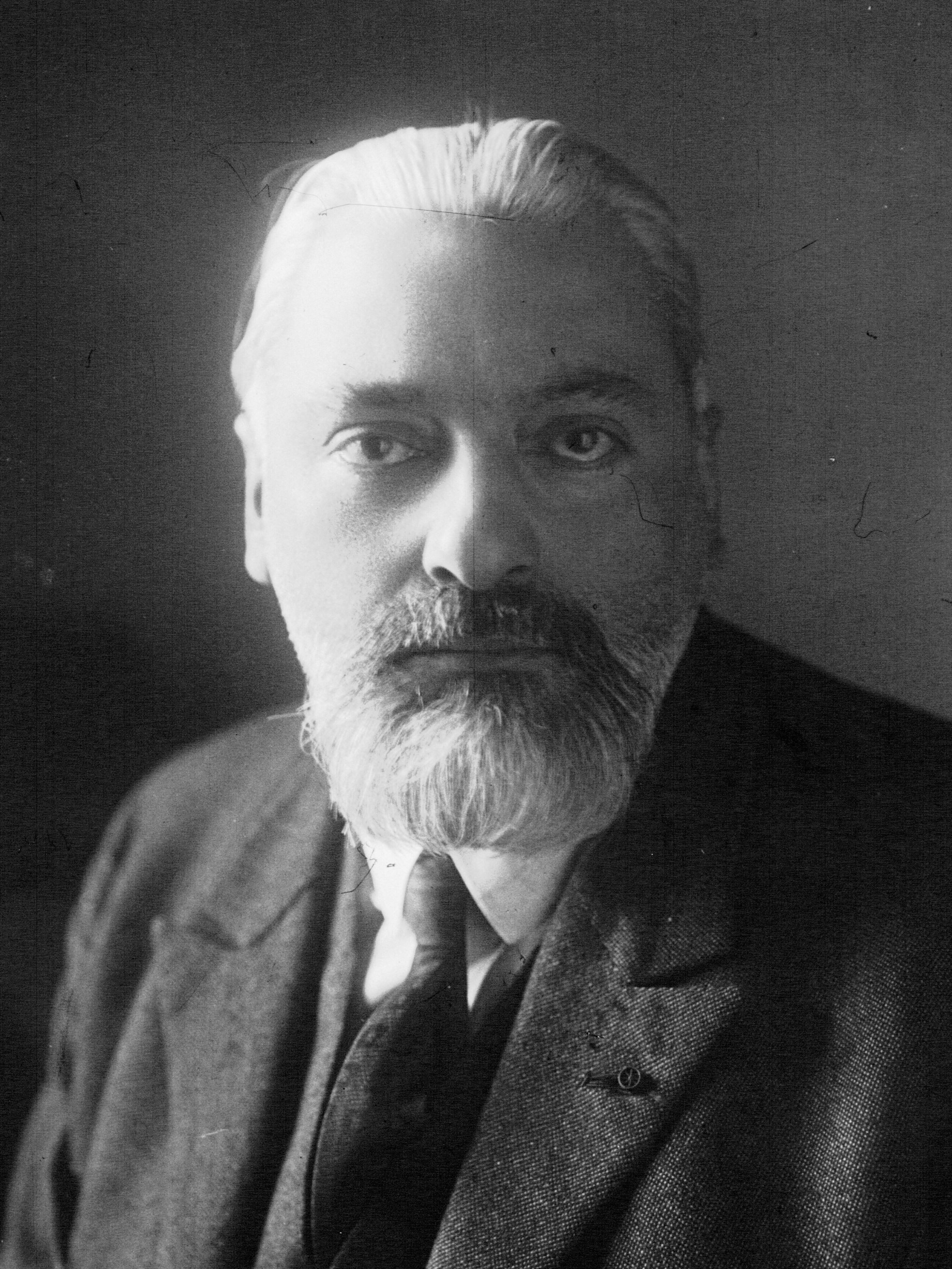
Клод Фаррер

1. 1634: Гез де Бальзак, Жан-Луи (Jean-Louis Guez de Balzac)
2. 1654: Перефикс де Бомон, Ардуэн де
3. 1671: Арле де Шанваллон, Франсуа
4. 1695: Дасье, Андре (André Dacier)
5. 1722: Дюбуа, Гийом (Guillaume Dubois)
6. 1723: Эно, Шарль Жан Франсуа (Charles-Jean-François Hénault)
7. 1771: Шарль-Жюст де Бово-Кран
8. 1803: Мерлен из Дуэ, Филипп Антуан, исключён ордонансом от 21 марта 1816.
9. 1816: Ферран, Антуан Франсуа Клод (Antoine-François-Claude Ferrand)
10. 1825: Делавинь, Казимир (Casimir Delavigne)
11. 1844: Сен-Бёв, Шарль-Огюстен (Charles-Augustin Sainte-Beuve)
12. 1870: Жанен, Жюль (Jules Janin)
13. 1875: Лемуан, Жон Маргерит Эмиль (John Lemoinne)
14. 1893: Брюнетьер, Фердинанд (Ferdinand Brunetière)
15. 1907: Барбу, Анри (фр. Henri Barboux)
16. 1911: Ружон, Анри (фр. Henry Roujon)
17. 1918: Барту, Луи (Louis Barthou)
18. 1935: Фаррер, Клод (Claude Farrère)
19. 1959: Анри Труайя (Henri Troyat)
20. 2008: Рюфен, Жан-Кристоф (Jean-Christophe Rufin)

## Кресло 29
1. 1634: Барден, Пьер (фр. Pierre Bardin)

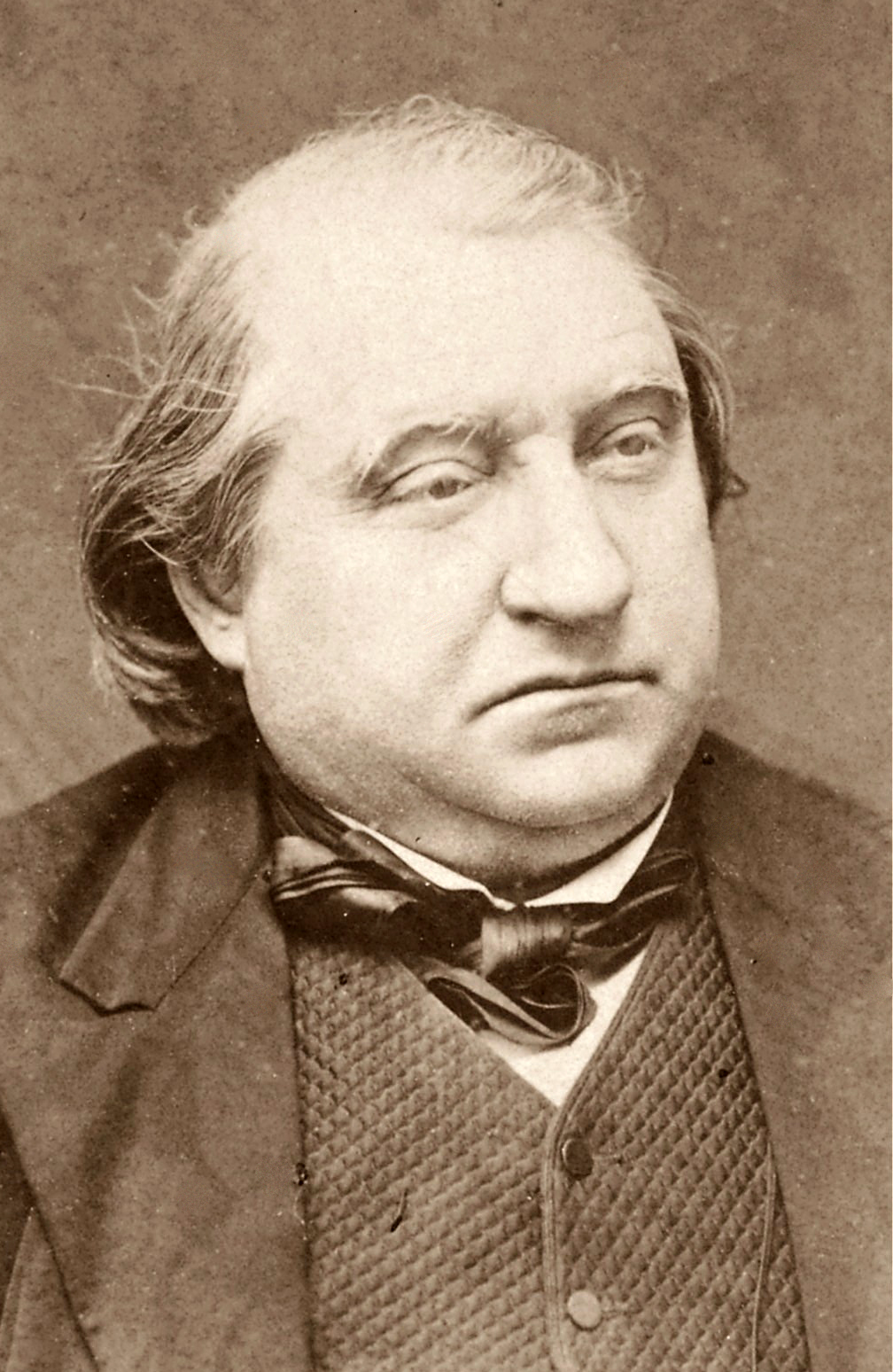
Эрнест Ренан

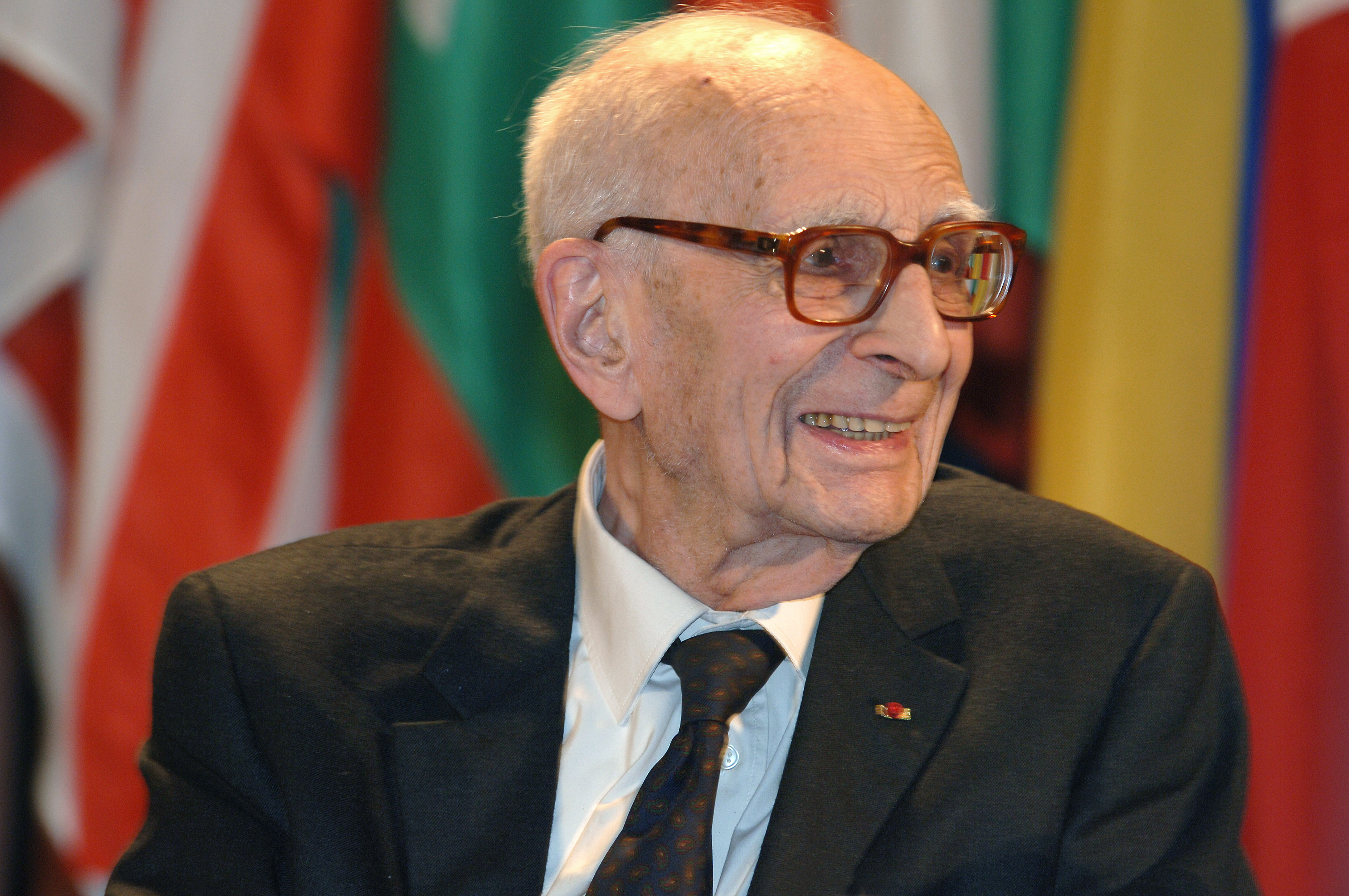
Клод Леви-Стросс

2. 1637: Бурбон, Никола (фр. Nicolas Bourbon (1574-1644))
3. 1644: Саломон де Вирлад, Франсуа Анри (фр. François-Henri Salomon de Virelade)
4. 1670: Кино, Филипп (Philippe Quinault)
5. 1688: Кальер, Франсуа де (фр. François de Callières)
6. 1717: Флёри, Андре-Эркюль де (André Hercule de Fleury)
7. 1743: Поль д’Альбер де Люин
8. 1788: Флориан, Жан-Пьер Клари де (Jean-Pierre Claris de Florian)
9. 1803: Кайява д’Эстанду, Жан-Франсуа (Jean-François Cailhava de L’Estandoux)
10. 1813: Мишо, Жозеф Франсуа (Joseph-François Michaud)
11. 1840: Флуранс, Мари-Жан-Пьер (Pierre Flourens)
12. 1868: Бернар, Клод (Claude Bernard)
13. 1878: Ренан, Эрнест (Ernest Renan)
14. 1893: Шальмель-Лакур, Поль-Арман (Paul-Armand Challemel-Lacour)
15. 1897: Аното, Габриэль (Gabriel Hanotaux)
16. 1944: Сигфрид, Андре (фр. André Siegfried)
17. 1960: Монтерлан, Анри де (Henry de Montherlant)
18. 1973: Леви-Стросс, Клод (Claude Lévi-Strauss)
19. 2011: Маалуф, Амин (Amin Maalouf), писатель

## Кресло 30

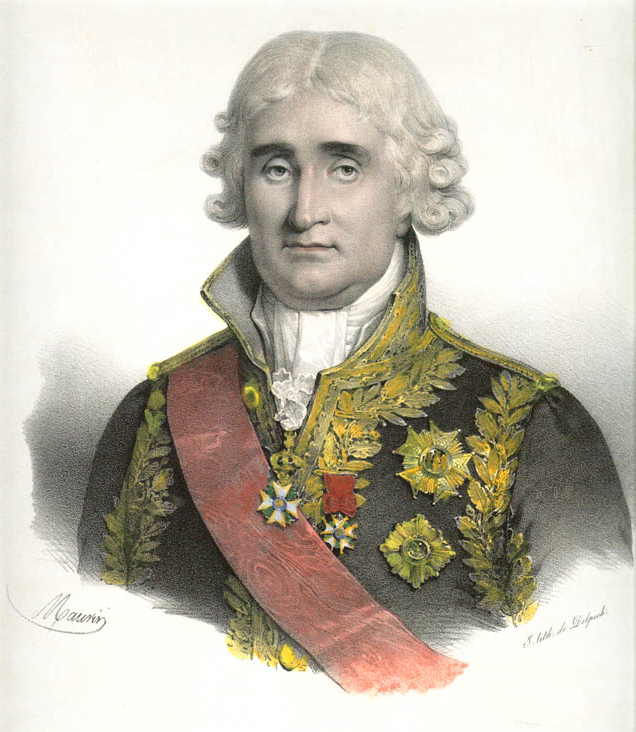
Жан-Жак Режи де Камбасере́с

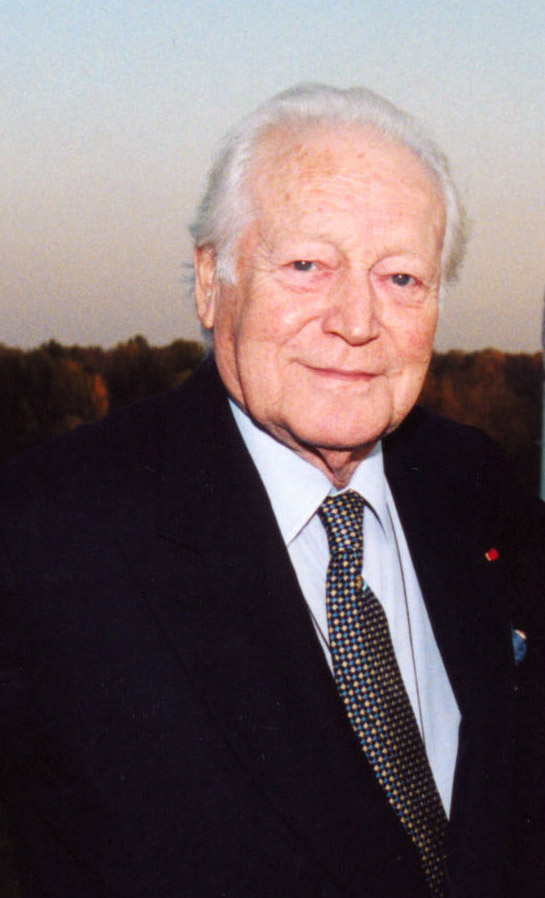
Морис Дрюон

1. 1634: Ракан, Онора де Бюэй де (Honorat de Bueil de Racan)
2. 1670: Ренье-Демаре, Франсуа Серафен (фр. François-Séraphin Régnier-Desmarais)
3. 1713: Ламоннуа, Бернар де
4. 1728: Понсе де Ларивьер, Мишель (фр. Michel Poncet de La Rivière)
5. 1730: Ардьон, Жак (фр. Jacques Hardion)
6. 1766: Тома, Антуан Леонард (Antoine Léonard Thomas)
7. 1785: Гибер, Жак Антуан Ипполит (Jacques-Antoine-Hippolyte de Guibert)
8. 1803: Камбасерес, Жан Жак Режи де (Jean-Jacques-Régis de Cambacérès) исключён ордонансом от 21 марта 1816 г.
9. 1816: Бональд, Луи Габриэль Амбруаз (Louis de Bonald)
10. 1841: Ансело, Жак-Франсуа (Jacques-François Ancelot)
11. 1855: Легуве, Эрнест (Ernest Legouvé)
12. 1903: Базен, Рене
13. 1932: Гослен, Луи Теодор (фр. G. Lenotre) (Théodore Gosselin dit George Lenotre, Jule Lenotre)
14. 1935: Дюамель, Жорж (Georges Duhamel)
15. 1966: Дрюон, Морис (Maurice Druon)
16. 2011: Даниэль Сальнав (Danièle Sallenave)

## Кресло 31
1. 1634: Буасса, Пьер де

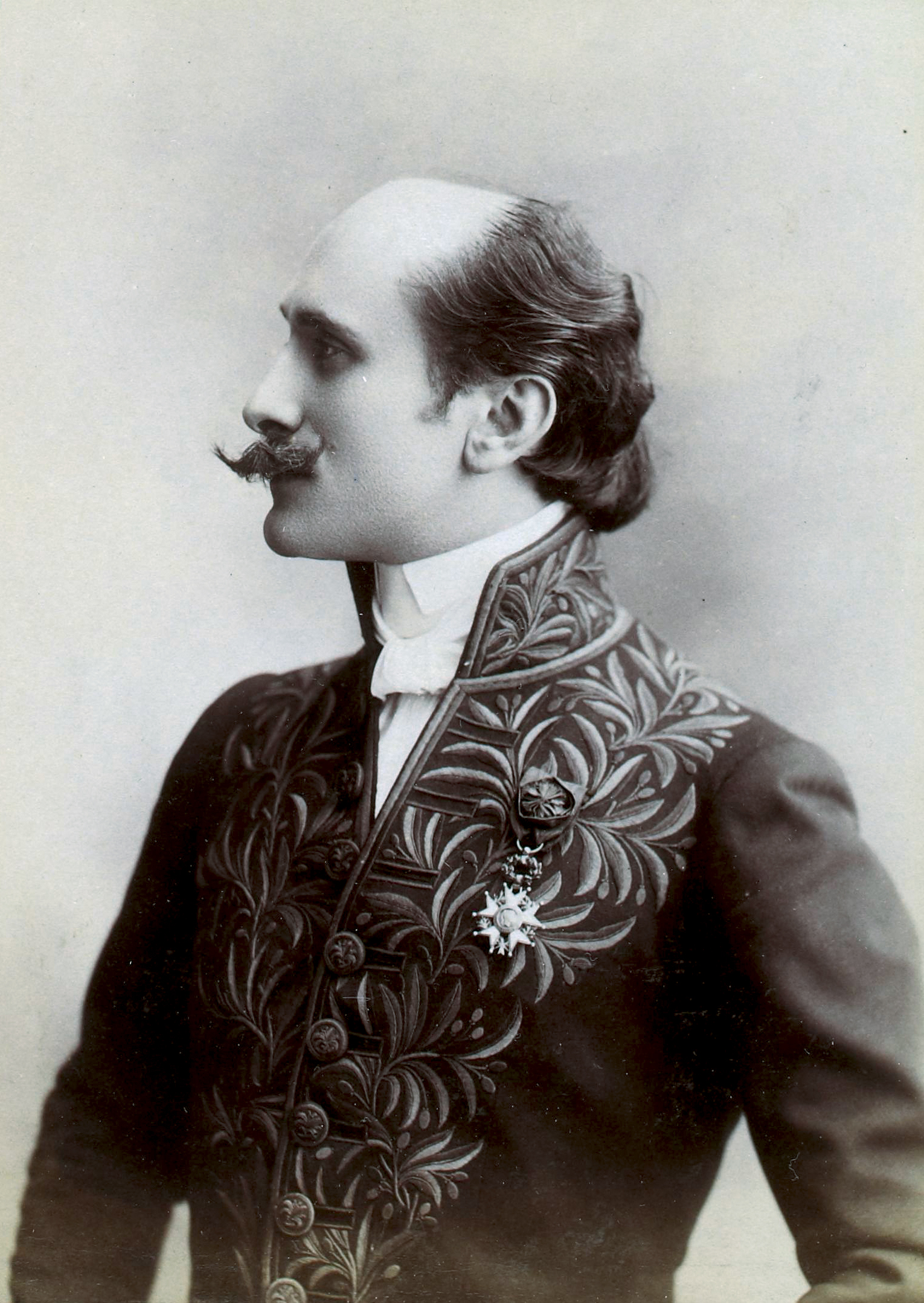
Эдмон Ростан

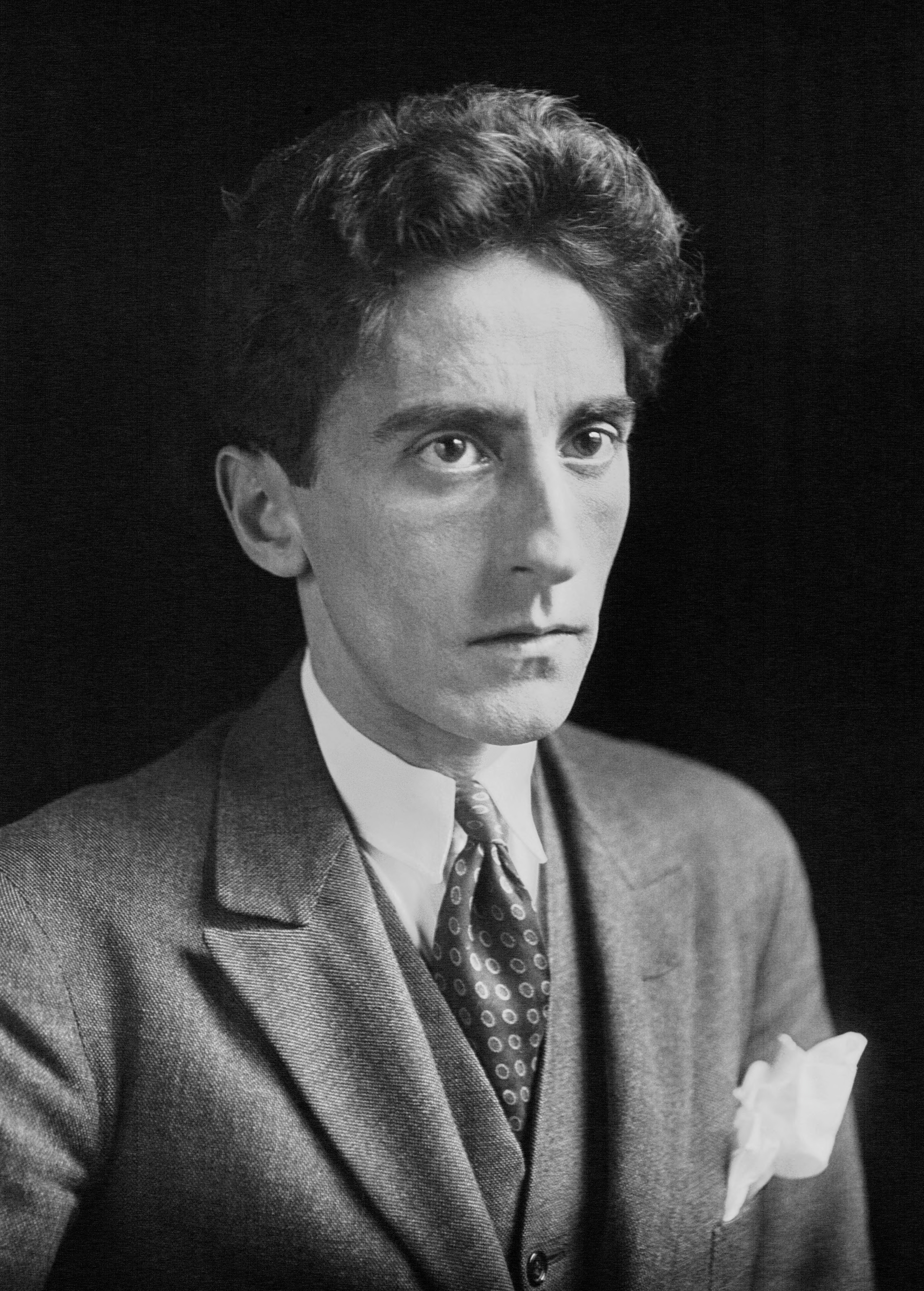
Жан Кокто

2. 1662: Фюретьер, Антуан (Antoine Furetière,) исключен в 1685
3. 1688: Ла Шапель, Жан де
4. 1723: Тулье д'Оливе, Пьер Жозеф (Pierre-Joseph Thoulier d’Olivet)
5. 1768: Кондильяк, Этьен Бонно де (Étienne Bonnot de Condillac)
6. 1780: Трессан, Луи Элизабет де ла Вернь де (Louis-Élisabeth de La Vergne de Tressan)
7. 1783: Байи, Жан Сильвен (Jean Sylvain Bailly)
8. 1803: Сийес, Эммануэль-Жозеф (Emmanuel-Joseph Sieyès) radié по Решению 21 марта 1816
9. 1816: Лалли-Толендаль, Трофим Жерар (Gérard de Lally-Tollendal)
10. 1830: Понжервиль, Жан-Батист Эме Сансон де (Jean-Baptiste Sanson de Pongerville)
11. 1870: Мармье, Ксавье (Xavier Marmier)
12. 1893: Борнье, Анри де (Henri de Bornier)
13. 1901: Ростан, Эдмон (Edmond Rostand)
14. 1920: Бедье, Жозеф (Joseph Bédier)
15. 1938: Жером Таро
16. 1955: Кокто, Жан (Jean Cocteau)
17. 1964: Рюэф, Жак (Jacques Rueff)
18. 1978: Дютур, Жан (Jean Dutourd)
19. 2013: Майкл Эдвардс (Michael Edwards)

## Кресло 32

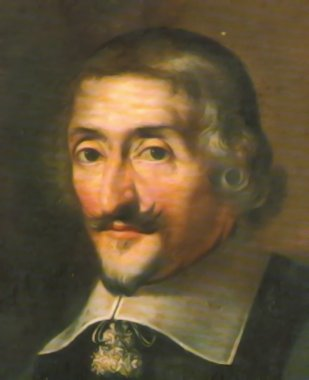
Клод Фавр де Вожла

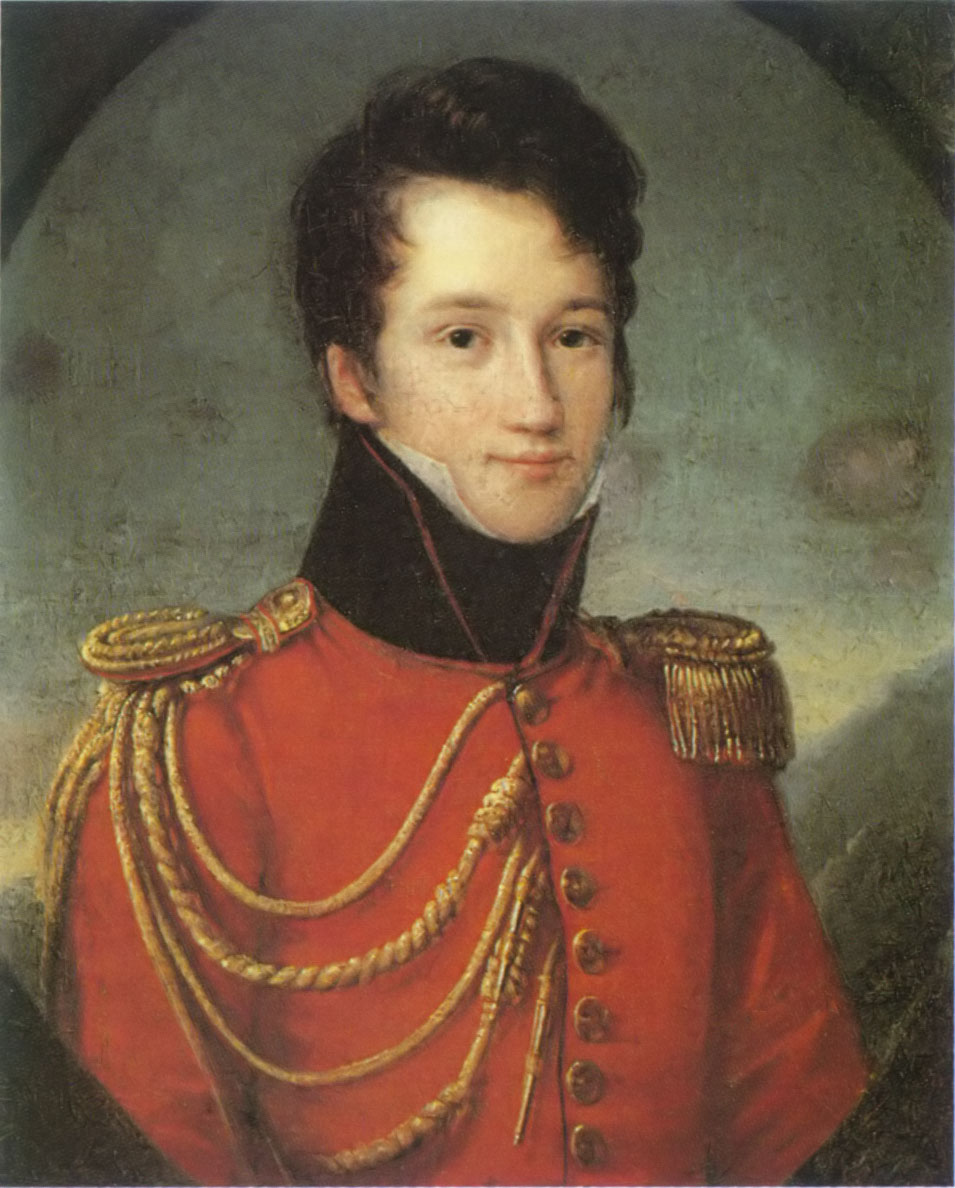
Альфред де Виньии

1. 1634: Фавр де Вожла, Клод (Claude Favre de Vaugelas)
2. 1650: Скюдери, Жорж де (Georges de Scudéry)
3. 1667: Данжо, Филипп де Курсийон де (Philippe de Courcillon de Dangeau)
4. 1720: Ришельё, Луи Франсуа Арман дю Плесси (Louis François Armand de Vignerot du Plessis, duc de Richelieu)
5. 1788: Франсуа-Анри Д’Аркур
6. 1803: Люсьен Бонапарт (Lucien Bonaparte), исключён ордонансом от 21 марта 1816
7. 1816: Луи-Симон Оже (Louis Simon Auger)
8. 1829: Этьенн, Шарль Гийом (Charles-Guillaume Étienne) élu en 1811 au fauteuil 25, radié en 1816, réélu en 1829.
9. 1845: Виньи, Альфред де (Alfred de Vigny)
10. 1865: Дусе, Камиль (Camille Doucet)
11. 1896: Коста де Борегар, Шарль-Альбер (фр. Charles-Albert Costa de Beauregard)
12. 1911: Ланглуа, Ипполит
13. 1912: Бутру, Эмиль (Émile Boutroux)
14. 1922: Нолак, Пьер де (фр. Pierre de Nolhac)
15. 1936: Жорж Грант
16. 1960: Анри Массис
17. 1971: Жорж Изар (фр. Georges Izard)
18. 1974: Робер Арон (фр. Robert Aron)
19. 1976: Морис Ренс (фр. Maurice Rheims)
20. 2004: Ален Роб-Грийе (Alain Robbe-Grillet)
21. 2009: Франсуа Вейерган
22. 2021: Паскаль Ори

## Кресло 33

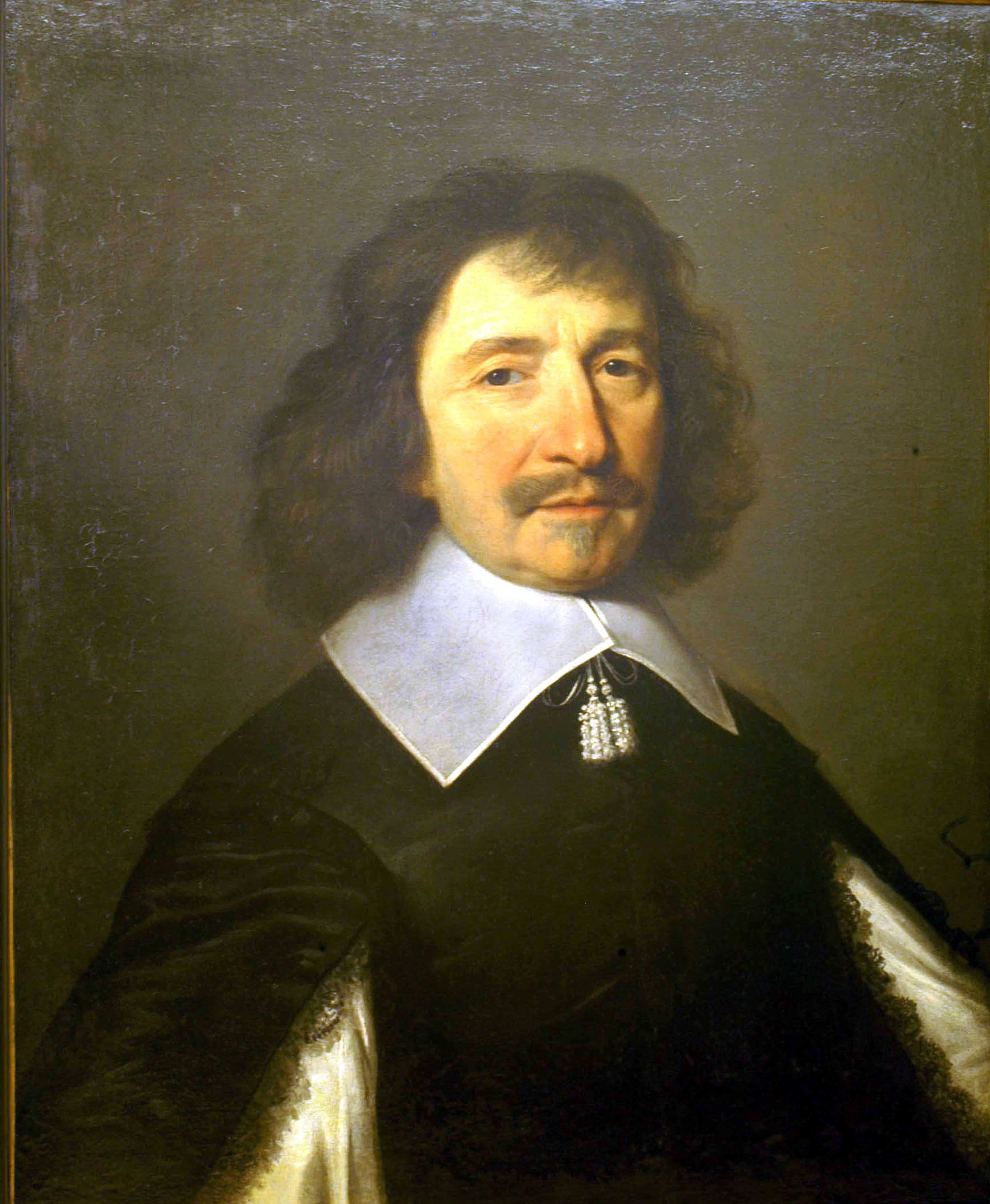
Венсан Вуатюр

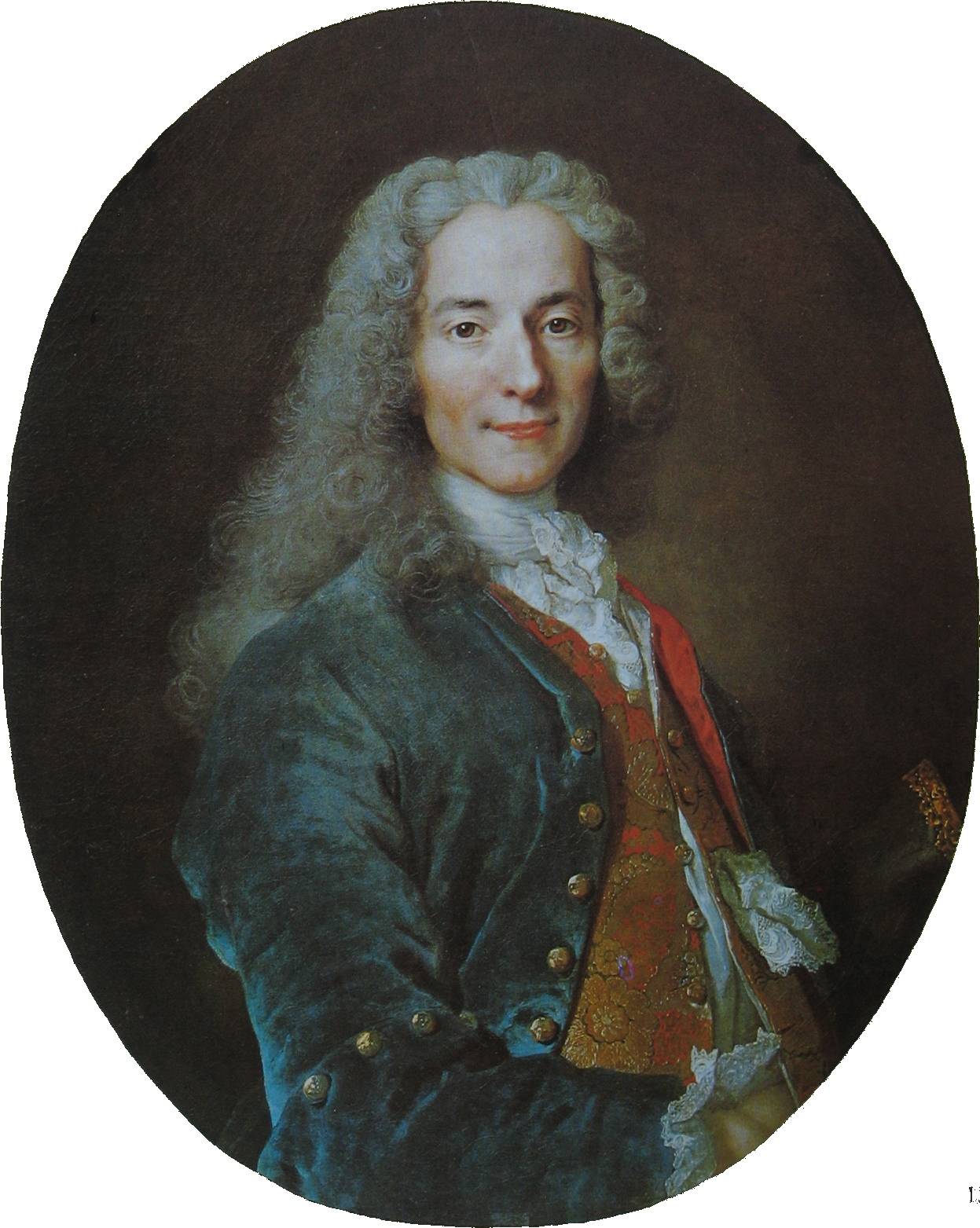
Вольтер

1. 1634: Вуатюр, Венсан (Vincent Voiture)
2. 1648: Мезере, Франсуа Эд де (François Eudes de Mézeray)
3. 1683: Барбье д'Окур, Жан (фр. Jean Barbier d'Aucour)
4. 1694: Клермон-Тоннер, Франсуа де (François de Clermont-Tonnerre)
5. 1701: Малезьё, Никола де (фр. Nicolas de Malézieu)
6. 1727: Буйе, Жан (фр. Jean Bouhier (juriste et écrivain))
7. 1746: Вольтер (François-Marie Arouet — Voltaire)
8. 1778: Дюси, Жан Франсуа (Jean-François Ducis)
9. 1816: Сез, Раймонд де (Raymond de Sèze)
10. 1828: Барант, Проспер де (Prosper de Barante)
11. 1867: Гратри, Жозеф
12. 1873: Тайяндье, Сен-Рене (Saint-René Taillandier)
13. 1880: Дюкан, Максим (Maxime Du Camp)
14. 1894: Бурже, Поль Шарль Жозеф (Paul Bourget)
15. 1936: Жалу, Эдмон
16. 1950: Водойе, Жан-Луи (фр. Jean-Louis Vaudoyer)
17. 1964: Брион, Марсель
18. 1985: Мор, Мишель (фр. Michel Mohrt)
19. 2013: Доминик Бона (Dominique Bona)

## Кресло 34

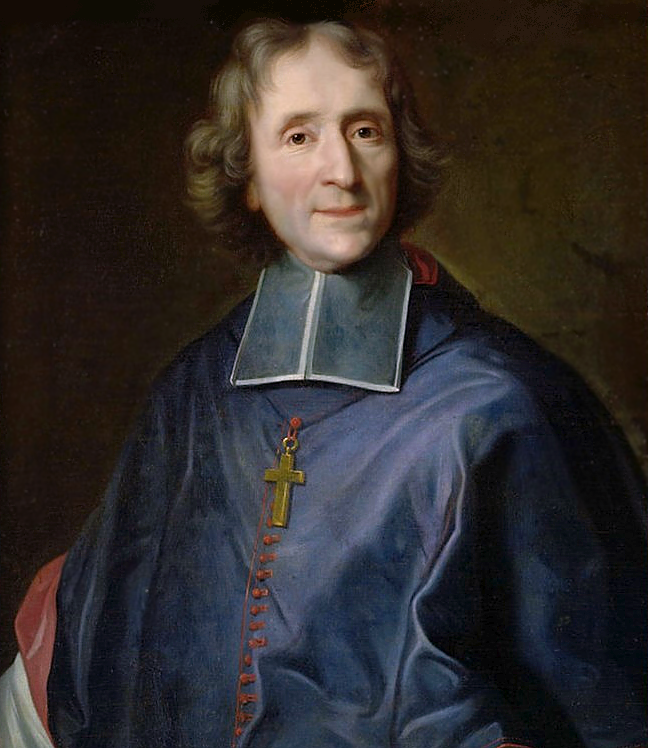
Франсуа Фенелон

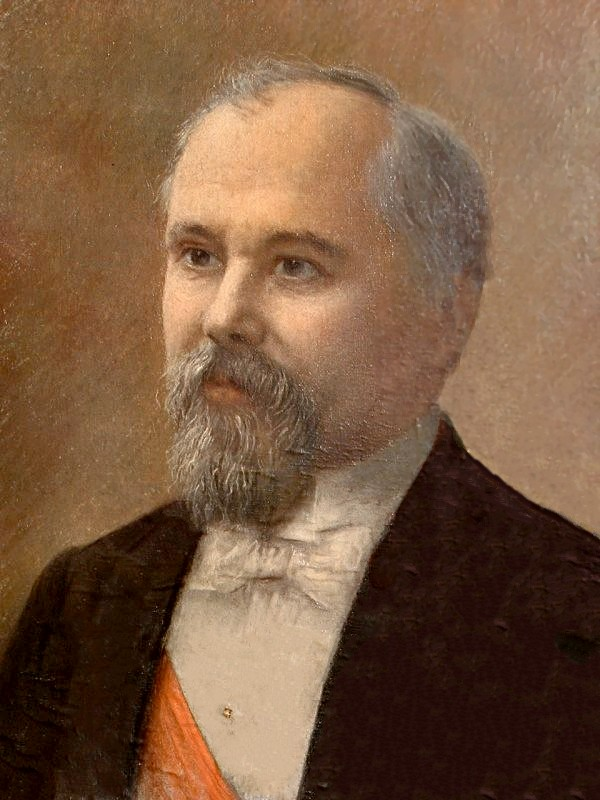
Раймон Пуанкаре

1. 1634: Поршере Ложье, Онора де (фр. Honorat de Porchères Laugier)
2. 1653: Пелиссон, Поль (Paul Pellisson)
3. 1693: Фенелон, Франсуа (Fénelon)
4. 1715: Гро де Боз, Клод (фр. Claude Gros de Boze)
5. 1753: Луи де Бурбон-Конде
6. 1771: Беллуа, Пьер Лоран Бюиретт де (Pierre Laurent Buirette de Belloy)
7. 1775: Эммануэль-Фелисите де Дюрфор
8. 1803: Гара, Доминик Жозеф (Dominique Joseph Garat), исключён ордонансом от 21 марта 1816 г.
9. 1816: Боссе, Луи-Франсуа де (Louis-François de Bausset)
10. 1824: Келан, Иасент-Луи де
11. 1840: Моле, Луи-Матьё (Mathieu Molé)
12. 1856: Фаллу, Альфред Пьер (Alfred de Falloux)
13. 1886: Греар, Валери Клеман Октав (Octave Gréard)
14. 1904: Жебар, Эмиль (Émile Gebhart)
15. 1909: Пуанкаре, Раймон (Raymond Poincaré)
16. 1935: Бенвиль, Жак (фр. Jacques Bainville)
17. 1936: Пескиду, Жозеф де (фр. Joseph de Pesquidoux)
18. 1946: Женевуа, Морис (Maurice Genevoix)
19. 1981: Бурбон-Бюссе, Жак де (Jacques de Bourbon Busset)
20. 2002: Чен, Франсуа (François Cheng)

## Кресло 35

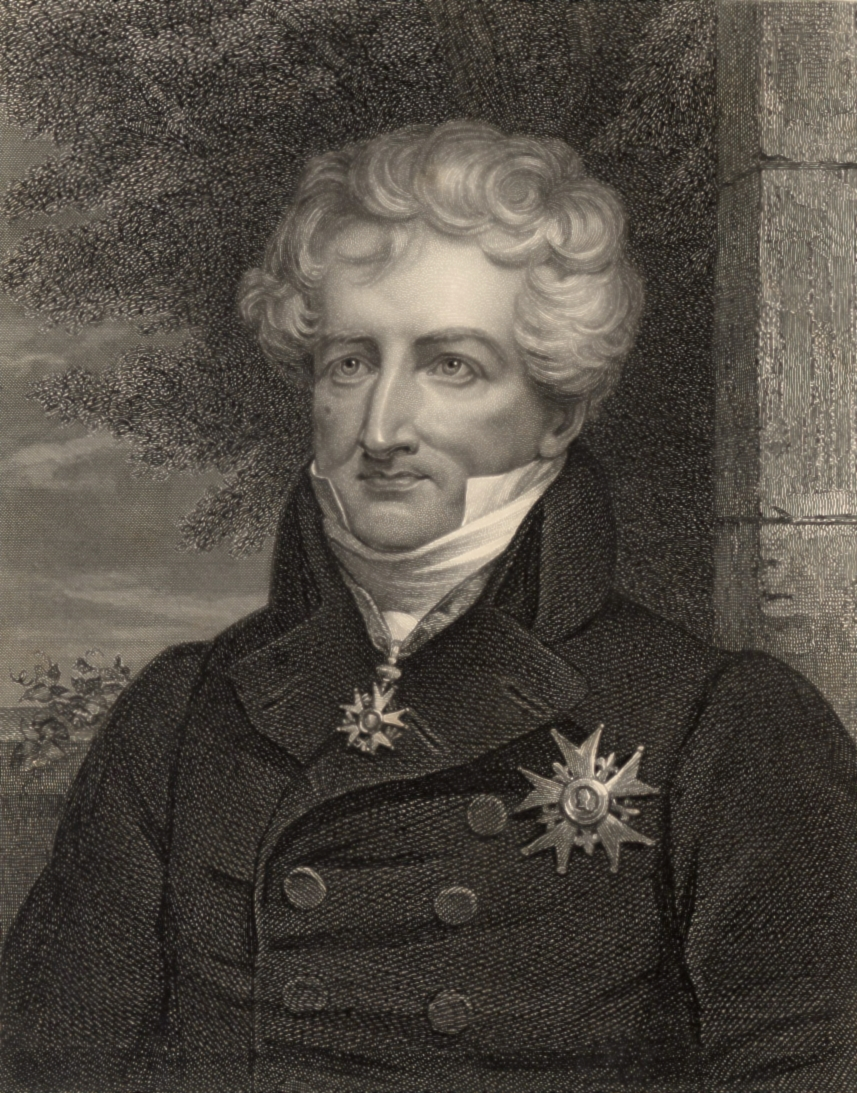
Жорж Леопольд Кювье

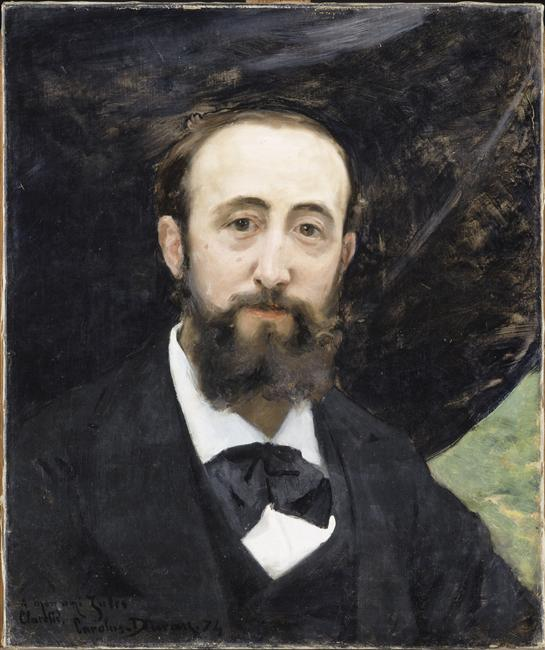
Жюль Кларети

1. 1634: Абер де Монмор, Анри Луи (фр. Henri Louis Habert de Montmor)
2. 1679: Лаво, Луи де (фр. Louis de Lavau)
3. 1694: Лефевр де Комартен, Франсуа (фр. François Lefebvre de Caumartin)
4. 1733: Монкриф, Франсуа Огюстен де Паради де (François-Augustin de Paradis de Moncrif)
5. 1771: Роклор, Арман де (фр. Armand de Roquelaure)
6. 1818: Кювье, Жорж (Georges Cuvier)
7. 1832: Дюпен, Андре (André Dupin)
8. 1866: Кювилье-Флёри, Альфред Огюст (Alfred-Auguste Cuvillier-Fleury)
9. 1888: Кларети, Жюль (Jules Claretie)
10. 1918: Жоффр, Жозеф (Joseph Joffre)
11. 1931: Вейган, Максим (Maxime Weygand)
12. 1966: Лепренс-Ренге, Луи (фр. Louis Leprince-Ringuet)
13. 2001: Пуликен, Ив (фр. Yves Pouliquen)
14. 2022: Компаньон, Антуан (Antoine Compagnon)

## Кресло 36

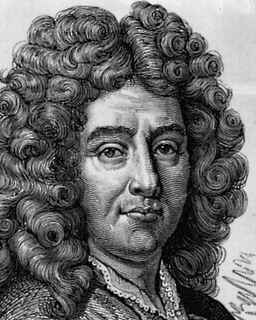
Жан де Лабрюйер

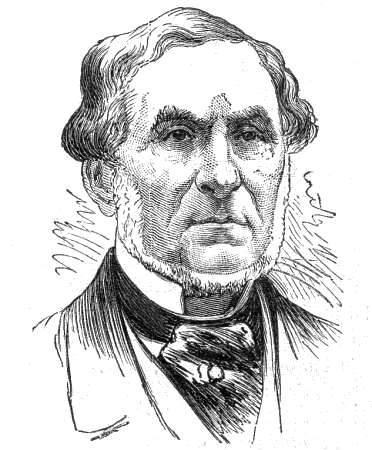
Анри-Огюст Барбье

1. 1634: Кюро де Лашамбр, Марен (фр. Marin Cureau de La Chambre)
2. 1670: Кюро де Лашамбр, Пьер (фр. Pierre Cureau de La Chambre)
3. 1693: Лабрюйер, Жан де (Jean de La Bruyère)
4. 1696: Флёри, Клод (Claude Fleury)
5. 1723: Адан, Жак (Jacques Adam)
6. 1736: Сегюи, Жозеф (Joseph Séguy)
7. 1761: Роган, Луи де (Louis René Édouard de Rohan)
8. 1803: Девен, Жан (фр. Jean Devaines)
9. 1803: Парни, Эварист (Évariste de Parny)
10. 1815: Жуи, Виктор-Жозеф Этьен де (Étienne de Jouy)
11. 1847: Эмпи, Адольф Симонис (фр. Adolphe Simonis Empis)
12. 1869: Барбье, Огюст (Auguste Barbier)
13. 1882: Перро, Адольф
14. 1906: Матьё, Франсуа-Дезире (François-Désiré Mathieu)
15. 1910: Дюшен, Луи (Louis Duchesne)
16. 1923: Бремон, Анри (фр. Henri Bremond)
17. 1935: Бельсор, Андре (фр. André Bellessort)
18. 1946: Груссе, Рене (René Grousset)
19. 1953: Гаксот, Пьер (фр. Pierre Gaxotte)
20. 1983: Сустель, Жак (Jacques Soustelle)
21. 1992: Деньо, Жан Франсуа (фр. Jean-François Deniau)
22. 2007: Боссан, Филипп (фр. Philippe Beaussant)
23. 2018: Кассен, Барбара (Barbara Cassin)

## Кресло 37
1. 1635: Э дю Шатле, Даниель (фр. Daniel Hay du Chastelet)

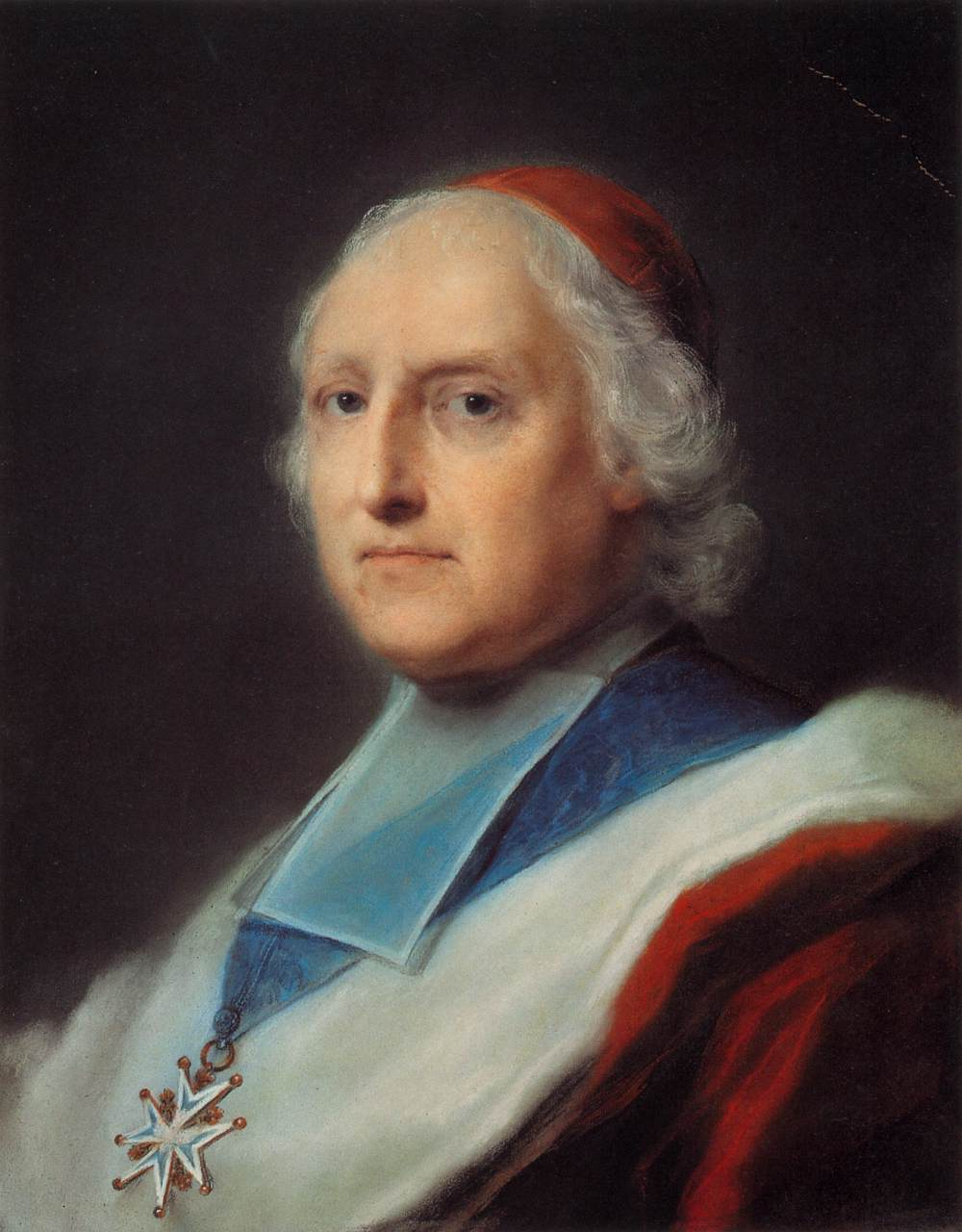
Мельхиор де Полиньяк

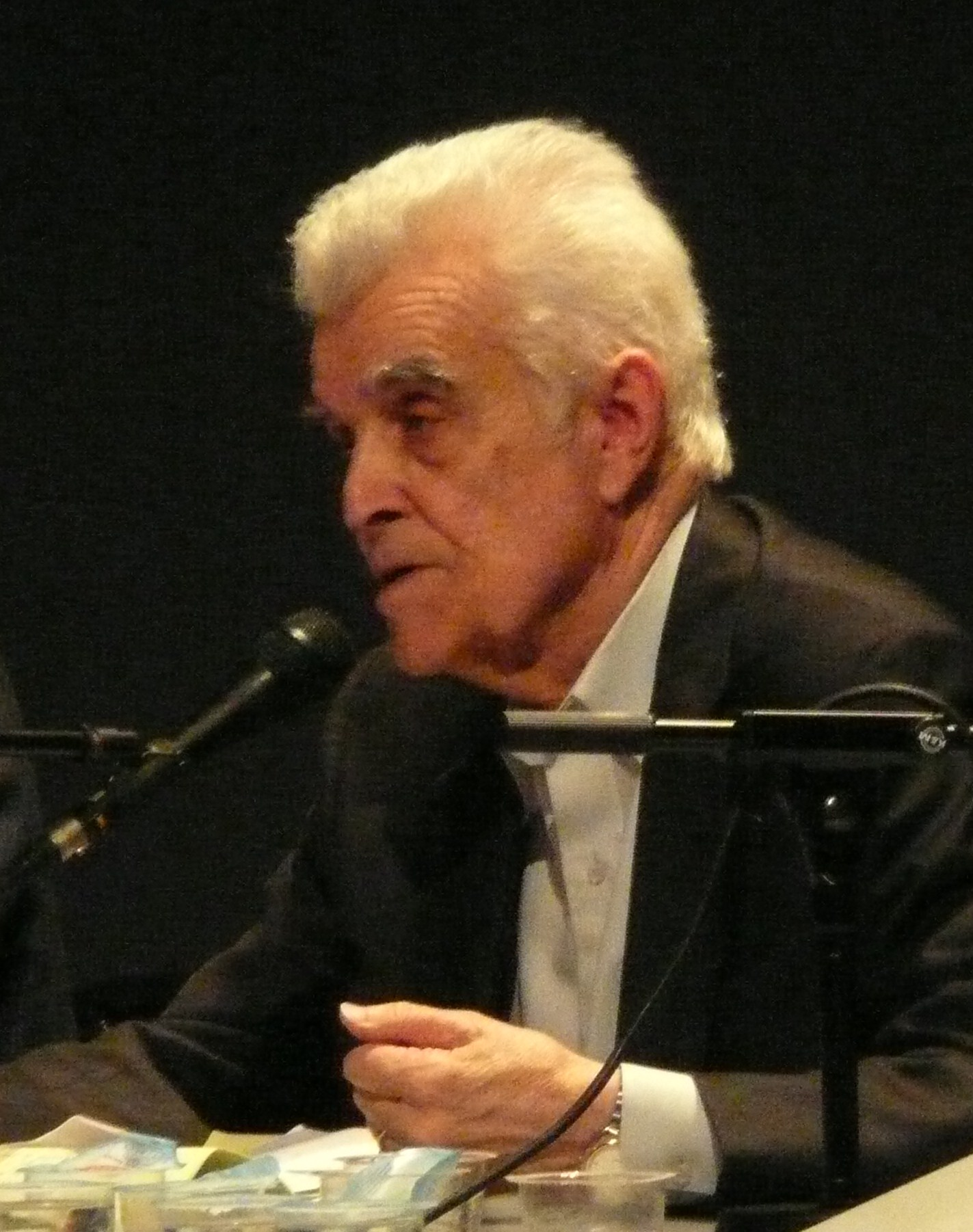
Рене Жирар

2. 1671: Боссюэ, Жак-Бенинь (Jacques-Bénigne Bossuet)
3. 1704: Полиньяк, Мельхиор де (Melchior de Polignac)
4. 1741: Жири де Сен-Сир, Жозеф (фр. Joseph Giry de Saint Cyr)
5. 1761: Баттё, Шарль (Charles Batteux)
6. 1780: Лемьер, Антуан Мари (Antoine-Marin Lemierre)
7. 1803: Феликс Биго де Преаменё (Félix Julien Jean Bigot de Préameneu)
8. 1825: Монморанси-Лаваль, Матьё де (Mathieu de Montmorency-Laval)
9. 1826: Гиро, Александр (Alexandre Guiraud)
10. 1847: Ампер, Жан-Жак (Jean-Jacques Ampère)
11. 1865: Прево-Парадоль, Люсьен Анатоль (Lucien-Anatole Prévost-Paradol)
12. 1871: Руссе, Камиль (Camille Rousset)
13. 1893: Тюро-Данжен, Поль (фр. Paul Thureau-Dangin)
14. 1914: Лагорс, Пьер де (фр. Pierre de La Gorce)
15. 1934: Де Бройль, Морис (Maurice de Broglie, физик)
16. 1961: Тиссеран, Эжен (Eugène Tisserant)
17. 1972: Даниелу, Жан (Jean Daniélou)
18. 1975: Карре, Амбруаз-Мари (фр. Ambroise-Marie Carré)
19. 2005: Жирар, Рене (René Girard)
20. 2017: Зенк, Мишель (Michel Zink)

## Кресло 38
1. 1635: Молеон Гранье, Оже де (фр. Auger de Moléon Granier), исключён Ришельё
2. 1636: Баро, Бальтазар (фр. Balthazar Baro)
3. 1650: Дужа, Жан (фр. Jean Doujat)

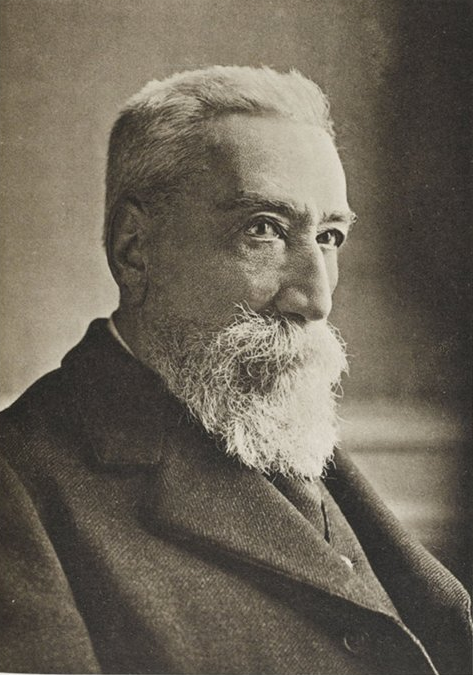
Анатоль Франс

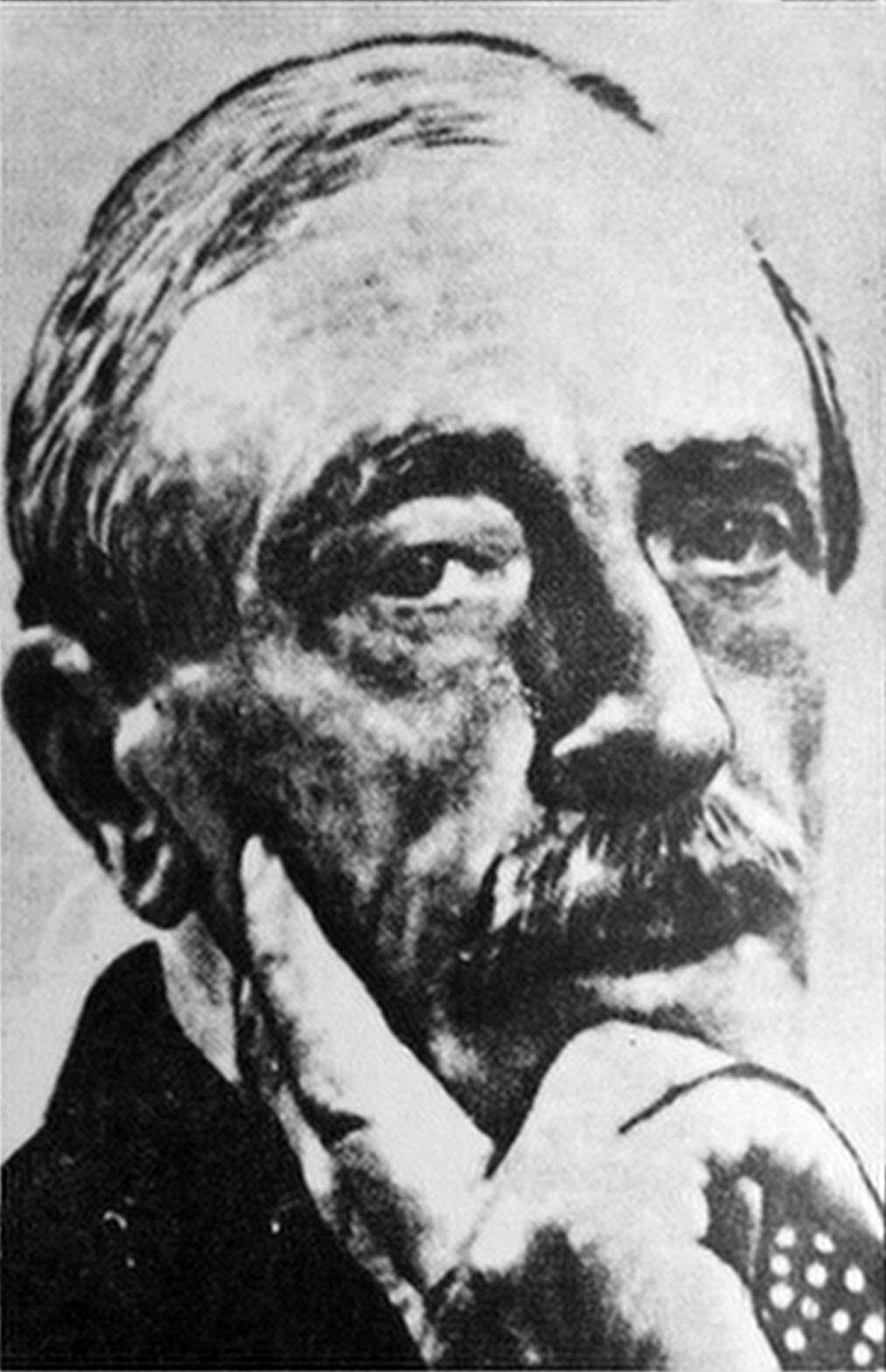
Поль Валери

4. 1688: Ренодо, Евсевий (Eusèbe Renaudot)
5. 1720: Рокетт, Анри-Эмманюэль де (фр. Henri-Emmanuel de Roquette)
6. 1725: Пардайян де Гондрен, Пьер де (Pierre de Pardaillan de Gondrin)
7. 1733: Дюпре де Сен-Мор, Никола-Франсуа (фр. Nicolas-François Dupré de Saint-Maur)
8. 1775: Мальзерб, Кретьен Гийом де Ламуаньон де (Chrétien Guillaume de Lamoignon de Malesherbes)
9. 1803: Андриё, Франсуа Гийом Жан Станислав (François Andrieux)
10. 1833: Тьер, Луи Адольф (Adolphe Thiers)
11. 1878: Мартен, Анри (Henri Martin, историк)
12. 1884: Лессепс, Фердинанд де (Ferdinand de Lesseps)
13. 1896: Франс, Анатоль (Anatole France)
14. 1925: Валери, Поль (Paul Valéry)
15. 1946: Мондор, Анри (фр. Henri Mondor)
16. 1963: Луи Арман (Louis Armand)
17. 1972: Готье, Жан-Жак (фр. Jean-Jacques Gautier)
18. 1986: Жан Луи Кюртис (Jean-Louis Curtis)
19. 1996: Жакоб, Франсуа (François Jacob)
20. 2014: Марк Ламброн (Marc Lambron)

## Кресло 39
1. 1636: Жири, Луи (фр. Louis Giry)
2. 1666: Буайе, Клод (фр. Claude Boyer)
3. 1698: Жене, Шарль-Клод (фр. Charles-Claude Genest)

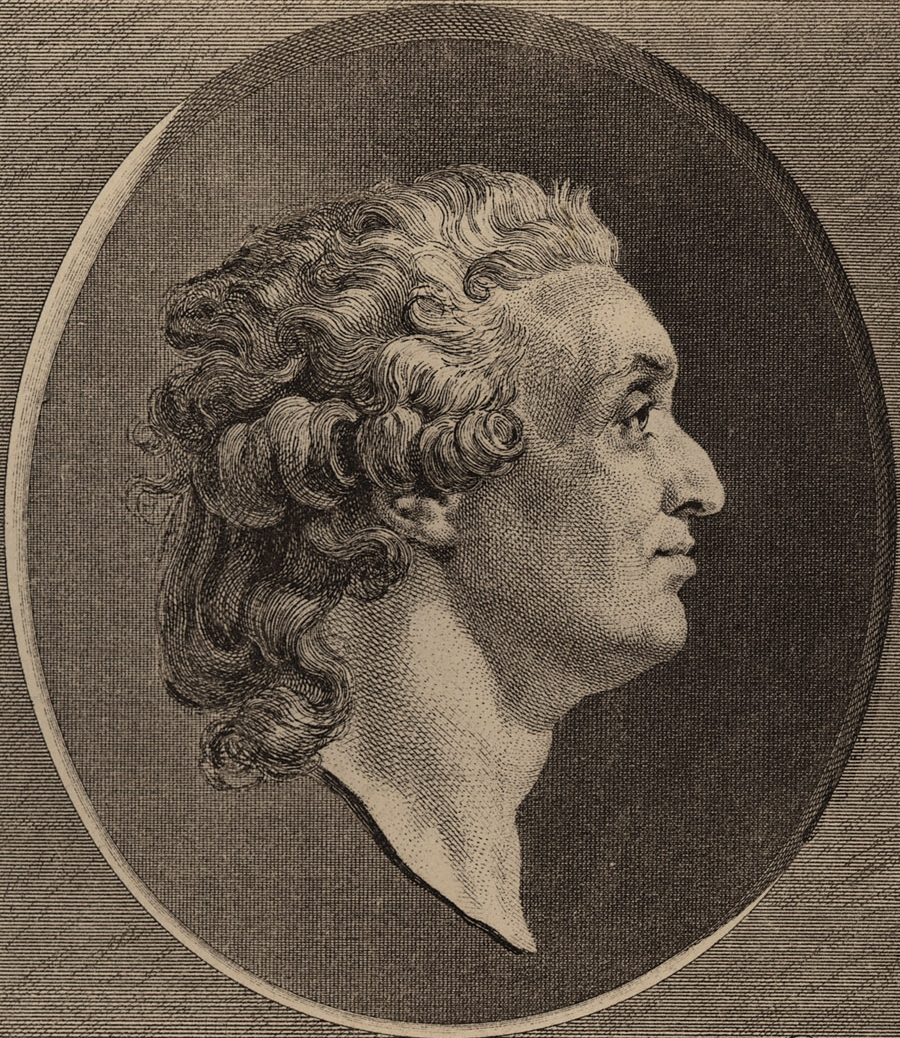
Николя де Кондорсе

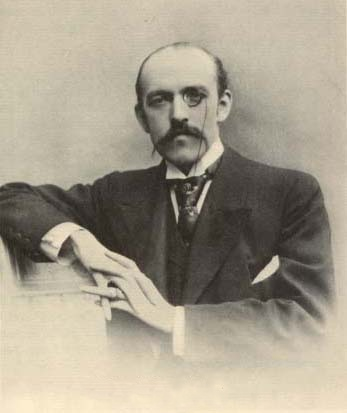
Анри де Ренье

4. 1720: Дюбо, Жан-Батист (Jean-Baptiste Dubos)
5. 1742: Дю Ренель дю Белле, Жан-Франсуа (фр. Jean-François Du Resnel du Bellay)
6. 1761: Сорен, Бернар Жозеф (Bernard-Joseph Saurin)
7. 1782: Кондорсе, Мари Жан Антуан Никола (Nicolas de Condorcet)
8. 1803: Виллар, Ноэль-Габриель-Люс (фр. Noël-Gabriel-Luce Villar)
9. 1826: Фелес, Шарль Мари де (Charles-Marie de Feletz)
10. 1850: Низар, Дезире (Désiré Nisard)
11. 1888: Вогюэ, Эжен Мельхиор де (Eugène-Melchior de Vogüé)
12. 1911: Ренье, Анри де (Henri de Régnier)
13. 1936: Лакретель, Жак де (фр. Jacques de Lacretelle)
14. 1986: Пуаро-Дельпеш, Бертран (Bertrand Poirot-Delpech)
15. 2008: Клер, Жан (Jean Clair)

## Кресло 40

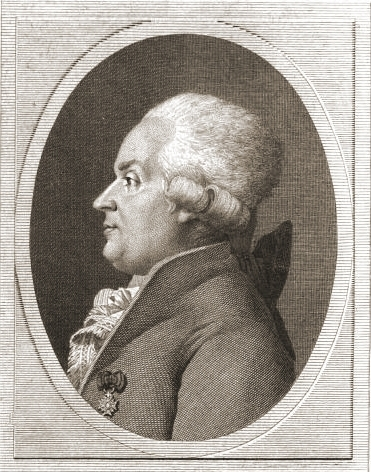
Клод Карломан Рюльер

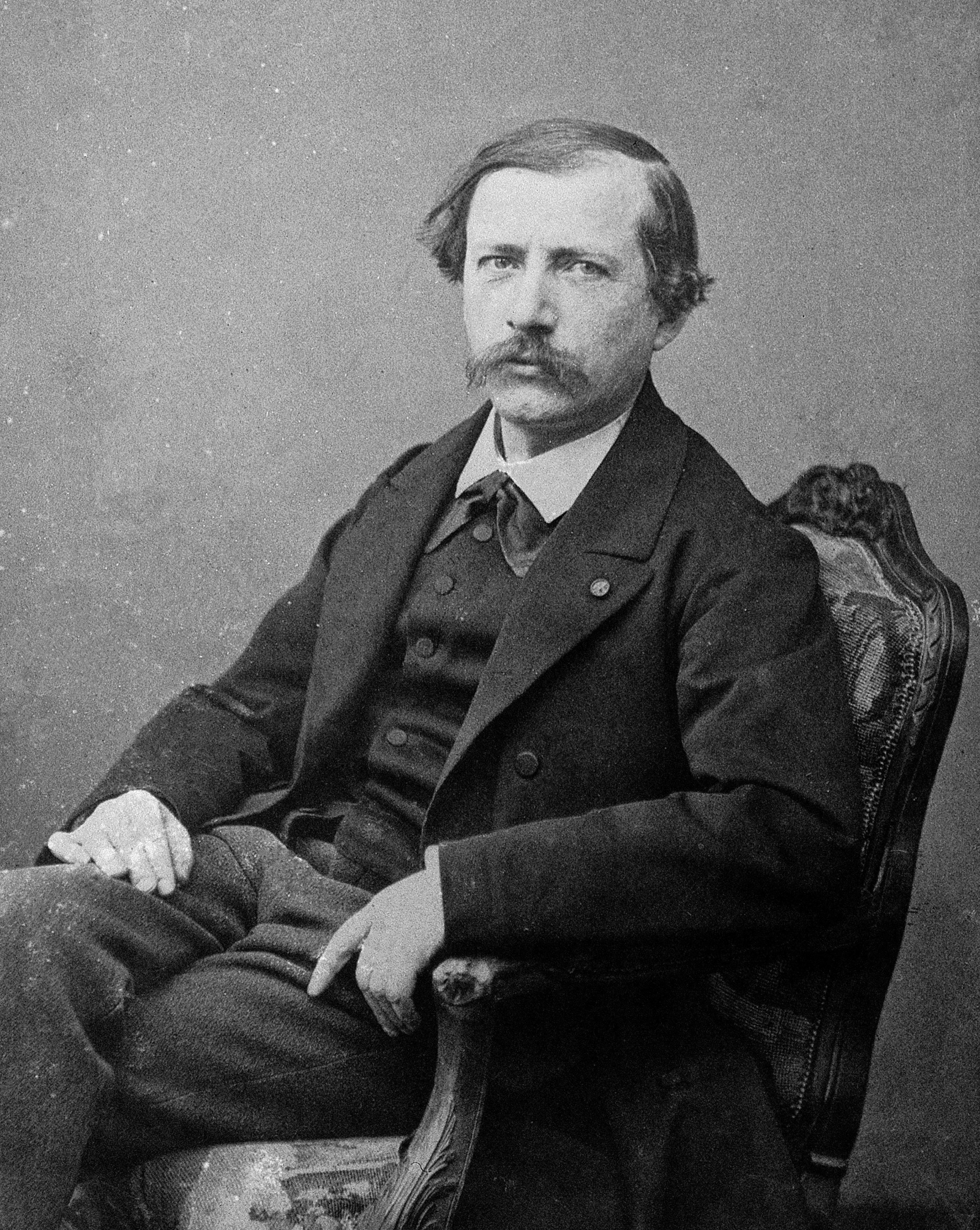
Пьер Эжен Марселен Бертло

1. 1639: Прьезак, Даниэль де
2. 1662: Леклер, Мишель (фр. Michel Le Clerc)
3. 1692: Туррей, Жак де (фр. Jacques de Tourreil)
4. 1714: Мале, Жан-Ролан (Jean-Roland Malet)
5. 1736: Буайе, Жан Франсуа (фр. Jean-François Boyer (évêque))
6. 1755: Буамон, Никола Тирель де (фр. Nicolas Thyrel de Boismont)
7. 1787: Рюльер, Клод Карломан (Claude Carloman de Rulhière)
8. 1803: Кабанис, Пьер Жан Жорж (Pierre Jean Georges Cabanis)
9. 1808: Дестют де Траси, Антуан Луи Клод (Antoine Destutt de Tracy)
10. 1836: Гизо, Франсуа (François Guizot)
11. 1875: Дюма, Жан-Батист (Jean-Baptiste Dumas)
12. 1884: Бертран, Жозеф Луи Франсуа (Joseph Bertrand)
13. 1900: Бертло, Марселен (Marcellin Berthelot)
14. 1908: Шарм, Франсуа (Francis Charmes)
15. 1918: Камбон, Жюль (Jules Cambon)
16. 1936: Лаказ, Люсьен (фр. Lucien Lacaze)
17. 1956: Шатне, Жак (фр. Jacques Chastenet)
18. 1978: Дюмезиль, Жорж (Georges Dumézil)
19. 1988: Реми, Пьер-Жан (фр. Pierre-Jean Rémy)
20. 2013: Ксавье Даркос